# Dinastía Qing
La dinastía Qing (en chino tradicional, 清朝; pinyin, Qīng Cháo; Wade-Giles, Ch'ing Ch'ao; pronunciado 'ching' /tɕʰíŋ/), oficialmente Gran Qing (en chino tradicional, 大清; pinyin, Dà Qīng), o Estado del Gran Qing (en manchú: ᡩᠠᡳᠴᡳᠩ ᡤᡠᡵᡠᠨ Daicing Gurun), también llamado Imperio Qing o dinastía manchú, fue la última dinastía imperial china, que gobernó el actual país entre los años 1644 y 1912. Fue precedida por la dinastía Ming y sucedida por la República de China. El imperio multicultural Qing duró casi tres siglos y formó la base territorial para el Estado chino moderno.
La dinastía fue fundada por el clan Yurchen de Aisin-Gioro en Manchuria, donde a principios del siglo XVII establecieron un estado multiétnico con capital en Mukden. En 1644, aprovechando la debilidad de la dinastía Ming a consecuencia la revuelta de Li Zicheng, el general manchú Dorgon cruzó con ayuda china la Gran Muralla e invadió China, capturando Pekín en 1645. Dorgon proclamó a su sobrino Shunzhi emperador de China, lo que dio comienzo al gobierno de los Qing sobre toda China. La dinastía consolidó su control sobre China rápidamente, y alcanzó su máximo apogeo durante el reinado del emperador Qianlong (r.1735-1796), tras el cual inició un progresivo declive. 
Durante el reinado de los primeros emperadores Qing, China vivió una etapa de estabilidad interna y de crecimiento demográfico, territorial y económico sin precedentes. Las conquistas de Qianlong expandieron el imperio Qing por Asia Central, doblando el tamaño del mismo. La población aumentó de unos 130 a unos 400 millones de habitantes, pero los impuestos y los ingresos del gobierno, fijados a niveles muy bajos, se estancaron, lo que a comienzos del siglo XIX condujo a una crisis fiscal. El crecimiento territorial y demográfico, afectado por la falta de recursos fiscales del gobierno, sobrecargaron la habilidad del mismo para controlar eficazmente el vasto territorio de China. La corrupción se hizo endémica; sucesivas rebeliones pusieron a prueba la legitimidad del gobierno, y las elites gobernantes fueron incapaces de responder de forma eficaz a los crecientes cambios en el panorama mundial, donde las potencias occidentales demandaban con cada vez más insistencia la apertura comercial de China.
Después de la primera guerra del Opio (1839-1842), las potencias occidentales impusieron tratados desiguales, libre comercio, extraterritorialidad y puertos bajo control extranjero. La rebelión Taiping (1850-1864) y la revuelta de Dungan (1862-1877) en Asia Central provocaron la muerte de unos 20 millones de personas, la mayoría de ellas en hambrunas causadas por la guerra. Tras la segunda guerra del Opio (1856-1860), las potencias occidentales obligaron a China a reformarse parcialmente, y ayudaron al gobierno Qing a pacificar sus rebeliones internas. A pesar de estos desastres, en la Restauración Tongzhi de la década de 1860, las élites han se unieron en defensa del orden confuciano y de los gobernantes Qing. Las ganancias iniciales del Movimiento de Fortalecimiento Propio se perdieron en la primera guerra sino-japonesa de 1895, en la cual los Qing perdieron su influencia sobre Corea y la posesión de Taiwán. Los Qing trataron de reorganizar sus fuerzas armadas, pero la ambiciosa Reforma de los Cien Días de 1898 fue rechazada en un golpe de Estado por la emperatriz viuda Cixi, líder de la facción conservadora del gobierno. Cuando la lucha por concesiones por parte de potencias extranjeras desencadenó el Levantamiento de los bóxers, las potencias extranjeras intervinieron militarmente en China de nuevo; Cixi les declaró la guerra, lo que llevó a la derrota y a la huida de la corte imperial a Xi'an.
Tras firmar el Protocolo Bóxer en 1900, el gobierno imperial Qing inició reformas fiscales y administrativas sin precedentes, que incluyeron elecciones, un nuevo código legal y la abolición del milenario sistema de exámenes. Sun Yat-sen y otros revolucionarios compitieron con los monárquicos reformistas como Kang Youwei y Liang Qichao para transformar el Imperio Qing en una nación moderna. Después de la muerte de Cixi y del emperador Guangxu en 1908, la facción conservadora de la corte trató de obstruir las reformas. El levantamiento de Wuchang el 11 de octubre de 1911 condujo a la Revolución de Xinhai. El último emperador, Puyi, abdicó el 12 de febrero de 1912, dando fin al Imperio y terminando con más de 2.000 años de tradición imperial china.

## Nombres
Nurhaci se declaró el "Kan brillante" del Estado Jin (literalmente «oro»; conocido en la historiografía china como el «Jin posterior») en honor tanto a la dinastía Jin dirigida por yurchen del siglo XII-XIII como a su clan Aisin-Gioro (Aisin es manchú para los chinos 金 (jīn, «oro»)). Su hijo Hong Taiji renombró la dinastía Gran Qing en 1636. Hay explicaciones contradictorias sobre el significado de Qīng (literalmente, «claro» o «puro»). El nombre puede haber sido seleccionado en reacción al nombre de la dinastía Ming (明), que consiste en los caracteres chinos para «sol» (日) y «luna» (月), ambos asociados con el elemento fuego del sistema zodiacal chino. El carácter Qīng (清) se compone de «agua» (氵) y «azul» (青), ambos asociados con el elemento agua. Esta asociación justificaría la conquista de Qing como la derrota del fuego por el agua. Las imágenes de agua del nuevo nombre también pueden haber tenido connotaciones budistas de perspicacia e iluminación y conexiones con el Bodhisattva Manjusri. El nombre manchú daicing, que suena como una representación fonética de Dà Qīng o Dai Ching, puede de hecho derivarse de una palabra mongola ᠳᠠᠢᠢᠴᠢᠨ , дайчин que significa «guerrero». Daicing gurun puede haber significado "Estado guerrero", un juego de palabras que solo era inteligible para los manchúes y los mongoles. En la última parte de la dinastía, sin embargo, incluso los propios manchúes habían olvidado este posible significado.
Después de conquistar «China propia», los manchúes identificaron su Estado como «China» (中國, Zhōngguó; «Reino Medio»), y se refirieron a él como Dulimbai Gurun en manchú (Dulimbai significa «central» o «medio», gurun significa «nación» o «Estado»). Los emperadores equipararon las tierras del Estado Qing (incluyendo el noreste de China actual, Xinjiang, Mongolia, el Tíbet y otras áreas) como «China» en los idiomas chino y manchú, definiendo a China como un Estado multiétnico y rechazando la idea de que «China» solo significaba áreas Han. Los emperadores Qing proclamaron que tanto los pueblos han como los no han eran parte de «China». Usaron «China» y «Qing» para referirse a su estado en documentos oficiales, tratados internacionales (como Qing era conocido internacionalmente como «China» o «Imperio chino») y asuntos exteriores, y el «idioma chino» (en manchú: Dulimbai gurun i bithe) incluía chino, manchú y mongol, y «pueblo chino» (中國之人 Zhōngguó zhī rén; manchú: Dulimbai gurun i niyalma) se refería a todos los temas del imperio. En las versiones en chino de sus tratados y sus mapas del mundo, el gobierno de Qing usó «Qing» y «China» indistintamente.

## Historia

### Nurhaci y la formación del Estado manchú
La dinastía Qing no fue fundada por los chinos han, que constituyen la mayoría de la población china, sino por un pueblo agricultor sedentario conocido como yurchen, un pueblo tungusico que vivía en la región que ahora comprende las provincias chinas de Jilin y Heilongjiang. Los manchúes a veces se confunden con un pueblo nómada, pero no lo eran.
Lo que se convertiría en el estado Manchú fue fundado por Nurhaci, el jefe de una tribu menor de yurchen, el Aisin Gioro, en Jianzhou a principios del siglo XVII. Nurhaci pudo haber pasado un tiempo en un hogar chino en su juventud, y se volvió fluido en chino y mongol, y leyó las novelas chinas Romance de los Tres Reinos y A la orilla del agua. Originalmente vasallo de los emperadores Ming, Nurhaci se embarcó en una disputa entre tribus en 1582 que se convirtió en una campaña para unificar a las tribus cercanas. Para 1616, había consolidado suficientemente a Jianzhou para poder proclamarse Kan del Gran Jin en referencia a la dinastía Jurchen anterior. A finales del siglo XVI, Nurhaci, originalmente un vasallo de la dinastía Ming, comenzó a organizar las "Ocho banderas", unidades militares y sociales que incluían elementos de Yurchen, Han chino y mongol. Nurhaci formó los clanes Yurchen en una entidad unificada, que renombró como manchúes.
Cuando los yurchens fueron reorganizados por Nurhaci en los Ocho banderas, muchos clanes manchúes fueron creados artificialmente como un grupo de personas no relacionadas que fundaron un nuevo clan manchú (mukun) usando un nombre de origen geográfico como un topónimo para su hala (nombre del clan). Las irregularidades sobre el origen del clan yurchen y manchú llevaron a los Qing a tratar de documentar y sistematizar la creación de historias para los clanes manchú, incluida la fabricación de una leyenda completa sobre el origen del clan Aisin Gioro al tomar la mitología del noreste.
Trasladar su corte de Jianzhou a Liaodong proporcionó a Nurhaci acceso a más recursos; también lo puso en contacto cercano con los dominios mongoles Khorchin en las llanuras de Mongolia. Aunque en este momento la nación mongol, una vez unida, se había fragmentado hace mucho tiempo en tribus individuales y hostiles, estas tribus aún representaban una seria amenaza de seguridad para las fronteras Ming. La política de Nurhaci hacia los khorchines era buscar su amistad y cooperación contra los Ming, asegurando su frontera occidental de un poderoso enemigo potencial.
Además, el khorchin demostró ser un aliado útil en la guerra, prestando a los yurchenes su experiencia como arqueros de caballería. Para garantizar esta nueva alianza, Nurhaci inició una política de matrimonios mixtos entre las noblezas yurchen y khorchin, mientras que los que resistieron se encontraron con una acción militar. Este es un ejemplo típico de las iniciativas de Nurhaci que finalmente se convirtieron en la política oficial del gobierno Qing. Durante la mayor parte del período Qing, los mongoles dieron asistencia militar a los manchúes.

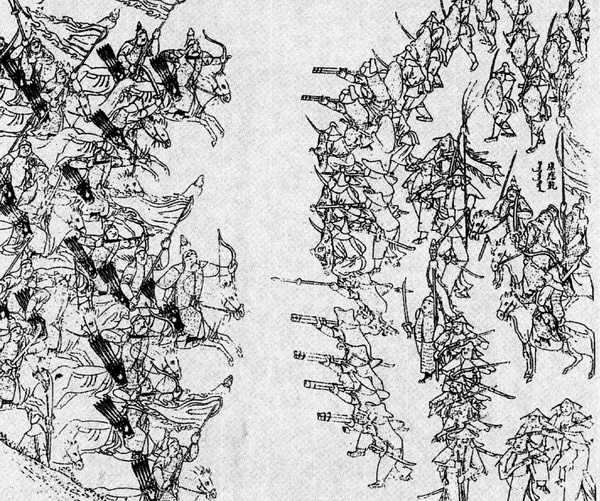
Caballería manchú cargando contra infantería Ming en la batalla de Sarhu en 1619.

Algunas otras contribuciones importantes de Nurhaci incluyen ordenar la creación de una escritura manchú, basada en la escritura mongol, después de que la escritura yurchen anterior fue olvidada (se había derivado de kitán y chino). Nurhaci también creó el sistema administrativo civil y militar que finalmente se convirtió en las Ocho Banderas, el elemento definitorio de la identidad manchú y la base para transformar las tribus yurchen libremente tejidas en una nación.

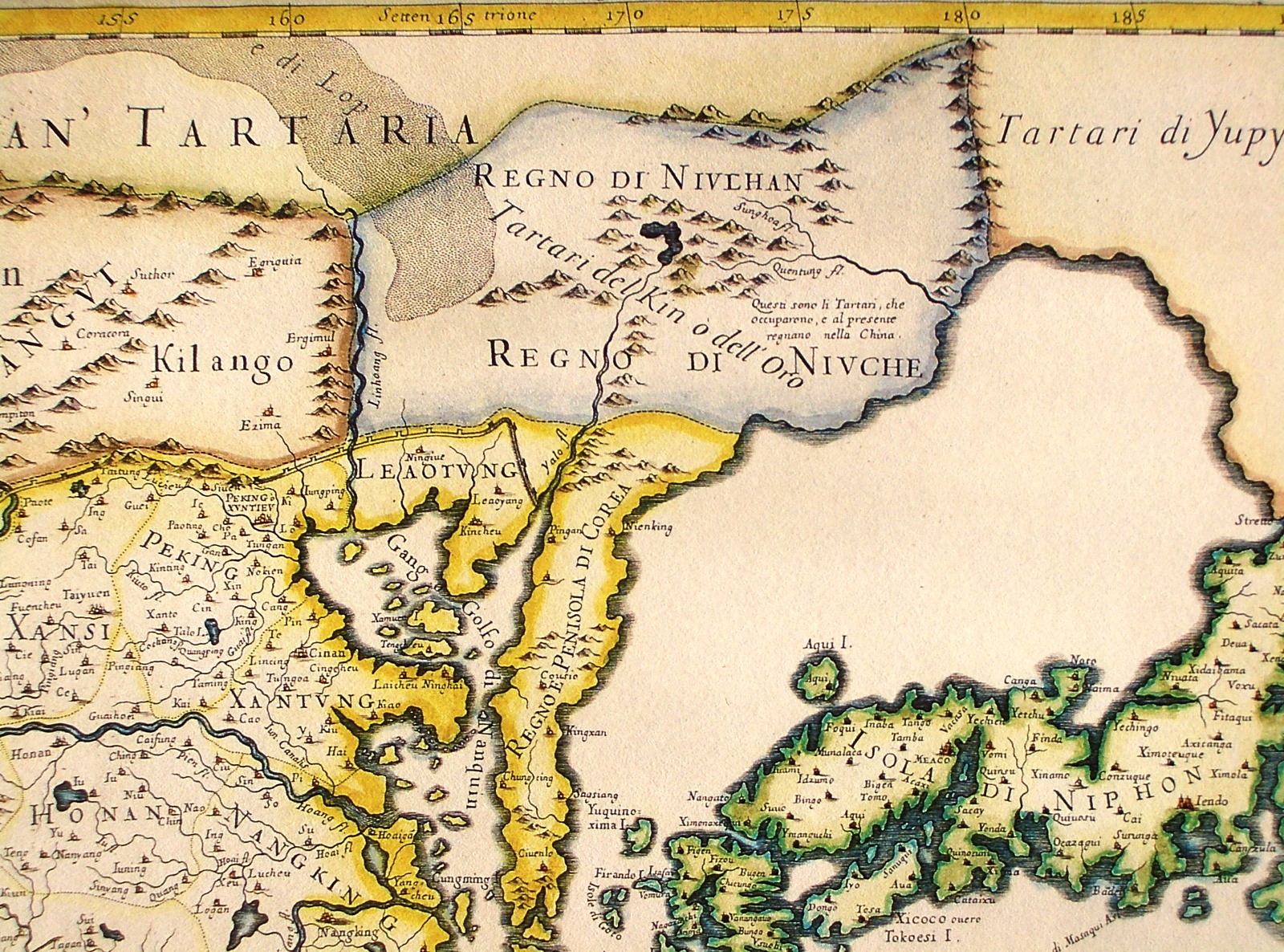
Un mapa italiano que muestra el "Reino de los Nüzhen" o los "tártaros Jin", que "han ocupado y actualmente gobiernan China", al norte de Liaodong y Corea, publicado en 1682. Manchuria es la patria de los manchú, la designación introducido en 1635 para los yurchen.

Dos años más tarde, Nurhaci anunció los "Siete agravios" y renunció abiertamente a la soberanía del señorío Ming para completar la unificación de aquellas tribus Jurchen aún aliadas con el emperador Ming. Después de una serie de batallas exitosas, trasladó su capital de Hetu Ala a ciudades Ming capturadas sucesivamente más grandes en Liaodong: primero Liaoyang en 1621, luego Shenyang (Mukden) en 1625.
En 1636, su hijo Hung Taiji comenzó a expulsar a las fuerzas Ming de Liaodong y declaró una nueva dinastía, los Qing. En 1644, los rebeldes campesinos liderados por Li Zicheng conquistaron la capital Ming, Pekín. En lugar de servirles, el general Ming Wu Sangui hizo una alianza con los manchúes y abrió el Paso Shanhai a los ejércitos de las Ocho Banderas dirigidos por el príncipe regente Dorgon, quien derrotó a los rebeldes y se apoderó de la capital. La resistencia del Ming meridional y la rebelión de los tres feudatarios dirigidos por Wu Sangui extendió la conquista de China propia tal durante casi cuatro décadas y no se completó hasta 1683 bajo el emperador Kangxi (1661-1722). Las Diez Grandes Campañas del emperador Qianlong desde la década de 1750 hasta la de 1790 extendieron el control Qing a toda Asia Central. Los primeros gobernantes mantuvieron sus costumbres manchúes, y aunque su título era emperador, usaron khan de los mongoles y fueron patrocinadores del budismo tibetano. Gobernaron usando estilos confucianos e instituciones del gobierno burocrático y retuvieron los exámenes imperiales para reclutar a chinos Han para trabajar bajo o en paralelo con manchúes. También adaptaron los ideales del sistema tributario al tratar con los territorios vecinos.
Había muy pocos manchúes étnicos para conquistar China por ellos mismos, por lo que ganaron fuerza al derrotar y absorber a los mongoles. Más importante aún, agregaron chinos han a las Ocho banderas. El manchú tuvo que crear un "Jiu Han jun" completo (Viejo Ejército Han) debido a la gran cantidad de soldados han que fueron absorbidos en las Ocho banderas por captura y deserción. La artillería Ming fue responsable de muchas victorias contra los manchúes, por lo que los manchúes establecieron un cuerpo de artillería formado por soldados han en 1641, y la hinchazón de los números chinos han en las Ocho banderas condujo en 1642 a la creación de todas las Ocho banderas han. Ejércitos de chinos Ming han desertados conquistaron el sur de China para los Qing.
El pueblo han jugó un papel decisivo en la conquista Qing de China. Los generales chinos han que desertaron a los manchú a menudo recibieron mujeres de la familia imperial Aisin Gioro en matrimonio, mientras que los soldados ordinarios que se rindieron a menudo recibieron mujeres manchúes no reales como esposas. Las mujeres yurchen (manchú) se casaron con chinos han en Liaodong. Las princesas manchú Aisin Gioro también se dieron en matrimonio con los hijos de los funcionarios chinos han.

#### Reinado de Hong Taiji
La serie ininterrumpida de los éxitos militares de Nurhaci terminó en enero de 1626 cuando fue derrotado por Yuan Chonghuan mientras asediaba Ningyuan. Murió unos meses más tarde y fue sucedido por su octavo hijo, Hong Taiji, quien surgió después de una breve lucha política entre otros contendientes para ser el nuevo Kan. Aunque Hong Taiji era un líder experimentado y el comandante de dos banderas en el momento de su sucesión, su reinado no comenzó bien en el frente militar. Los yurchenes sufrieron otra derrota en 1627 a manos de Yuan Chonghuan. Como antes, esta derrota se debió, en parte, a los cañones portugueses recién adquiridos por los Ming.

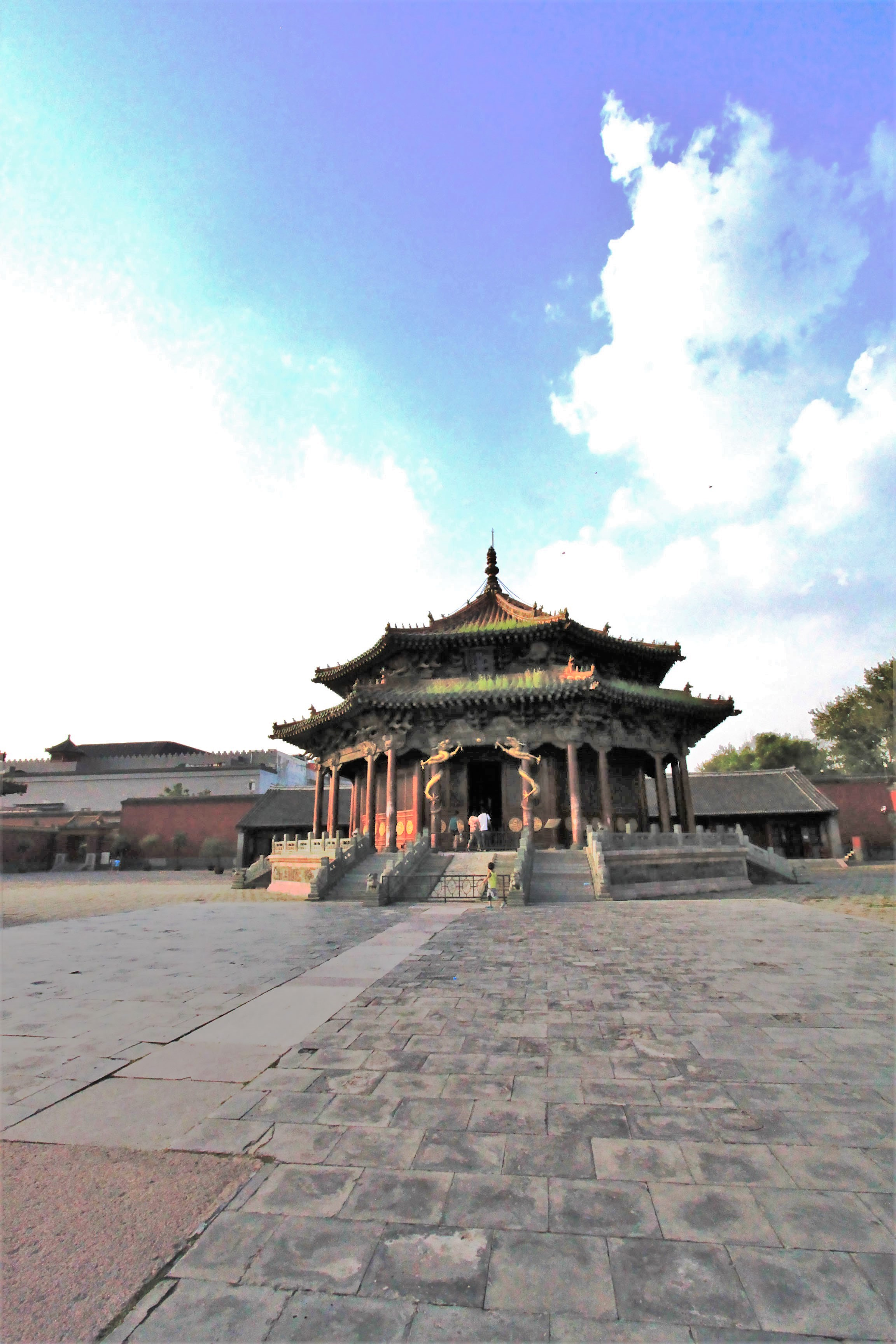
El Palacio Mukden.

Para corregir la disparidad tecnológica y numérica, Hong Taiji en 1634 creó su propio cuerpo de artillería, el ujen cooha (en chino: 重軍, romanizado: zhòngjūn) de entre sus tropas han existentes que lanzaron sus propios cañones en el diseño europeo con la ayuda de desertores metalúrgicos chinos. Uno de los eventos definitorios del reinado de Hong Taiji fue la adopción oficial del nombre «Manchú» para el pueblo yurchen unido en noviembre de 1635. En 1635, los aliados mongoles manchúes se incorporaron por completo a una jerarquía de pancartas separada bajo el mando directo de los manchúes. Hong Taiji conquistó el territorio al norte del paso Shanhai por la dinastía Ming y Ligdan Kan en Mongolia Interior. En abril de 1636, la nobleza mongol de Mongolia Interior, la nobleza manchú y los han mandarines mantuvieron al Kurultai en Shenyang y recomendaron al kan de Jin más tarde para ser el emperador del gran imperio Qing. Uno de los sellos de jade de la dinastía Yuan también se ha dedicado al emperador (Bogd Setsen Kan) por la nobleza. Cuando se dijo que se le presentó el sello imperial de la dinastía Yuan después de la derrota del último Gran Kan de los mongoles, Hong Taiji renombró su estado de «Gran Jin» a «Gran Qing» y elevó su posición de Kan a emperador, sugiriendo ambiciones imperiales más allá de unificar los territorios manchúes. Hong Taiji luego procedió en 1636 a invadir Corea nuevamente.
El cambio del nombre de yurchen a manchú se hizo para ocultar el hecho de que los antepasados de los manchúes, los yurchenes Jianzhou, fueron gobernados por los chinos. La dinastía Qing ocultó cuidadosamente las ediciones originales de los libros de Qing Taizu Wu Huangdi Shilu y Manzhou Shilu Tu (Taizu Shilu Tu) en el palacio Qing, prohibidas a la vista del público porque mostraron que la familia manchú Aisin Gioro tenía fue gobernado por la dinastía Ming y siguió muchas costumbres manchúes que parecían "incivilizadas" en los ojos posteriores. En el período Ming, los coreanos de Joseon se refirieron a las tierras habitadas de yurchen al norte de la península de Corea, por encima de los ríos Yalu y Tumen para formar parte de la China Ming, como el "país superior" (sangguk) que llamaron la China Ming. Los Qing excluyeron deliberadamente referencias e información que mostraban a los yurchenes (manchúes) como subordinados a la dinastía Ming, de la Historia de Ming para ocultar su relación subordinada anterior con los Ming. Los Verdaderos registros de Ming no se usaron para obtener contenido en yurchenes durante el mandato de Ming en la Historia de Ming debido a esto.
Después de la segunda invasión manchú de Corea, la Corea Joseon se vio obligada a entregar a varias de sus princesas reales como concubinas al regente qing manchú, el príncipe Dorgon. En 1650, Dorgon se casó con la princesa coreana Uisun.
Esto fue seguido por la creación de las dos primeras banderas han en 1637 (aumentando a ocho en 1642). Juntas, estas reformas militares permitieron a Hong Taiji derrotar rotundamente a las fuerzas de Ming en una serie de batallas desde 1640 hasta 1642 por los territorios de Songshan y Jinzhou. Esta victoria final resultó en la rendición de muchas de las tropas más endurecidas por la batalla de la dinastía Ming, la muerte de Yuan Chonghuan a manos del emperador Chongzhen (quien pensó que Yuan lo había traicionado), y la retirada completa y permanente del resto de fuerzas Ming al norte de la Gran Muralla.

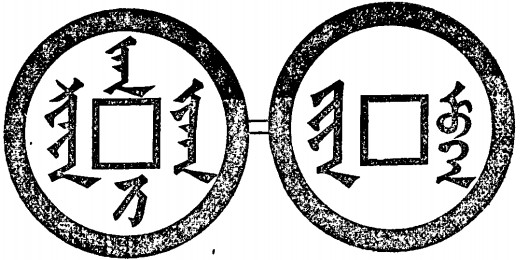
Sura han ni chiha (monedas de Tiancong Khan) en alfabeto manchú.

Mientras tanto, Hong Taiji estableció un sistema burocrático rudimentario basado en el modelo Ming. Estableció seis juntas o ministerios de nivel ejecutivo en 1631 para supervisar finanzas, personal, ritos, fuerzas militares, castigos y obras públicas. Sin embargo, estos órganos administrativos tuvieron muy poco peso inicialmente y no fue sino hasta la víspera de completar la conquista diez años después que cumplieron sus funciones de gobierno.
La burocracia de Hong Taiji contaba con muchos chinos han, incluidos muchos funcionarios Ming recién entregados. El dominio continuo de los manchúes estaba garantizado por una cuota étnica para los principales nombramientos burocráticos. El reinado de Hong Taiji también vio un cambio fundamental de política hacia sus súbditos chinos han. Nurhaci había tratado a los han en Liaodong de manera diferente según la cantidad de grano que tenían. Debido a una revuelta han en Liaodong en 1623, Nurhaci, quien previamente otorgó concesiones a los territorios conquistados de los han en Liaodong, se volvió contra ellos y ordenó que ya no se confiara en ellos. Promulgó políticas discriminatorias y asesinatos contra ellos, al tiempo que ordenó que los han, que se asimiló a los yurchen (en Jilin) antes de 1619, fuera tratado por igual, como lo fueron los yurchen, y no como los han conquistados en Liaodong.
Hong Taiji reconoció que los manchúes necesitaban atraer a los chinos han, explicando a los reacios manchúes por qué tenía que tratar con indulgencia al desertor de Ming, el general Hong Chengchou. Hong Taiji los incorporó a la "nación" de yurchen como ciudadanos plenos (si no de primera clase), obligados a proporcionar el servicio militar. En 1648, menos de una sexta parte de los abanderados eran de ascendencia manchú. Este cambio de política no solo aumentó la mano de obra de Hong Taiji y redujo su dependencia militar de las banderas que no están bajo su control personal, sino que también alentó a otros súbditos chinos de la dinastía Ming a rendirse y aceptar el gobierno de yurchen cuando fueron derrotados militarmente. Mediante estas y otras medidas, Hong Taiji pudo centralizar el poder en la oficina del Kan, lo que a la larga evitó que la federación yurchen se fragmentara después de su muerte.

### Demandan el Mandato del Cielo

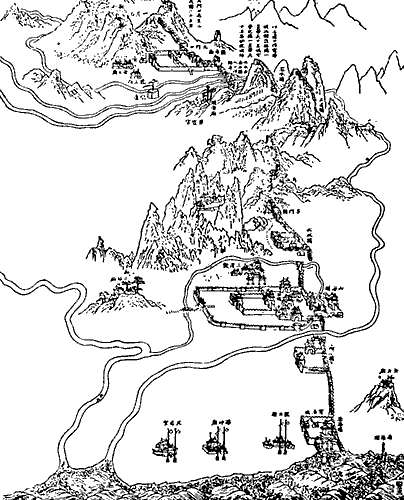
Una vieja ilustración china del paso de la batalla de Shanhái

Hong Taiji murió repentinamente en septiembre de 1643. Como los yurchen tradicionalmente habían "elegido" a su líder a través de un consejo de nobles, el estado Qing no tenía un sistema de sucesión claro. Los principales contendientes por el poder fueron el hijo mayor de Hong Taiji, Hooge, y el medio hermano de Hong Taiji, Dorgon. Un compromiso instaló a Fulin, el hijo de cinco años de Hong Taiji, como el emperador Shunzhi, con Dorgon como regente y líder de facto de la nación manchú.
Mientras tanto, los funcionarios del gobierno de Ming lucharon entre sí, contra el colapso fiscal y contra una serie de rebeliones campesinas. No pudieron capitalizar la disputa por la sucesión manchú y la presencia de un menor como emperador. En abril de 1644, la capital, Pekín, fue saqueada por una coalición de fuerzas rebeldes lideradas por Li Zicheng, un exfuncionario menor de Ming, que estableció una dinastía Shun de corta duración. El último gobernante Ming, el emperador Chongzhen, se suicidó cuando la ciudad cayó ante los rebeldes, marcando el final oficial de la dinastía.
Luego, Li Zicheng dirigió una colección de fuerzas rebeldes de unos 200 000 para enfrentar a Wu Sangui, el general al mando de la guarnición Ming en el Paso Shanhai, un paso clave de la Gran Muralla China, ubicado a cincuenta millas al noreste de Pekín, que defendió la capital. Wu Sangui, atrapado entre un ejército rebelde del doble de su tamaño y un enemigo con el que había luchado durante años, echó su suerte con el extraño pero familiar manchúes. Wu Sangui puede haber sido influenciado por el maltrato de Li Zicheng a los funcionarios ricos y cultos, incluida la propia familia de Li; se dijo que Li tomó la concubina de Wu Chen Yuanyuan para sí mismo. Wu y Dorgon se aliaron para vengar la muerte del emperador Chongzhen. Juntos, los dos antiguos enemigos se encontraron y derrotaron a las fuerzas rebeldes de Li Zicheng en la batalla el 27 de mayo de 1644.
Los nuevos ejércitos aliados capturaron Pekín el 6 de junio. El emperador Shunzhi fue investido como el "Hijo del Cielo" el 30 de octubre. Los manchúes, que se habían posicionado como herederos políticos del emperador Ming al derrotar a Li Zicheng, completaron la transición simbólica celebrando un funeral formal para el emperador Chongzhen. Sin embargo, conquistar el resto de China tomó otros diecisiete años luchando contra los leales, pretendientes y rebeldes de Ming. El último pretendiente Ming, el Príncipe Gui, buscó refugio con el Rey de Birmania, Pindale Min, pero fue entregado a un ejército expedicionario Qing comandado por Wu Sangui, quien lo llevó de regreso a la provincia de Yunnan y lo ejecutó a principios de 1662.

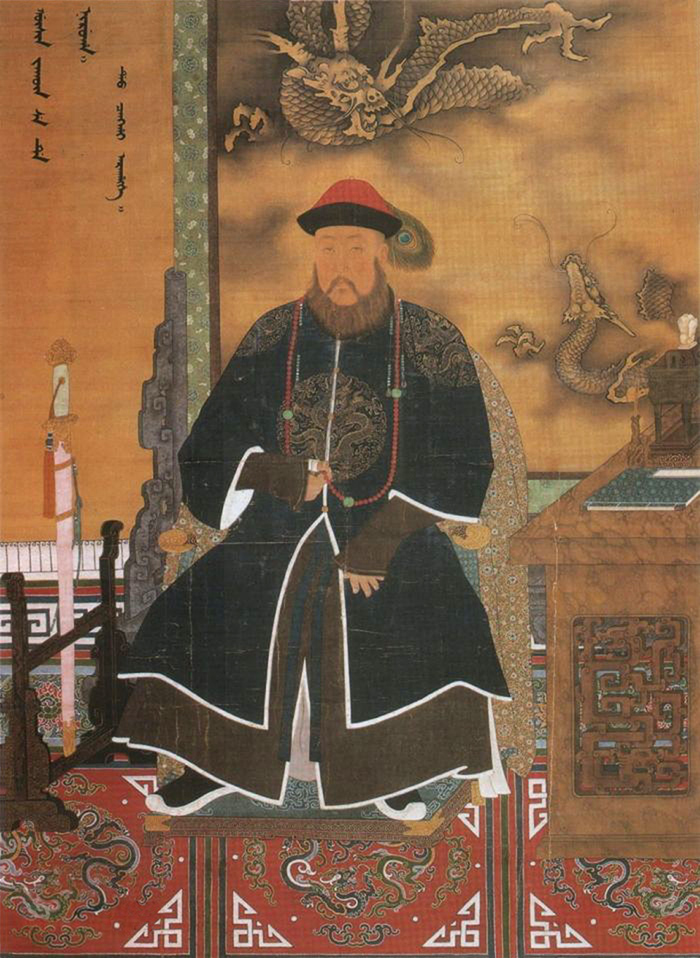
Dorgon (1612–1650)

Los Qing se habían aprovechado astutamente de la discriminación del gobierno civil Ming contra los militares y alentaron a los militares Ming a desertar al difundir el mensaje de que los manchú valoraban sus habilidades. Las banderas compuestas por chinos han que desertaron antes de 1644 se clasificaron entre las Ocho banderas, dándoles privilegios sociales y legales además de estar aculturadas a las tradiciones manchúes. Los desertores de han aumentaron tanto las filas de los Ocho banderas que los manchúes étnicos se convirtieron en una minoría: solo el 16% en 1648, con las banderas han dominando al 75% y las banderas mongolas haciendo el resto. Las armas de pólvora como mosquetes y artillería fueron manejadas por las banderas chinas. Normalmente, las tropas de desertores chinos han se desplegaban como vanguardia, mientras que las banderas manchú actuaban como fuerzas de reserva o en la retaguardia y se usaban principalmente para ataques rápidos con el máximo impacto, a fin de minimizar las pérdidas de los manchúes étnicos.
Esta fuerza multiétnica conquistó a China para los Qing. Los tres oficiales de Liaodong de las banderas han que desempeñaron papeles clave en la conquista del sur de China fueron Shang Kexi, Geng Zhongming y Kong Youde, que gobernaron el sur de China de manera autónoma como virreyes para los Qing después del conquista. Las banderas chinas han constituían la mayoría de los gobernadores a principios de Qing, y gobernaron y administraron China después de la conquista, estabilizando el gobierno de Qing. Las banderas han dominó el puesto de gobernador general en la época de los emperadores Shunzhi y Kangxi, y también el cargo de gobernador, excluyendo en gran medida a los civiles han comunes de estos puestos.
Para promover la armonía étnica, un decreto de 1648 permitió a los hombres civiles chinos han casarse con mujeres manchúes de las Banderas con el permiso de la Junta de Ingresos si eran hijas registradas de funcionarios o plebeyos, o con el permiso del capitán de su compañía de banderas si eran plebeyos no registrados. Más adelante en la dinastía, las políticas que permitían los matrimonios mixtos fueron eliminadas.
La rama cadete del sur de los descendientes de Confucio que poseían el título de Wujing boshi (Doctor de los Cinco Clásicos) y la descendencia de la generación 65 en la rama norte que poseía el título de Duque Yansheng tenían sus títulos confirmados por el emperador Shunzhi en la entrada Qing en Pekín el 31 de octubre. El título de duque de Kong se mantuvo en reinados posteriores.
Los primeros siete años del reinado del emperador Shunzhi fueron dominados por el príncipe regente Dorgon. Debido a su propia inseguridad política, Dorgon siguió el ejemplo de Hong Taiji al gobernar en nombre del emperador a expensas de los príncipes manchúes rivales, muchos de los cuales degradó o encarceló con un pretexto u otro. Aunque el período de su regencia fue relativamente corto, los precedentes y el ejemplo de Dorgon arrojaron una larga sombra sobre la dinastía.
Primero, los manchúes había entrado en el "muro sur" porque Dorgon respondió decisivamente a la apelación de Wu Sangui. Luego, después de capturar Pekín, en lugar de saquear la ciudad como lo habían hecho los rebeldes, Dorgon insistió, sobre las protestas de otros príncipes manchúes, en convertirla en la capital dinástica y en volver a nombrar a la mayoría de los funcionarios Ming. La elección de Pekín como capital no había sido una decisión directa, ya que ninguna dinastía china importante se había hecho cargo directamente de la capital de su predecesor inmediato. Mantener intacta la capital y la burocracia Ming ayudó a estabilizar rápidamente el régimen y aceleró la conquista del resto del país. Luego, Dorgon redujo drásticamente la influencia de los eunucos, una fuerza importante en la burocracia Ming, y ordenó a las mujeres manchúes que no se ataran los pies al estilo chino.
Sin embargo, no todas las políticas de Dorgon fueron igualmente populares o tan fáciles de implementar. El controvertido edicto de julio de 1645 (la "orden de corte de cabello") obligó a los hombres adultos chinos han a afeitarse la parte delantera de la cabeza y peinar el cabello restante en el peinado de cola que usaban los manchúes, bajo pena de muerte. La descripción popular de la orden era: "Para mantener el cabello, se pierde la cabeza; para mantener la cabeza, se corta el cabello". Para los manchúes, esta política era una prueba de lealtad y una ayuda para distinguir entre amigos y enemigos. Para los chinos han, sin embargo, fue un recordatorio humillante de la autoridad Qing que desafió los valores confucianos tradicionales. El Clásico de la Piedad Filial (Xiaojing) sostuvo que "el cuerpo y el cabello de una persona, que son regalos de sus padres, no deben ser dañados". Bajo la dinastía Ming, los hombres adultos no se cortaron el cabello, sino que lo usaron en forma de nudo superior. La orden provocó una fuerte resistencia al gobierno de Qing en Jiangnan y una masacre de chinos han. Fueron los desertores chinos han quienes llevaron a cabo masacres contra personas que se negaron a usar la cola. Li Chengdong, un general chino han que había servido a los Ming pero se entregó a los Qing, ordenó a sus tropas han llevar a cabo tres masacres separadas en la ciudad de Jiading en un mes, lo que resultó en decenas de miles de muertes. Al final de la tercera masacre, apenas quedaba una persona viva en esta ciudad. Jiangyin también resistió contra unos 10 000 soldados chinos han de Qing durante 83 días. Cuando la muralla de la ciudad finalmente se rompió el 9 de octubre de 1645, el ejército chino han de Qing liderado por el desertor han Ming Liu Liangzuo (劉良佐), a quien se le ordenó "llenar la ciudad de cadáveres antes de envainar sus espadas", masacró a los población entera, matando entre 74 000 y 100 000 personas. La cola era el único aspecto de la cultura manchú que los Qing forzaron a la población han común. Los Qing requerían que las personas que se desempeñaban como funcionarios usaran ropa oficial Qing, pero permitía a los civiles no oficiales han continuar usando Hanfu (ropa han).

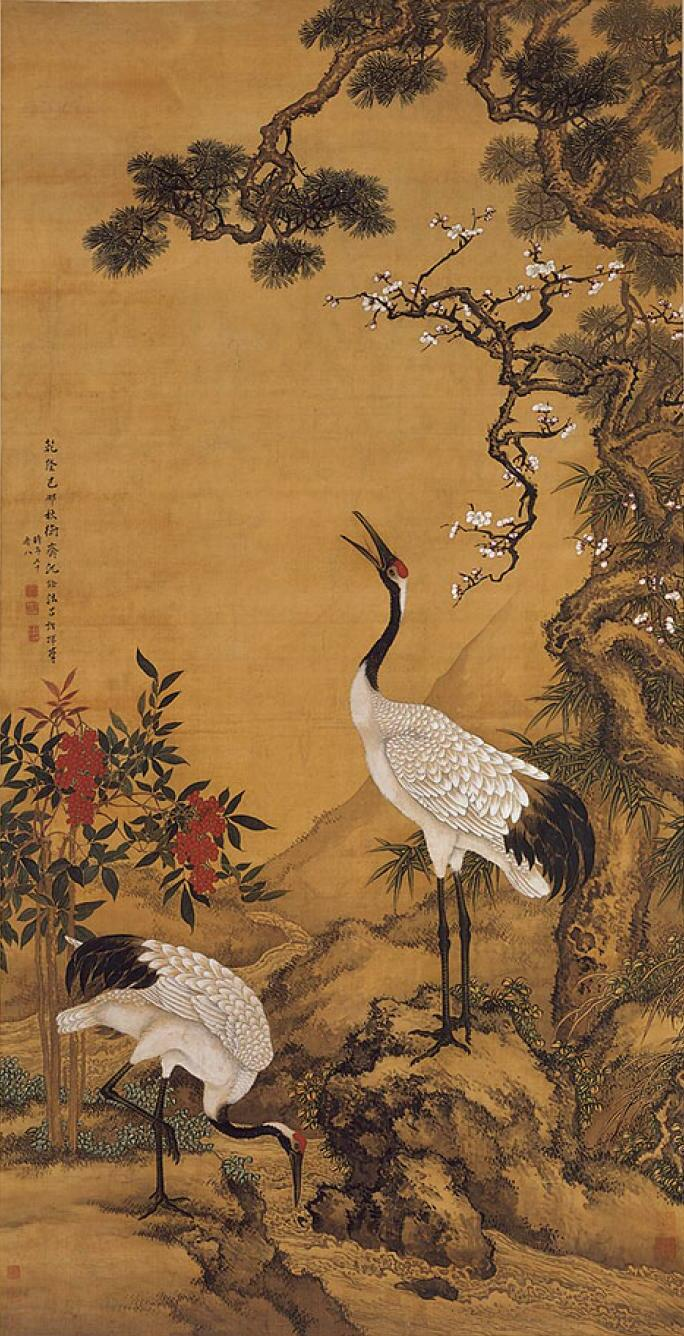
Pino, ciruela y grullas, 1759, de Shen Quan (1682-1760). Rollo colgante, tinta y color sobre seda. El Museo del Palacio, Beijing.

Los chinos han no se opusieron a usar la trenza de cola en la parte posterior de la cabeza, ya que tradicionalmente llevaban todo el pelo largo, pero se opuso ferozmente a afeitarse la frente, por lo que el gobierno Qing se centró exclusivamente en obligar a las personas a afeitarse la frente en lugar de usar la trenza. Los rebeldes han en la primera mitad de los Qing que se opusieron al peinado de Qing usaban la trenza pero desafiaron las órdenes de afeitarse la frente. Una persona fue ejecutada por negarse a afeitarse el frente, pero había trenzado voluntariamente la parte posterior de su cabello. Solo más tarde los revolucionarios occidentalizados, influenciados por el peinado occidental, comenzaron a ver la trenza como hacia atrás y abogaron por la adopción de peinados occidentales de pelo corto. Los han se rebelaron contra los Qing como los Taiping incluso conservaron sus trenzas de cola en la parte posterior, pero el símbolo de su rebelión contra los Qing fue el crecimiento del vello en la parte frontal de la cabeza, lo que hizo que el gobierno de Qing considerara afeitarse la parte delantera de la cabeza como el principal signo de lealtad a los Qing en lugar de usar la trenza en la espalda que no violaba las costumbres han y a la que los han no se oponían. Koxinga insultó y criticó el peinado Qing al referirse al afeitado que parecía una mosca. Koxinga y sus hombres se opusieron a afeitarse cuando los Qing exigieron que se afeitaran a cambio de reconocer a Koxinga como un feudatorio. Los Qing exigieron que Zheng Jing y sus hombres en Taiwán se afeitaran para recibir el reconocimiento como feudo. Sus hombres y el príncipe Ming Zhu Shugui se opusieron ferozmente al afeitado.
El 31 de diciembre de 1650, Dorgon murió repentinamente durante una expedición de caza, marcando el inicio oficial del gobierno personal del emperador Shunzhi. Debido a que el emperador tenía solo 12 años en ese momento, la mayoría de las decisiones fueron tomadas en su nombre por su madre, la emperatriz viuda Xiaozhuang, quien resultó ser un hábil operador político.
Aunque su apoyo había sido esencial para el ascenso de Shunzhi, Dorgon había centralizado tanto poder en sus manos como para convertirse en una amenaza directa al trono. Tanto es así que a su muerte se le otorgó el extraordinario título póstumo del emperador Yi (en chino tradicional, 義皇帝), la única instancia en la historia de Qing en la que un "príncipe de la sangre" manchú (en chino tradicional, 親王) fue tan honrado. Dos meses después del gobierno personal de Shunzhi, sin embargo, Dorgon no solo fue despojado de sus títulos, sino que su cadáver fue desenterrado y mutilado para expiar múltiples "crímenes", uno de los cuales fue perseguir hasta la muerte al hermano mayor de Shunzhi, Hooge. Más importante aún, la caída simbólica de la gracia de Dorgon también condujo a la purga de su familia y asociados en la corte, devolviendo así el poder a la persona del emperador. Después de un comienzo prometedor, el reinado de Shunzhi se vio truncado por su muerte prematura en 1661 a la edad de 24 años debido a la viruela. Fue sucedido por su tercer hijo, Xuanye, quien reinó como el emperador Kangxi.
Los manchúes enviaron a las banderas han para luchar contra los leales a los Ming de Koxinga en Fujian. Sacaron a la población de las zonas costeras para privar de recursos a los leales a los Ming de Koxinga. Esto llevó a un malentendido de que los manchúes tenían "miedo al agua". Los han llevaron a cabo combates y asesinatos, arrojando dudas sobre la afirmación de que el miedo al agua condujo a la evacuación costera y la prohibición de actividades marítimas. Aunque un poema se refiere a los soldados que llevan a cabo masacres en Fujian como "bárbaros", tanto el Ejército del estandarte verde como los estandartes han estuvieron involucrados y llevaron a cabo la peor matanza. Se usaron 400 000 soldados del Ejército del estandarte verde contra los Tres Feudatorios además de los 200 000 estandartes.

### Kangxi y la Consolidación

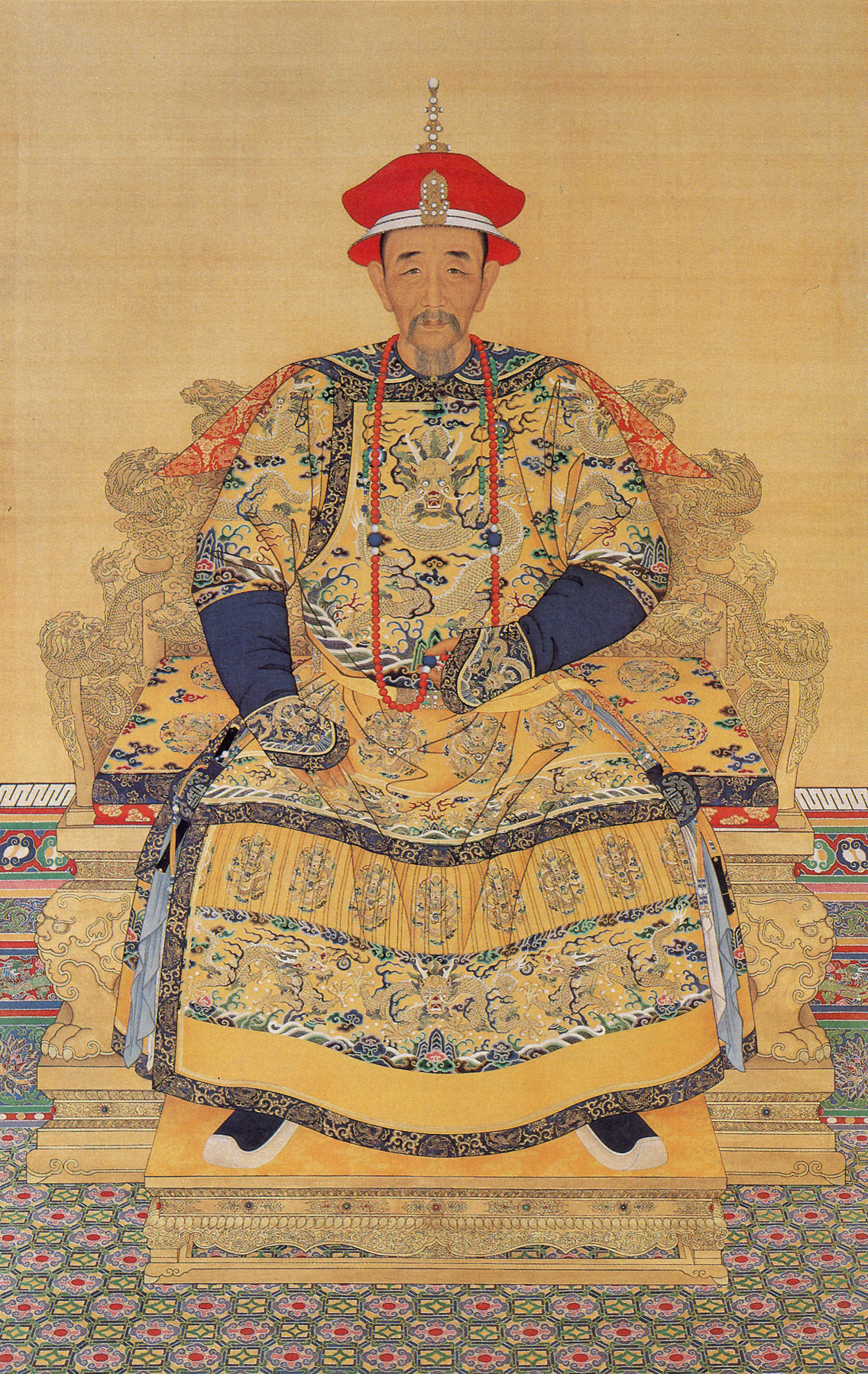
El emperador Kangxi (r. 1662-1722)

El reinado de sesenta y un años del emperador Kangxi fue el más largo de todos los emperadores chinos. El reinado de Kangxi también se celebra como el comienzo de una era conocida como el «Alto Qing», durante la cual la dinastía alcanzó el cenit de su poder social, económico y militar. El largo reinado de Kangxi comenzó cuando tenía ocho años tras la desaparición prematura de su padre. Para evitar que se repita el monopolio dictatorial del poder de Dorgon durante la regencia, el emperador Shunzhi, en su lecho de muerte, nombró apresuradamente a cuatro ministros del gabinete para que gobernaran en nombre de su joven hijo. Los cuatro ministros —Sonin, Ebilun, Suksaha y Oboi— fueron elegidos por su largo servicio, pero también para contrarrestar las influencias de los demás. Lo más importante, los cuatro no estaban estrechamente relacionados con la familia imperial y no reclamaban el trono. Sin embargo, a medida que pasaba el tiempo, a través del azar y la maquinación, Oboi, el más joven de los cuatro, logró tal dominio político como para ser una amenaza potencial. Aunque la lealtad de Oboi nunca fue un problema, su arrogancia personal y su conservadurismo político lo llevaron a un conflicto creciente con el joven emperador. En 1669, Kangxi, mediante artimañas, desarmó y encarceló a Oboi, una victoria significativa para un emperador de quince años sobre un astuto político y comandante experimentado.
Los primeros gobernantes manchúes establecieron dos fundamentos de legitimidad que ayudan a explicar la estabilidad de su dinastía. El primero fueron las instituciones burocráticas y la cultura neoconfuciana que adoptaron de las dinastías anteriores. Los gobernantes manchúes y las élites oficiales eruditas de los chinos han llegaron a acuerdos gradualmente. El sistema de examen ofreció un camino para que los chinos han se convirtieran en funcionarios. El patrocinio imperial del Diccionario de Kangxi demostró respeto por el aprendizaje confuciano, mientras que el Edicto Sagrado de 1670 ensalzó efectivamente los valores familiares confucianos. Sin embargo, sus intentos de disuadir a las mujeres chinas de vendarse los pies no tuvieron éxito.

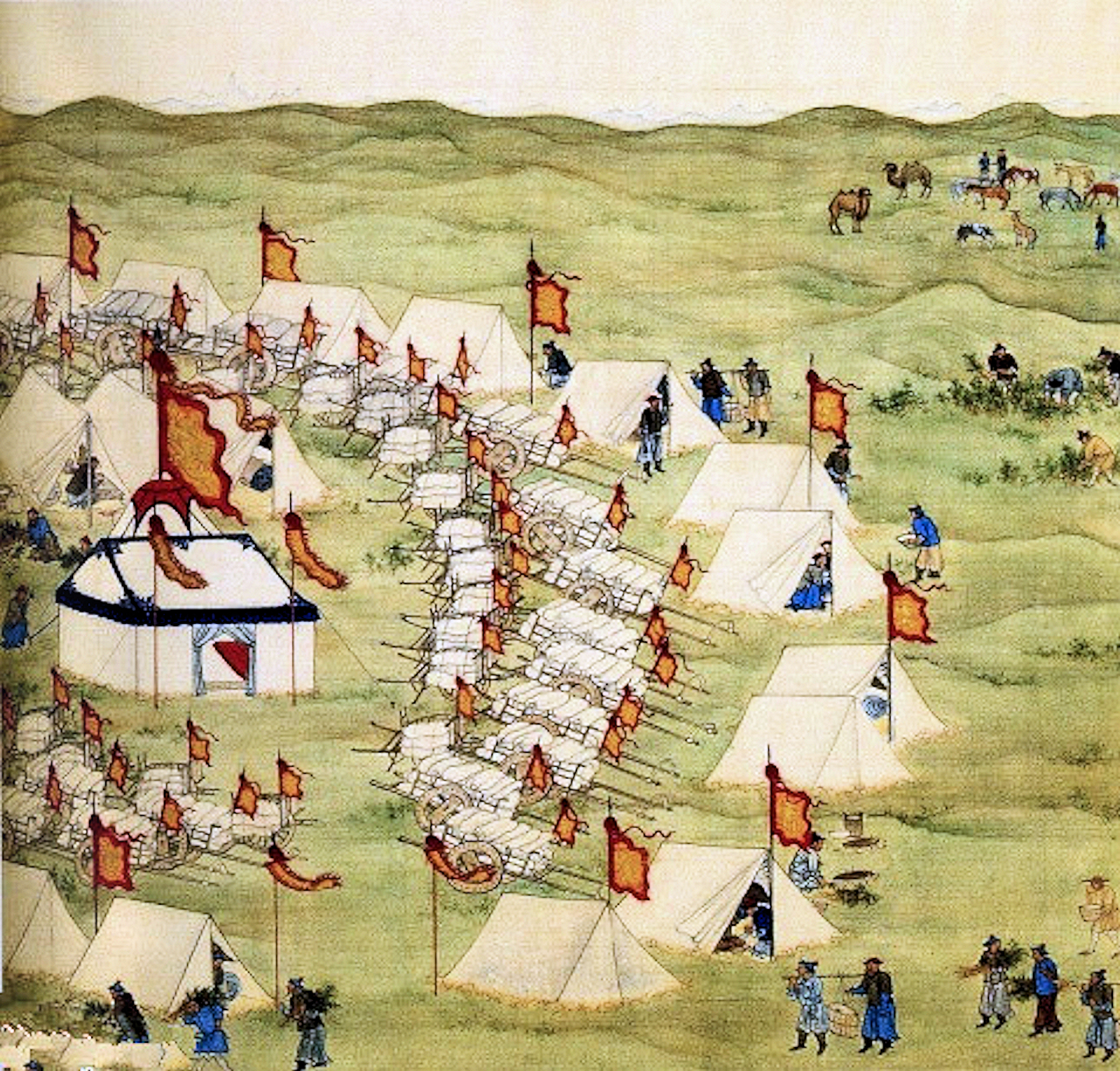
Campamento del ejército manchú en Khalkha en 1688.

La segunda fuente principal de estabilidad fue el aspecto de Asia Central de su identidad manchú, que les permitió apelar a los constituyentes mongoles, tibetanos y uigures. Las formas de legitimación de Qing fueron diferentes para los pueblos chino, mongol y tibetano. Esto contradecía la cosmovisión tradicional china que requería la aculturación de los "bárbaros". Los emperadores Qing, por el contrario, intentaron evitar esto con respecto a los mongoles y tibetanos. Los Qing usaban el título de emperador (Huangdi) en chino, mientras que entre los mongoles el monarca Qing se llamaba Bogda kan (sabio kan) y Gong Ma en el Tíbet. El emperador Qianlong propagó la imagen de sí mismo como un sabio gobernante budista, un mecenas del budismo tibetano. En el idioma manchú, el monarca Qing era referido alternativamente como huwangdi (emperador) o kan sin distinción especial entre los dos usos. El emperador Kangxi también dio la bienvenida a sus misioneros jesuitas de la corte, que primero habían venido a China bajo el mando de Ming. Los misioneros, incluidos Tomás Pereira, Martino Martini, Johann Adam Schall von Bell, Ferdinand Verbiest y Antoine Thomas, ocuparon puestos importantes como expertos en armas militares, matemáticos, cartógrafos, astrónomos y asesores del emperador. Sin embargo, la relación de confianza se perdió en la controversia de los ritos chinos posteriores.
Sin embargo, controlar el «Mandato del Cielo» fue una tarea desalentadora. La inmensidad del territorio de China significaba que solo había suficientes tropas de bandera para acuartelar ciudades clave que formaban la columna vertebral de una red de defensa que dependía en gran medida de los soldados Ming entregados. Además, tres generales Ming entregados fueron señalados por sus contribuciones al establecimiento de la dinastía Qing, ennoblecidos como príncipes feudales (藩王), y se les otorgó gobernaciones sobre vastos territorios en el sur de China. El jefe de estos fue Wu Sangui, que recibió las provincias de Yunnan y Guizhou, mientras que los generales Shang Kexi y Geng Jingzhong recibieron las provincias de Guangdong y Fujian, respectivamente.
Con el paso de los años, los tres señores feudales y sus extensos territorios se volvieron cada vez más autónomos. Finalmente, en 1673, Shang Kexi solicitó permiso a Kangxi para retirarse a su ciudad natal en la provincia de Liaodong y nominó a su hijo como su sucesor. El joven emperador concedió su retiro, pero negó la herencia de su feudo. Como reacción, los otros dos generales decidieron solicitar sus propios retiros para probar la resolución de Kangxi, pensando que no correría el riesgo de ofenderlos. El movimiento fracasó cuando el joven emperador llamó a su farol al aceptar sus pedidos y ordenar que los tres feudos fueran devueltos a la corona.
Ante el despojo de sus poderes, Wu Sangui, más tarde acompañado por Geng Zhongming y el hijo de Shang Kexi, Shang Zhixin, sintió que no tenían más remedio que rebelarse. La revuelta resultante de los tres feudatorios duró ocho años. Wu intentó, en última instancia, en vano, disparar las brasas de la lealtad Ming del sur de China restaurando las costumbres Ming, pero luego se declaró emperador de una nueva dinastía en lugar de restaurar el Ming. En la cima de la fortuna de los rebeldes, extendieron su control hasta el norte hasta el río Yangtze, casi estableciendo una China dividida. Wu luego dudó en ir más al norte, sin poder coordinar la estrategia con sus aliados, y Kangxi pudo unificar sus fuerzas para un contraataque liderado por una nueva generación de generales manchúes. Para 1681, el gobierno de Qing había establecido el control sobre un devastado sur de China que tardó varias décadas en recuperarse.

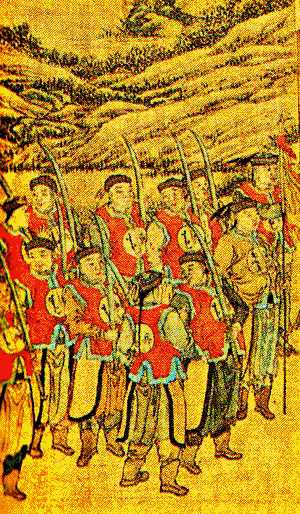
Banderas o estandartes del siglo.

Los generales manchúes y los estandartes se sintieron avergonzados inicialmente por el mejor desempeño del Ejército del estandarte verde chino han. En consecuencia, Kangxi asignó a los generales Sun Sike, Wang Jinbao y Zhao Liangdong para aplastar a los rebeldes, ya que pensaba que los chinos han eran superiores a los estandartes en la lucha contra otras personas han. Del mismo modo, en el noroeste de China contra Wang Fuchen, los Qing utilizaron a los soldados del Ejército del estandarte verde y a los generales chinos han como las principales fuerzas militares. Esta elección se debió al terreno rocoso, que favorecía a las tropas de infantería sobre la caballería, al deseo de mantener a los estandartes en reserva y, nuevamente, a la creencia de que las tropas han eran mejores para luchar contra otras personas han. Estos generales han lograron la victoria sobre los rebeldes. También debido al terreno montañoso, Sichuan y el sur de Shaanxi fueron retomados por el Ejército del estandarte verde en 1680, con los manchúes participando solo en logística y provisiones. 400 000 soldados del Ejército del estandarte verde y 150 000 estandartes sirvieron en el lado Qing durante la guerra. Durante la revuelta, los Qing movilizaron 213 compañías de pancartas chinas han y 527 compañías de pancartas mongol y manchú. Se usaron 400 000 soldados del Ejército del estandarte verde contra los Tres Feudatorios además de 200 000 estandartes.
Las fuerzas Qing fueron aplastadas por Wu de 1673 a 1674. Los Qing contaban con el apoyo de la mayoría de los soldados chinos han y de la élite han contra los Tres Feudatorios, ya que se negaron a unirse a Wu Sangui en la revuelta, mientras que las Ocho banderas y los oficiales manchú tuvieron malos resultados contra Wu Sangui, por lo que los Qing respondieron usando un ejército masivo de más de 900 000 chinos han (no estandartes) en lugar de las Ocho banderas, para luchar y aplastar a los Tres Feudatorios. Las fuerzas de Wu Sangui fueron aplastadas por el Ejército del estandarte verde, formado por soldados Ming desertados.
Para extender y consolidar el control de la dinastía en Asia Central, el emperador Kangxi dirigió personalmente una serie de campañas militares contra los zúngaros en Mongolia Exterior. El emperador Kangxi pudo expulsar con éxito las fuerzas invasoras de Galdan Boshugtu Khan (1644-1697) de estas regiones, que luego se incorporaron al imperio. Galdan finalmente fue asesinado al inicio de las Guerras Zungaro-Qing (1687-1757), tras las cuales China se hizo con el control de toda Mongolia, Sinkiang y el Tíbet. En 1683, las fuerzas Qing recibieron la rendición de Formosa (Taiwán) de Zheng Keshuang, nieto de Koxinga, quien había conquistado Taiwán de los colonos holandeses como base contra los Qing. A Zheng Keshuang se le otorgó el título de "Duque Haicheng" (海澄公) y fue incluido en el estandarte han de la Bandera roja de las Ocho banderas cuando se mudó a Pekín. Varios príncipes Ming habían acompañado a Koxinga a Taiwán en 1661–1662, incluido el Príncipe de Ningjing Zhu Shugui y el Príncipe Zhu Honghuan (朱弘桓), hijo de Zhu Yihai, donde vivían en el Reino de Tungning. Los Qing enviaron a los 17 príncipes Ming que aún vivían en Taiwán en 1683 a China continental donde pasaron el resto de sus vidas en el exilio, ya que sus vidas se salvaron de la ejecución. Ganar Taiwán liberó a las fuerzas de Kangxi para una serie de batallas sobre Albazin, el puesto avanzado del este del zarato de Rusia. Los antiguos soldados de Zheng en Taiwán, como las tropas de escudo de ratán, también fueron incluidos en las Ocho banderas y utilizados por los Qing contra los cosacos rusos en Albazin. El Tratado de Nerchinsk de 1689 fue el primer tratado formal de China con una potencia europea y mantuvo la frontera pacífica durante la mayor parte de dos siglos. Después de la muerte de Galdan, sus seguidores, como seguidores del budismo tibetano, intentaron controlar la elección del próximo Dalái lama. Kangxi envió dos ejércitos a Lhasa, la capital del Tíbet, e instaló un Dalái lama que simpatizaba con los Qing.

### Los emperadores Yongzheng y Qianlong
Los reinados de Yongzheng (r. 1723-1735) y su hijo, el emperador Qianlong (r. 1735-1796), marcaron el apogeo de la dinastía Qing. Durante este período, el Imperio Qing gobernó más de 13 millones de kilómetros cuadrados de territorio. Sin embargo, como dice el historiador Jonathan Spence, el imperio al final del reinado de Qianlong era "como el sol al mediodía". En medio de "muchas glorias", escribe, "los signos de decadencia, e incluso colapso, se estaban volviendo evidentes".

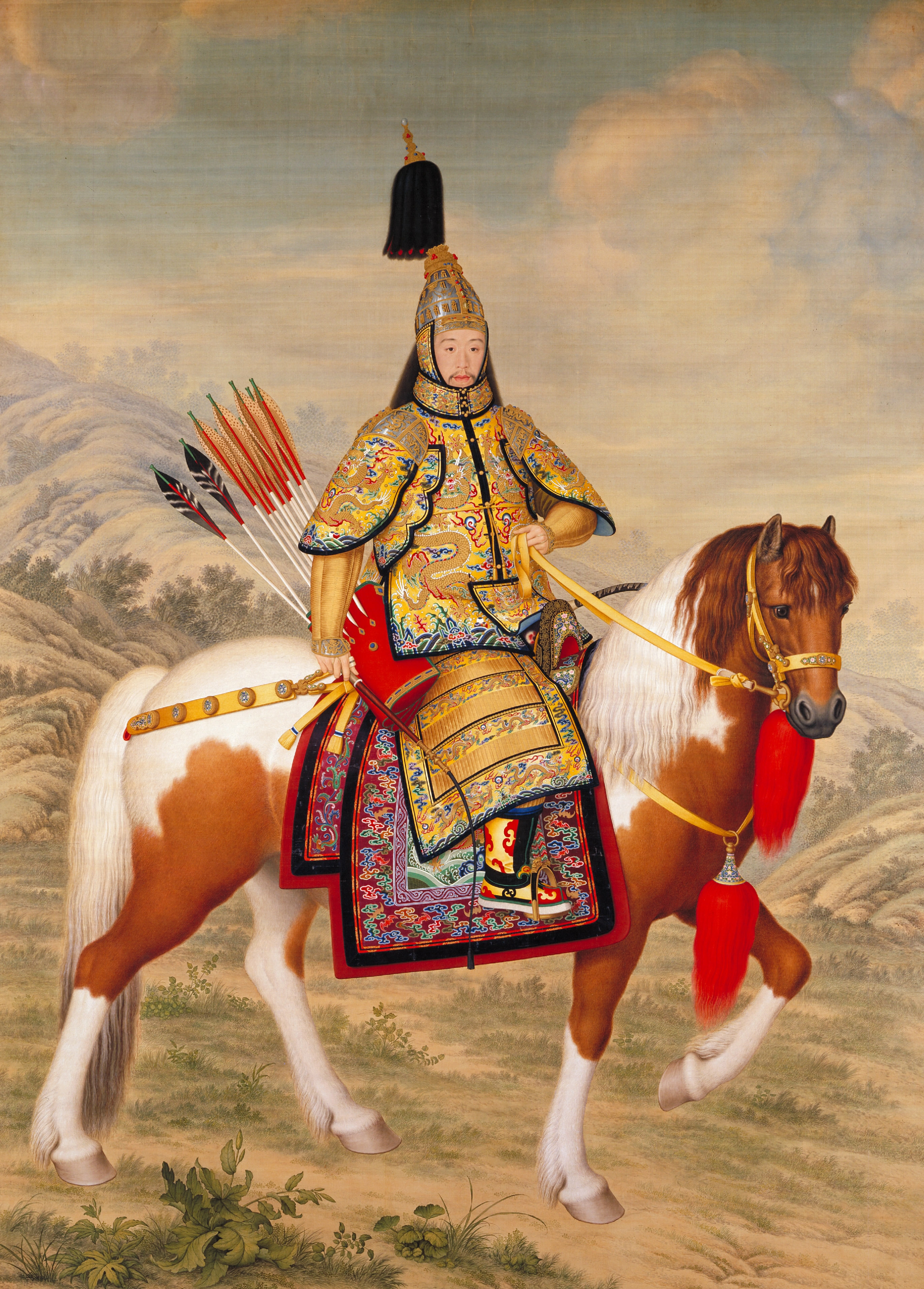
El emperador Qianlong con Armadura Ceremonial a Caballo, por Giuseppe Castiglione (1688-1766).

Después de la muerte del emperador Kangxi en el invierno de 1722, su cuarto hijo, el Príncipe Yong (雍親王), se convirtió en el emperador Yongzheng. En los últimos años del reinado de Kangxi, Yongzheng y sus hermanos habían luchado, y había rumores de que había usurpado el trono; la mayoría de los rumores sostenían que el hermano Yingzhen de Yongzheng (el decimocuarto hijo de Kangxi) era el verdadero sucesor del emperador Kangxi, y que Yongzheng y su confidente Keduo Long habían alterado el testamento de Kangxi la noche en que Kangxi murió, aunque había poca evidencia de estos cargos. De hecho, su padre le había confiado problemas políticos delicados y discutió la política estatal con él. Cuando Yongzheng llegó al poder a la edad de 45 años, sintió una sensación de urgencia sobre los problemas que se habían acumulado en los últimos años de su padre, y no necesitaba instrucciones sobre cómo ejercer el poder. En palabras de un historiador reciente, Yongzheng era "severo, sospechoso y celoso, pero extremadamente capaz e ingenioso" y, en palabras de otro, resultó ser un "creador de estado moderno temprano de primer orden".
Yongzheng actuó rápidamente. Primero, promovió la ortodoxia confuciana e invirtió lo que veía como la laxitud de su padre, tomando medidas enérgicas contra las sectas no ortodoxas y decapitando a un escritor antimanchú que su padre había perdonado. En 1723 prohibió el cristianismo y expulsó a los misioneros cristianos, aunque a algunos se les permitió permanecer en la capital. Luego, se movió para controlar el gobierno. Amplió el sistema de memoriales del palacio de su padre, que trajo informes francos y detallados sobre las condiciones locales directamente al trono sin ser interceptados por la burocracia, y creó un pequeño Gran Consejo de asesores personales, que finalmente se convirtió en el gabinete de facto del emperador para el resto de la dinastía. Llegó astutamente a puestos clave con funcionarios chinos manchúes y han que dependían de su patrocinio. Cuando comenzó a darse cuenta de que la crisis financiera era aún mayor de lo que había pensado, Yongzheng rechazó el enfoque indulgente de su padre hacia las élites terratenientes locales y organizó una campaña para hacer cumplir la recaudación del impuesto sobre la tierra. Los mayores ingresos se utilizarían para "dinero para alimentar la honestidad" entre los funcionarios locales y para riego local, escuelas, carreteras y obras de caridad. Aunque estas reformas fueron efectivas en el norte, en el sur y en el valle inferior de Yangzi, donde Kangxi había cortejado a las élites, había redes establecidas de funcionarios y terratenientes. Yongzheng envió comisionados manchúes experimentados para penetrar en los matorrales de registros de tierras falsificados y libros de cuentas codificados, pero se encontraron con trucos, pasividad e incluso violencia. La crisis fiscal persistió.

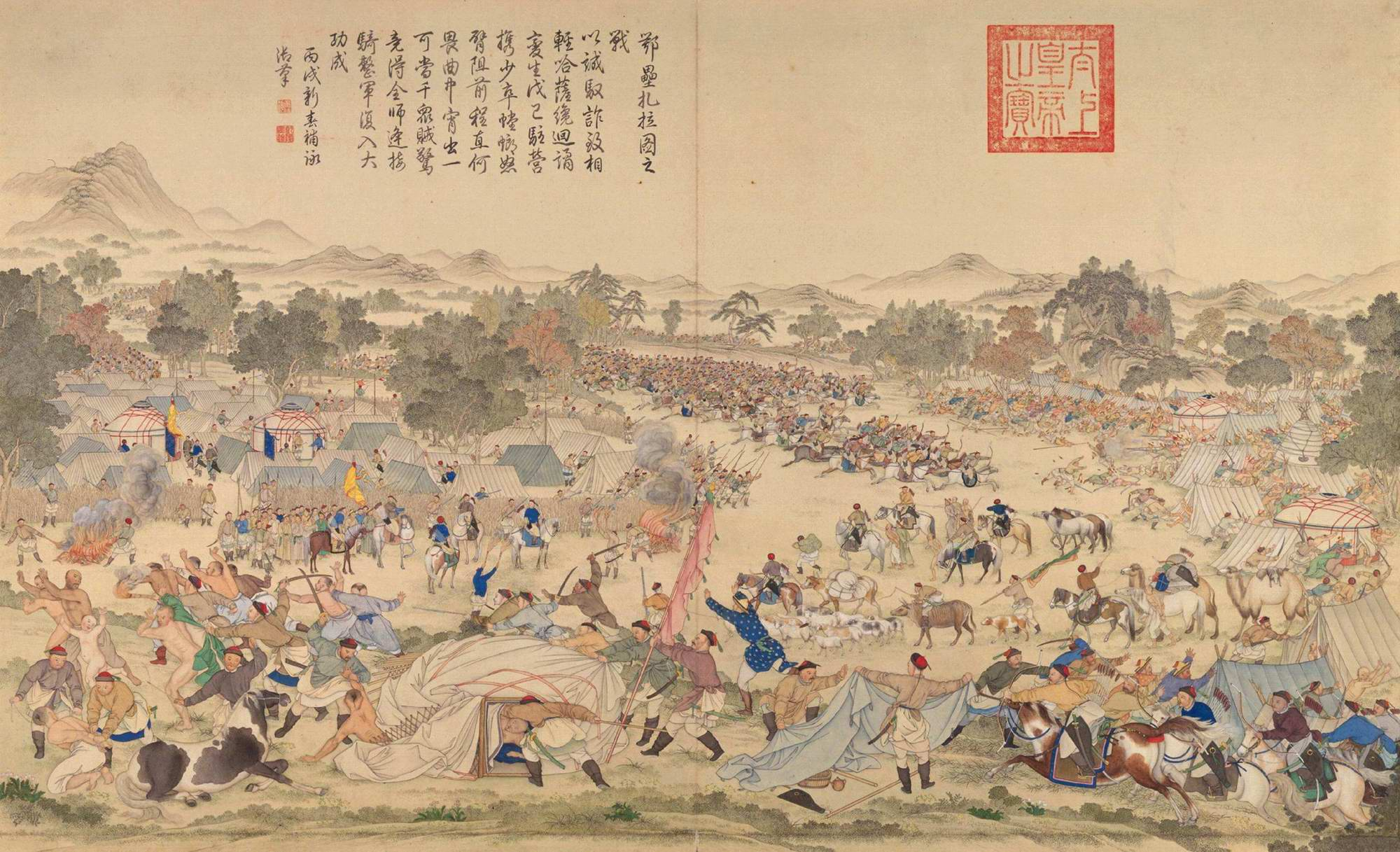
Campaña contra los Zúngaros y la conquista Qing de Xinjiang entre 1755 y 1758.

Yongzheng también heredó problemas diplomáticos y estratégicos. Un equipo compuesto completamente por manchúes redactó el Tratado de Kyakhta (1727) para consolidar el entendimiento diplomático con Rusia. A cambio de territorio y derechos comerciales, los Qing tendrían las manos libres para lidiar con la situación en Mongolia. Luego, Yongzheng recurrió a esa situación, donde los zúngaros amenazaron con resurgir, y al suroeste, donde los jefes locales de Miao resistieron la expansión de Qing. Estas campañas agotaron la tesorería pero establecieron el control del emperador sobre las finanzas militares.
El emperador Yongzheng murió en 1735. Su hijo de 24 años, el príncipe Bao (寶親王), se convirtió en el emperador Qianlong. Qianlong fue un gran líder militar. A lo largo de su reinado, dirigió personalmente diez grandes campañas militares, que expandieron el imperio Qing por Mongolia, Tíbet y Asia Central; pacificó asimismo Sichuan y partes del sur de China. Sin embargo, sus intentos de expandir China en el sur conquistando Birmania e interviniendo en Vietnam con la intención de establecer un régimen vasallo fracasaron. Para el final de su reinado, China había adquirido su máxima extensión territorial. 

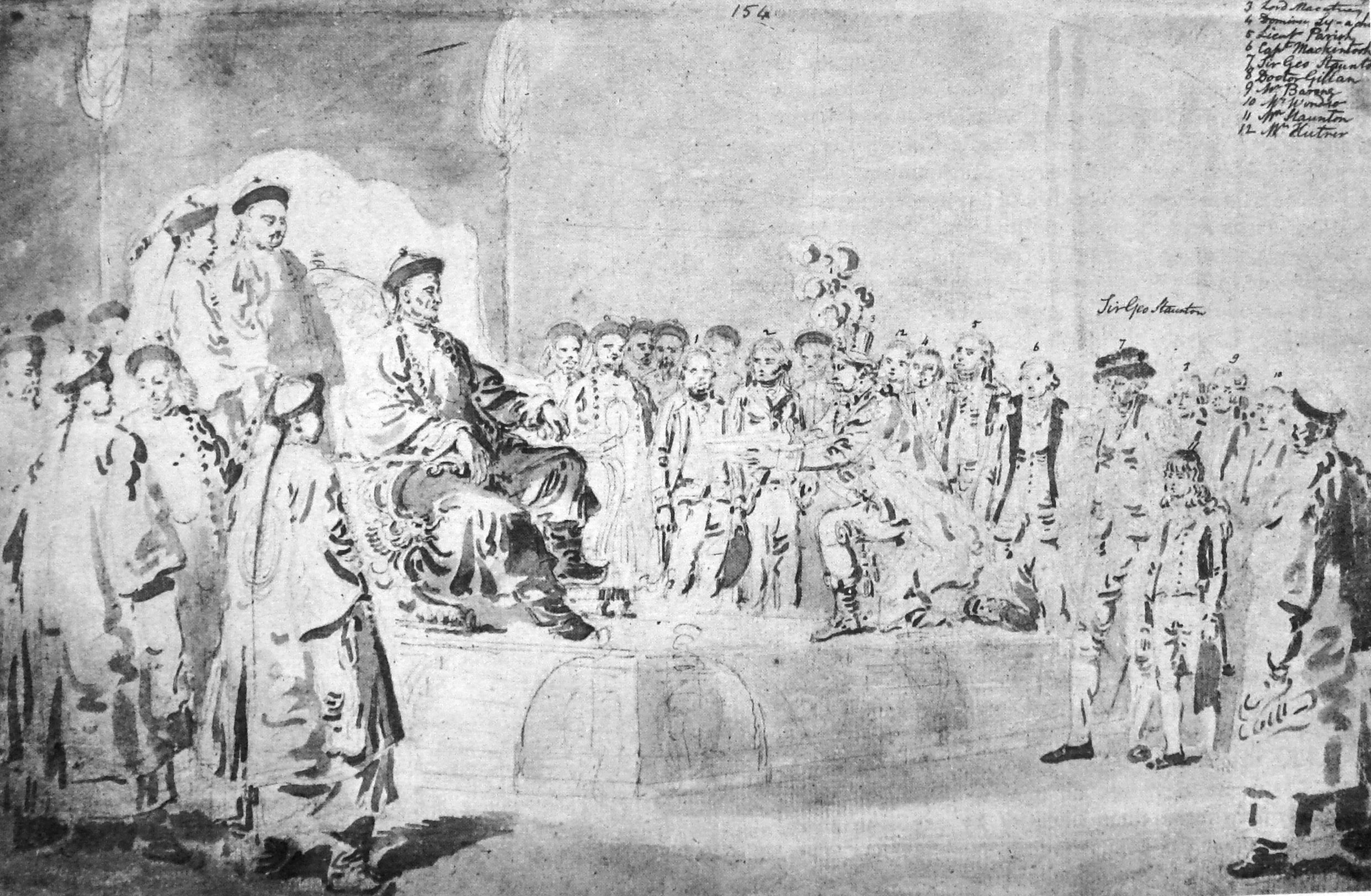
Lord Macartney saluda al emperador Qianlong.

El emperador Qianlong lanzó varios proyectos culturales ambiciosos, incluida la recopilación de Siku Quanshu, o el Repositorio completo de las cuatro ramas de la literatura. Con un total de más de 3,400 libros, 79,000 capítulos y 36,304 volúmenes, el Siku Quanshu es la colección más grande de libros en la historia china. Sin embargo, Qianlong usó la inquisición literaria (wénzìyù) para silenciar a la oposición. La acusación de los individuos comenzó con la propia interpretación del emperador del verdadero significado de las palabras correspondientes. Si el emperador decidiera que estos eran despectivos o cínicos hacia la dinastía, comenzaría la persecución. La inquisición literaria comenzó con casos aislados en el momento de Shunzhi y Kangxi, pero se convirtió en un patrón bajo el gobierno de Qianlong, durante el cual hubo 53 casos de persecución literaria.
Por detrás de la prosperidad exterior y la confianza imperial, los últimos años del reinado de Qianlong estuvieron marcados por la corrupción y el abandono desenfrenados. Heshen, el apuesto joven favorito del emperador, aprovechó la indulgencia del emperador para convertirse en uno de los funcionarios más corruptos en la historia de la dinastía. El hijo de Qianlong, el emperador Jiaqing (r. 1796-1820), finalmente obligó a Heshen a suicidarse.
Durante el largo reinado de Qianlong, la población de China se dobló hasta alcanzar los 300 millones de habitantes. Ante la presión territorial, Qianlong promovió roturación de tierras y la colonización de zonas agrestes, a menudo habitadas por minorías étnicas, algo que sería un importante foco de conflictos internos durante su reinado. La expansión demográfica facilitó una expansión de los centros urbanos y de las manufacturas por toda China, con un gran énfasis en la economía de exportación. Qianlong estableció el Sistema de Cantón, un marco regulatorio que restringía el comercio con Occidente al puerto de Cantón, expulsaba a los occidentales del territorio chino, y concedía el monopolio del comercio con los occidentales a los hong, una serie de clanes comerciales. Aunque este sistema monopolístico sería una constante fuente de tensiones con las potencias occidentales, estabilizó la demanda interna de productos de exportación (seda, té, porcelana, productos lacados), y garantizó un constante influjo de plata, la única moneda que los chinos aceptaban y que los occidentales importaban de Europa y de las posesiones españolas en América. Como resultado, las reservas de plata de China se incrementaron grandemente, lo que resultó en una caída del tipo de cambio entre la plata y el cobre y, en una reducción efectiva de los impuestos del gobierno de Qianlong sobre los campesinos; esto estimuló aún más la dinámica economía del imperio Qing a lo largo del siglo XVIII.

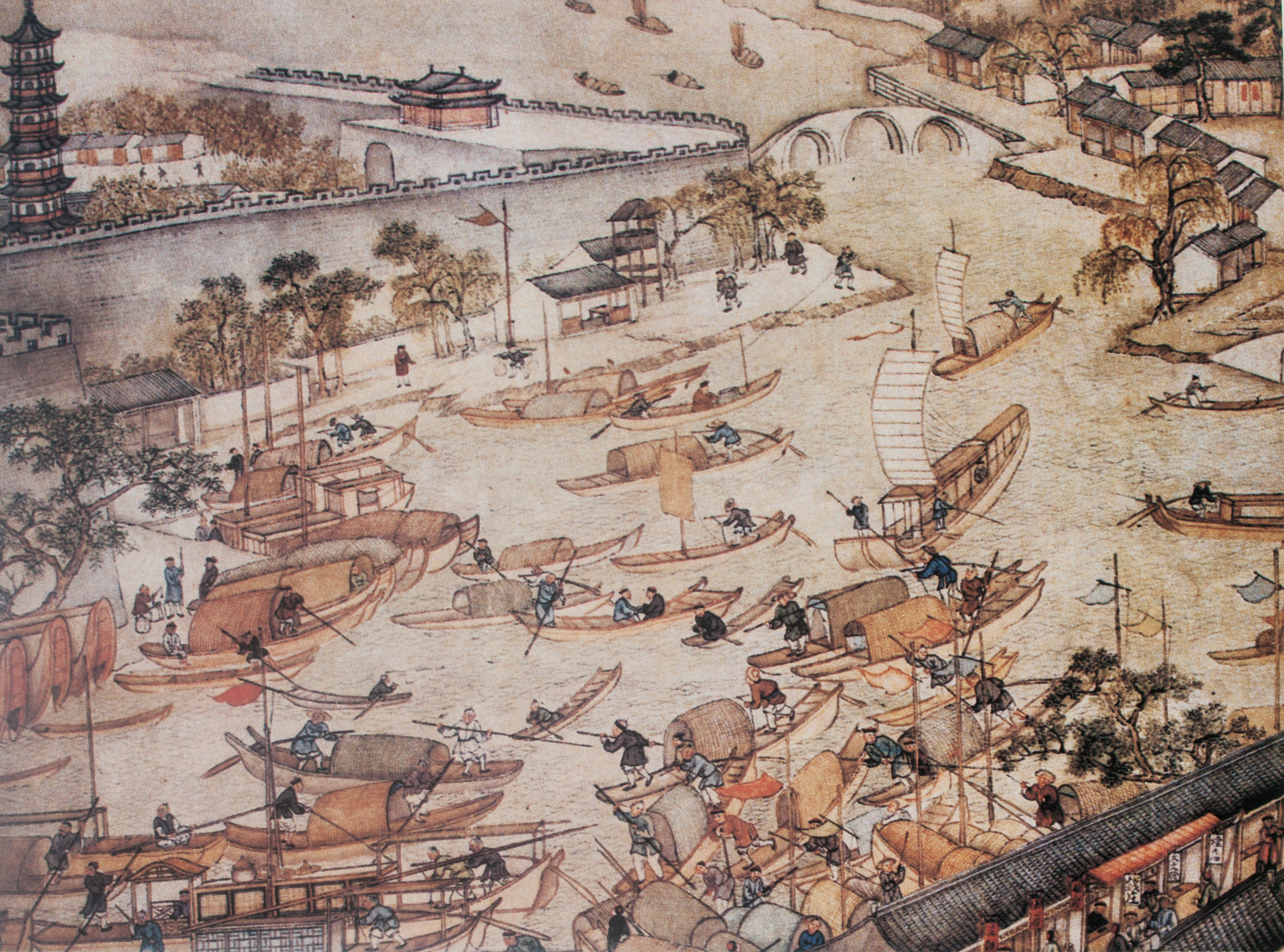
Comercio marítimo, Próspero Suzhou por Xu Yang, 1759.

China comenzó a sufrir una creciente sobrepoblación durante este período. El crecimiento de la población se estancó durante la primera mitad del siglo XVII debido a guerras civiles y epidemias, pero la prosperidad y la estabilidad interna revirtieron gradualmente esta tendencia. La introducción de nuevos cultivos de las Américas, como la patata y el maíz, también permitió un mejor suministro de alimentos, de modo que la población total de China durante el siglo XVIII aumentó de 100 millones a 300 millones de personas. Pronto se agotaron todas las tierras de cultivo disponibles, lo que obligó a los campesinos a trabajar en parcelas cada vez más pequeñas e intensamente trabajadas. El emperador Qianlong una vez se lamentó de la situación del país al comentar: "La población continúa creciendo, pero la tierra no". La única parte restante del imperio que tenía tierras de cultivo cultivables era Manchuria, donde las provincias de Jilin y Heilongjiang habían sido tapiadas como una patria manchú. El emperador decretó por primera vez que los civiles chinos Han tenían prohibido asentarse. Los Qing prohibieron a los mongoles que cruzaran las fronteras de sus estandartes, incluso en otras pancartas mongolas, y que cruzaran a neidi (las 18 provincias chinas han) y se les impuso castigos serios si lo hacían para mantener a los mongoles divididos entre sí para beneficiar a los Qing. Los peregrinos mongoles que querían abandonar las fronteras de su bandera por razones religiosas como la peregrinación tuvieron que solicitar pasaportes para darles permiso.
Grupos selectos de estandartes chinos han fueron transferidos en masa a estandartes manchú por los Qing, cambiando su origen étnico de chino han a manchú. Los abanderados chinos han de Tai Nikan (台尼堪, puesto de vigilancia chino) y Fusi Nikan (抚顺尼堪, chino Fushun) se trasladaron a los estandartes manchúes en 1740 por orden del emperador Qing Qianlong. Fue entre 1618 y 1629 cuando los chinos han de Liaodong, que más tarde se convirtieron en los Fushun Nikan y Tai Nikan, desertaron a los yurchen (manchúes). Estos clanes manchúes de origen chino han siguen utilizando sus apellidos han originales y están marcados como de origen han en las listas Qing de clanes manchúes.
A pesar de prohibir oficialmente el asentamiento de los chinos han en las tierras manchúes y mongolas, en el siglo XVIII los Qing decidieron asentar a los refugiados han del norte de China que sufrían hambre, inundaciones y sequías en Manchuria y Mongolia Interior. Luego, los chinos llegaron a Manchuria, tanto ilegal como legalmente, por la Gran Muralla y la Empalizada de Sauce. Como los terratenientes manchúes deseaban que los chinos han alquilaran sus tierras y cultivaran granos, la mayoría de los inmigrantes chinos han no fueron desalojados. Durante el siglo XVIII, los chinos han cultivaron 500 000 hectáreas de tierras de propiedad privada en Manchuria y 203 583 hectáreas de tierras que formaban parte de estaciones de mensajería, fincas nobles y tierras de estandartes. En las guarniciones y pueblos de Manchuria, los chinos han constituían el 80% de la población.
Durante el reinado de Qianlong, la capacidad de la administración imperial de controlar y gestionar el creciente número de súbditos y territorios chinos se erosionó. Con unos ingresos públicos estancados, el número de mandarines se estancó mientras que los opositores al sistema de exámenes imperiales se incrementaron grandemente. Esto provocó una crisis de movilidad social que fue acompañada por una explosión de la corrupción en el gobierno Qing, por cuanto para acceder a un cargo los opositores empezaron a sobornar a los mandarines, y a su vez a demandar sobornos para poder pagarlos y lucrarse personalmente. En 1796, ante el descontento con la corrupción generalizada de la administración imperial y el evidente abandono de las provincias agrestes, la Sociedad del Loto Blanco se rebeló abiertamente contra el gobierno Qing. La Rebelión del Loto Blanco, inicialmente percibida como una revuelta local, continuó durante ocho años, hasta 1804. La incapacidad del gobierno Qing para sofocarla, y el altísimo coste económico y militar de la campaña marcó un punto de inflexión en la historia de la dinastía Qing, demostrando que los Qing no eran invencibles ni controlaban China con la firmeza de épocas anteriores.

### Rebelión, disturbios y presión externa

Buque de guerra británico destruye juncos de guerra chinos (E. Duncan) (1843).

Al comienzo de la dinastía, el imperio chino continuó siendo el poder hegemónico en el este de Asia. Aunque no había un ministerio formal de relaciones exteriores, Lifan Yuan era responsable de las relaciones con los mongoles y tibetanos en Asia Central, mientras que el sistema tributario, un conjunto de instituciones y costumbres poco estrictas tomadas de la dinastía Ming, en teoría gobernaba las relaciones con Oriente y países del sudeste asiático. El Tratado de Nerchinsk (1689) estabilizó las relaciones con la Rusia zarista
El debilitamiento de la dinastía Qing empezó a mostrar síntomas a finales del reinado de Qianlong y a principios del siglo XIX, que se expresó en forma de conflictos internos y presiones externas. A partir de entonces, la dinastía tuvo que lidiar con numerosos problemas, incluida la corrupción en todos los niveles de la burocracia. El rápido aumento de la población a mediados del siglo XVIII ejerció presión sobre la tierra, que provocó que China tuviera con lidiar con el problema de que la demanda de alimentos era mayor que la tierra cultivable.
En la provincia de Gansu, los conflictos con los musulmanes fueron comunes durante el siglo XVIII y XIX. Estos conflictos fueron en parte motivados por las características de esta provincia, la cual hasta hoy en día cuenta con un clima hostil y pobres vías de comunicación. Aunque los pobladores han caracterizaban a los musulmanes de ser muy unidos, en realidad estos solían tener constantes diferencias entre ellos y solían concentrarse en áreas separadas. En 1781, los grupos musulmanes se dividieron entre los sufís de Jahriyya y los sufís de Khafiyya, aunque ambos grupos eran subórdenes sufíes Naqshbandi. Este conflicto condujo a una rebelión musulmana conocida como la revuelta Jahriyya. La dinastía Qing en China aplastó esta revuelta con la ayuda de los musulmanes sufíes de Khafiyya.
En 1814, estalló el levantamiento de los Ocho Trigramas en las provincias de Zhili, Shandong y Henan, iniciado por la secta Tianli, una rama de la Secta del Loto Blanco.[cita requerida]
A los problemas internos que enfrentaba la dinastía Qing, se sumaron las presiones externas con la expansión de los imperios europeos a partir del siglo XVIII. Las potencias marítimas coloniales se expandieron gradualmente en todo el mundo, a medida que los estados europeos desarrollaron economías basadas en el comercio marítimo. La dinastía se enfrentó con conceptos recientemente desarrollados del sistema internacional y las relaciones de estado a estado. Los puestos comerciales europeos se expandieron al control territorial en la India cercana y en las islas que ahora son Indonesia. La respuesta de Qing, exitosa por un tiempo, fue establecer el Sistema de Cantón en 1756, que restringió el comercio marítimo a esa ciudad (hoy en día Cantón) y otorgó derechos comerciales de monopolio a los comerciantes privados chinos. La Compañía Británica de las Indias Orientales y la Compañía Holandesa de las Indias Orientales habían recibido derechos de monopolio similares por parte de sus gobiernos.
En 1793, la Compañía Británica de las Indias Orientales, con el apoyo del gobierno británico, envió una delegación a China bajo Lord George Macartney para abrir el libre comercio y establecer las relaciones sobre una base de igualdad. La corte imperial vio el comercio como un interés secundario, mientras que los británicos vieron el comercio marítimo como la clave de su economía. El emperador Qianlong le dijo a Macartney "los reyes de la miríada de naciones vienen por tierra y mar con todo tipo de cosas preciosas" y "en consecuencia no hay nada que nos falte".

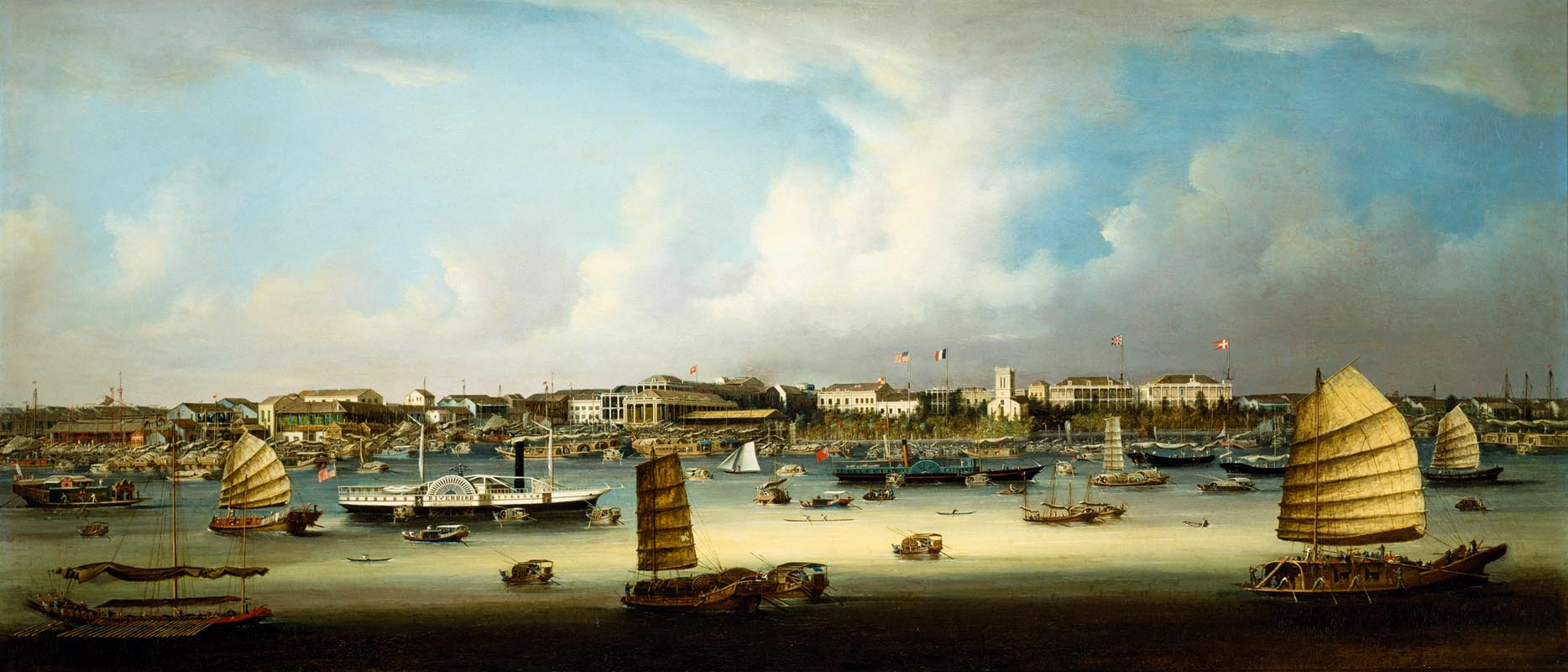
Vista del río Cantón, mostrando las Trece factorías de fondo, 1850–1855.

La demanda en Europa de productos chinos como la seda, té y cerámica solo podría satisfacerse si las empresas europeas canalizaran sus limitados suministros de plata a China. A finales de 1700, los gobiernos de Gran Bretaña y Francia estaban profundamente preocupados por el desequilibrio del comercio y el drenaje de plata. Para satisfacer la creciente demanda china de opio, la British East India Company amplió considerablemente su producción en Bengala. Dado que la economía de China era esencialmente autosuficiente, el país tenía poca necesidad de importar bienes o materias primas de los europeos, por lo que la forma habitual de pago era a través de la plata. El emperador Daoguang, preocupado tanto por el flujo de plata como por el daño que el fumar opio estaba causando a sus súbditos, ordenó a Lin Zexu que pusiera fin al comercio de opio. Lin confiscó las existencias de opio sin compensación en 1839, lo que llevó a Gran Bretaña a enviar una expedición militar al año siguiente.

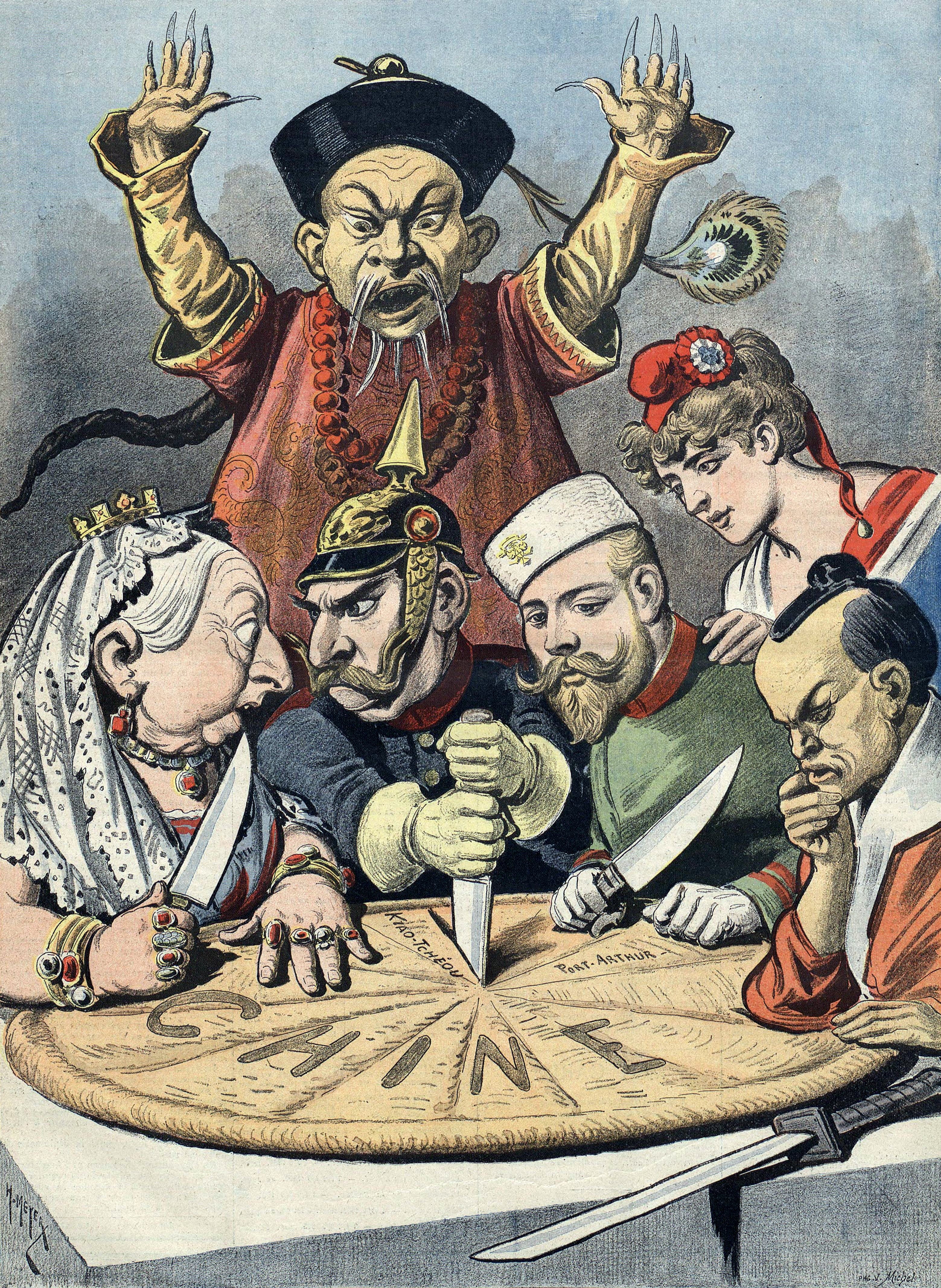
En esta caricatura política, Gran Bretaña, Alemania, Rusia, Francia y Japón dividen y reparten China.

La primera guerra del Opio reveló el estado anticuado del ejército chino. La armada Qing, compuesta enteramente de juncos de vela de madera, fue severamente superada por las tácticas modernas y la potencia de fuego de la Royal Navy británica. Los soldados británicos, usando mosquetes y artillería avanzados, fácilmente superaron y superaron a las fuerzas Qing en batallas terrestres. La rendición de Qing en 1842 marcó un golpe decisivo y humillante para China. El Tratado de Nankín, el primero de los "tratados desiguales", exigió reparaciones de guerra, obligó a China a abrir los Puertos del Tratado de Cantón, Amoy, Fuchow, Ningpo y Shanghái al comercio occidental y los misioneros, y ceder la isla de Hong Kong a Gran Bretaña. Reveló debilidades en el gobierno Qing y provocó rebeliones contra el régimen. En 1842, la dinastía Qing libró una guerra con el Reino Sij (el último reino independiente de la India), lo que resultó en una paz negociada y un retorno al status quo ante bellum.
La Rebelión de Taiping a mediados del siglo XIX fue la primera instancia importante de sentimiento antimanchú. En medio del descontento social generalizado y el empeoramiento de la hambruna, la rebelión no solo planteó la amenaza más grave para los gobernantes Qing, sino que también se la ha llamado la "guerra civil más sangrienta de todos los tiempos"; durante su curso de catorce años entre 1850 y 1864, murieron entre 20 y 30 millones de personas. Hong Xiuquan, un candidato fallido del servicio civil, en 1851 lanzó un levantamiento en la provincia de Guizhou y estableció el Reino Celestial Taiping con el propio Hong como rey. Hong anunció que tenía visiones de Dios y que era el hermano de Jesucristo. La esclavitud, el concubinato, el matrimonio arreglado, el consumo de opio, los pies vendados, la tortura judicial y el culto a los ídolos estaban prohibidos. Sin embargo, el éxito condujo a disputas internas, deserciones y corrupción. Además, las tropas británicas y francesas, equipadas con armas modernas, habían acudido en ayuda del ejército imperial Qing. No fue sino hasta 1864 que los ejércitos Qing bajo Zeng Guofan lograron aplastar la revuelta. Después del estallido de esta rebelión, también hubo revueltas de los musulmanes y los miao de China contra la dinastía Qing, especialmente en la Rebelión Miao (1854-1873) en Guizhou, la Rebelión de Panthay (1856-1873) en Yunnan y la Rebelión de los dunganes (1862-1877) en el noroeste.

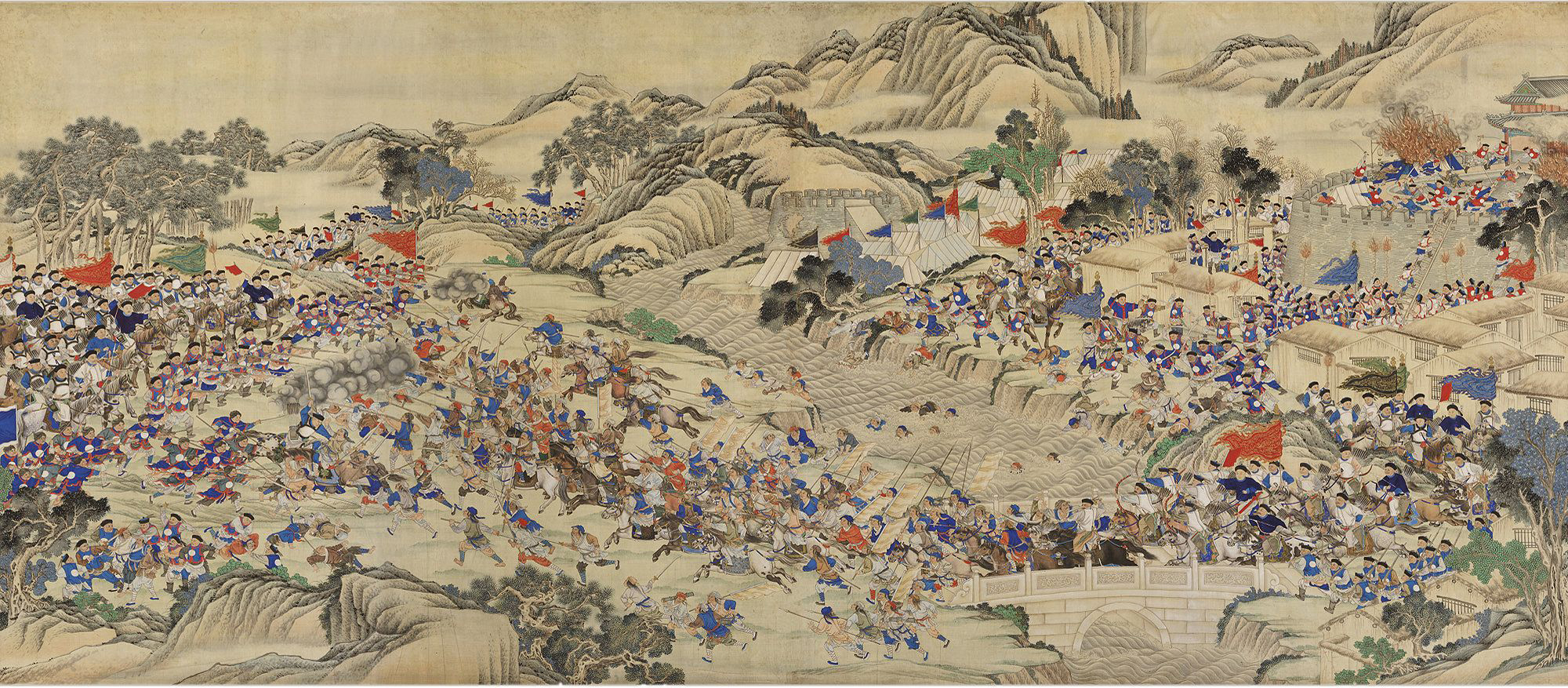
Una escena de la rebelión Taiping, 1850–1864.

Las potencias occidentales, en gran medida insatisfechas con el Tratado de Nankín, brindaron un apoyo a regañadientes al gobierno de Qing durante las rebeliones de Taiping y Nian. Los ingresos de China cayeron drásticamente durante las guerras a medida que se destruyeron vastas áreas de tierras de cultivo, se perdieron millones de vidas, e innumerables ejércitos se levantaron y equiparon para luchar contra los rebeldes. En 1854, Gran Bretaña intentó renegociar el Tratado de Nankín, insertando cláusulas que permitieran el acceso comercial británico a los ríos chinos y la creación de una embajada británica permanente en Pekín.
En 1856, las autoridades de Qing, en busca de un pirata, abordaron un barco, el Arrow, que según los británicos había estado ondeando la bandera británica, un incidente que condujo a la segunda guerra del Opio. En 1858, sin ninguna otra opción, el emperador Xianfeng aceptó el Tratado de Tientsin, que contenía cláusulas profundamente insultantes para los chinos, como la exigencia de que todos los documentos oficiales chinos se escriban en inglés y una condición que otorgue a los buques de guerra británicos acceso ilimitado a todos ríos navegables chinos.
La ratificación del tratado en el año siguiente condujo a la reanudación de las hostilidades. En 1860, con las fuerzas anglo-francesas marchando hacia Pekín, el emperador y su corte huyeron de la capital hacia el pabellón de caza imperial en Rehe. Una vez en Pekín, las fuerzas anglo-francesas saquearon el Antiguo Palacio de Verano y, en un acto de venganza por el arresto de varios ingleses, lo incendiaron. El príncipe Gong, un medio hermano menor del emperador, que había quedado como apoderado de su hermano en la capital, se vio obligado a firmar la Convención de Pekín. El emperador humillado murió al año siguiente en Rehe.

### Fortalecimiento y frustración de las reformas
Sin embargo, la dinastía se recuperó. Los generales y funcionarios chinos como Zuo Zongtang lideraron la represión de las rebeliones y se pusieron detrás de los manchúes. Cuando el emperador Tongzhi llegó al trono a la edad de cinco años en 1861, estos funcionarios se reunieron a su alrededor en lo que se llamó la Restauración Tongzhi. Su objetivo era adoptar la tecnología militar occidental para preservar los valores confucianos. Zeng Guofan, en alianza con el Príncipe Gong, patrocinó el surgimiento de funcionarios más jóvenes como Li Hongzhang, quienes pusieron a la dinastía de nuevo en pie financieramente e instituyeron el Movimiento de autofortalecimiento. Los reformadores luego procedieron con reformas institucionales, incluido el primer ministerio unificado de asuntos exteriores de China, el Zongli Yamen; permitir que diplomáticos extranjeros residan en la capital; establecimiento del Servicio Imperial de Aduanas Marítimas; la formación de ejércitos modernizados, como el ejército de Beiyang, así como una armada; y la compra a los europeos de fábricas de armamento.

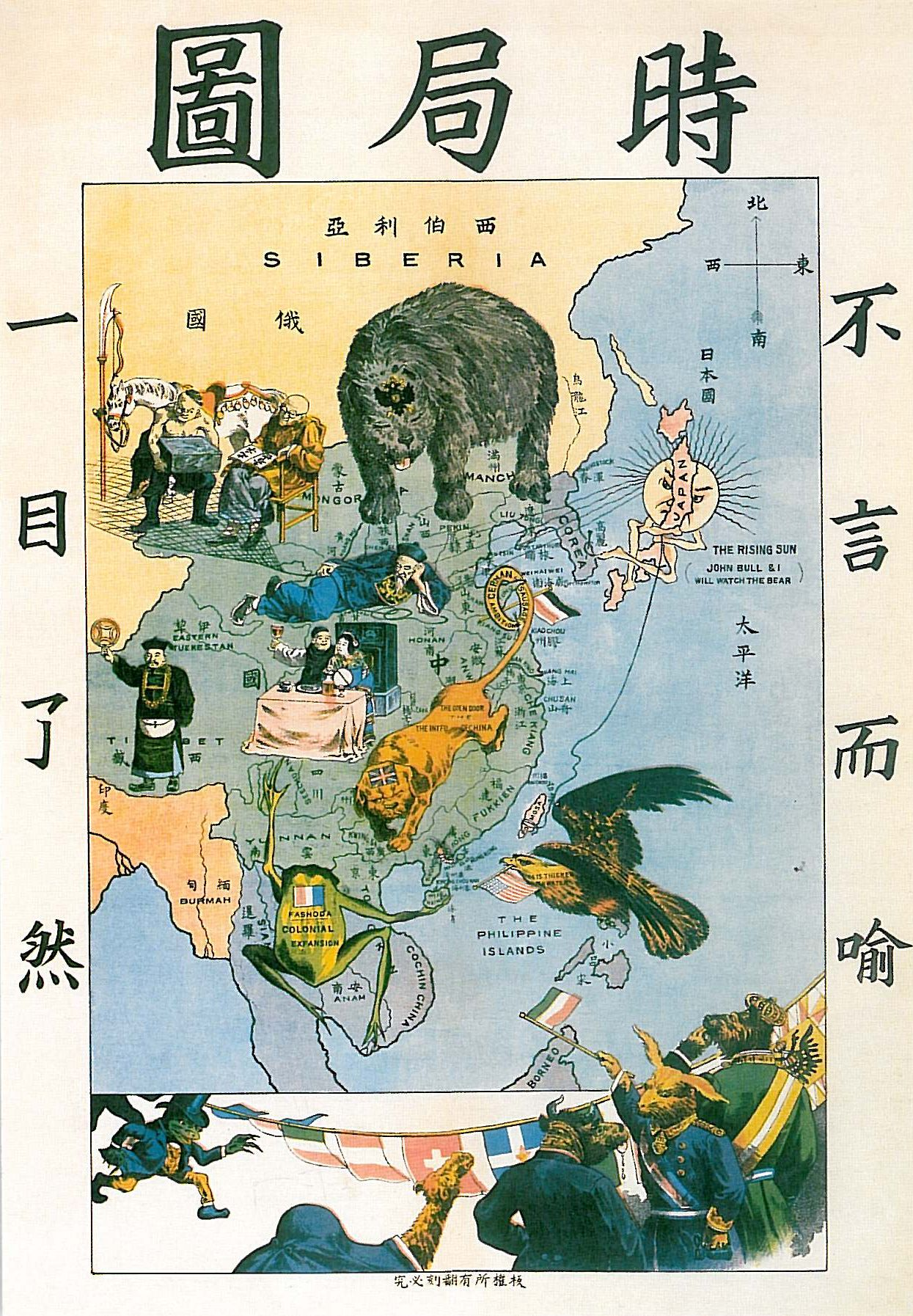
Imperialismo en 1900: el oso representa a Rusia, el león a Gran Bretaña, la rana a Francia, el sol a Japón y el águila a Estados Unidos.

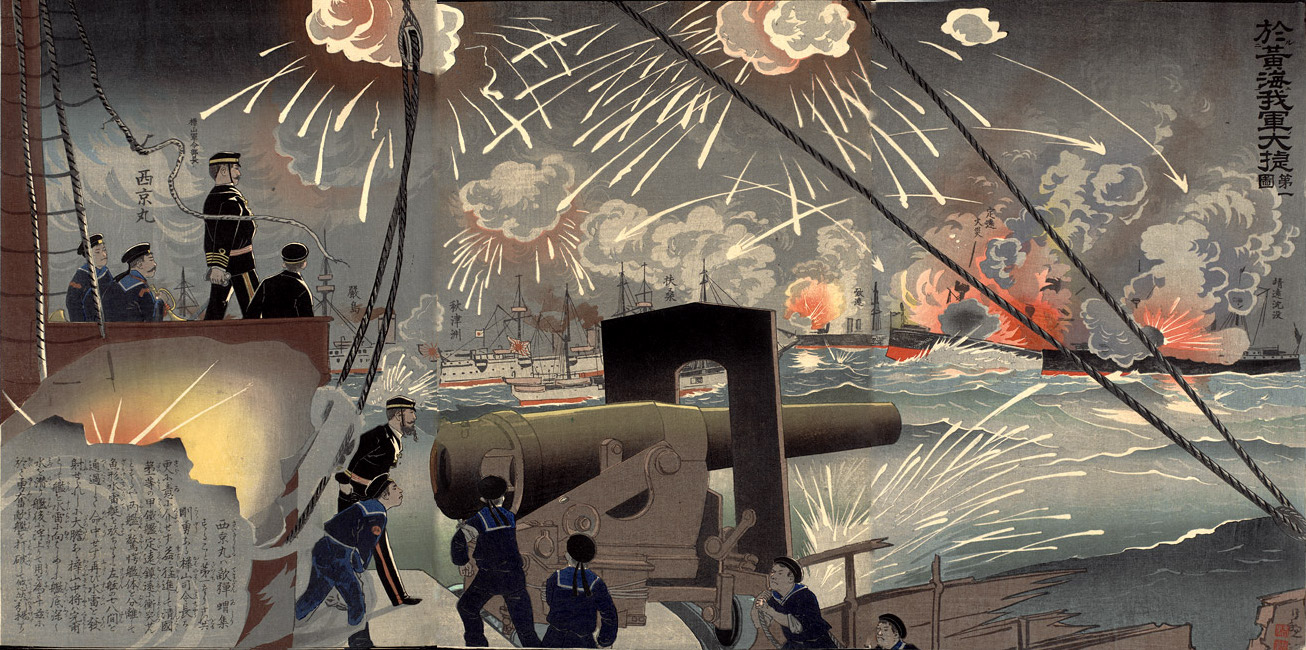
Ilustración ukiyo-e que refleja la batalla del río Yalu (1894) ocurrida durante la primera guerra sino-japonesa. La grave derrota china fue una humillación y anunciaba el ocaso de la dinastía Qing.

La dinastía perdió el control de los territorios periféricos poco a poco. A cambio de las promesas de apoyo contra los británicos y los franceses, el Imperio ruso tomó grandes extensiones de territorio en el noreste en 1860. El período de cooperación entre los reformadores y las potencias europeas terminó con la Masacre de Tientsin de 1870, que fue incitada por el asesinato de monjas francesas provocado por la beligerancia de los diplomáticos franceses locales. Comenzando con la Guerra de Cochinchina en 1858, Francia expandió el control de Indochina. En 1883, Francia tenía el control total de la región y había llegado a la frontera china. La guerra chino-francesa comenzó con un ataque sorpresa de los franceses contra la flota del sur de China en Fuzhou. Después de eso, los chinos declararon la guerra a los franceses. Se detuvo una invasión francesa de Taiwán y los franceses fueron derrotados en tierra en Tonkin en la Batalla de Bang Bo. Sin embargo, Japón amenazó con entrar en la guerra contra China debido al Golpe de Gapsin y China decidió terminar la guerra con negociaciones. La guerra terminó en 1885 con el Tratado de Tientsin (1885) y el reconocimiento chino del protectorado francés en Vietnam.
En 1884, los coreanos pro-japoneses en Seúl lideraron el Golpe de Estado Gapsin. Las tensiones entre China y Japón aumentaron después de que China intervino para reprimir el levantamiento. El primer ministro japonés, Itō Hirobumi, y Li Hongzhang firmaron la Convención de Tientsin, un acuerdo para retirar tropas simultáneamente, pero la primera guerra sino-japonesa de 1895 fue una humillación militar. El Tratado de Shimonoseki reconoció la independencia de Corea y cedió Taiwán y Pescadores a Japón. Los términos podrían haber sido más duros, pero cuando un ciudadano japonés atacó e hirió a Li Hongzhang, una protesta internacional avergonzó a los japoneses para que los revisaran. El acuerdo original estipulaba la cesión de la península de Liaodong a Japón, pero Rusia, con sus propios diseños en el territorio, junto con Alemania y Francia, en la Triple Intervención, presionó con éxito a los japoneses para que abandonaran la península.

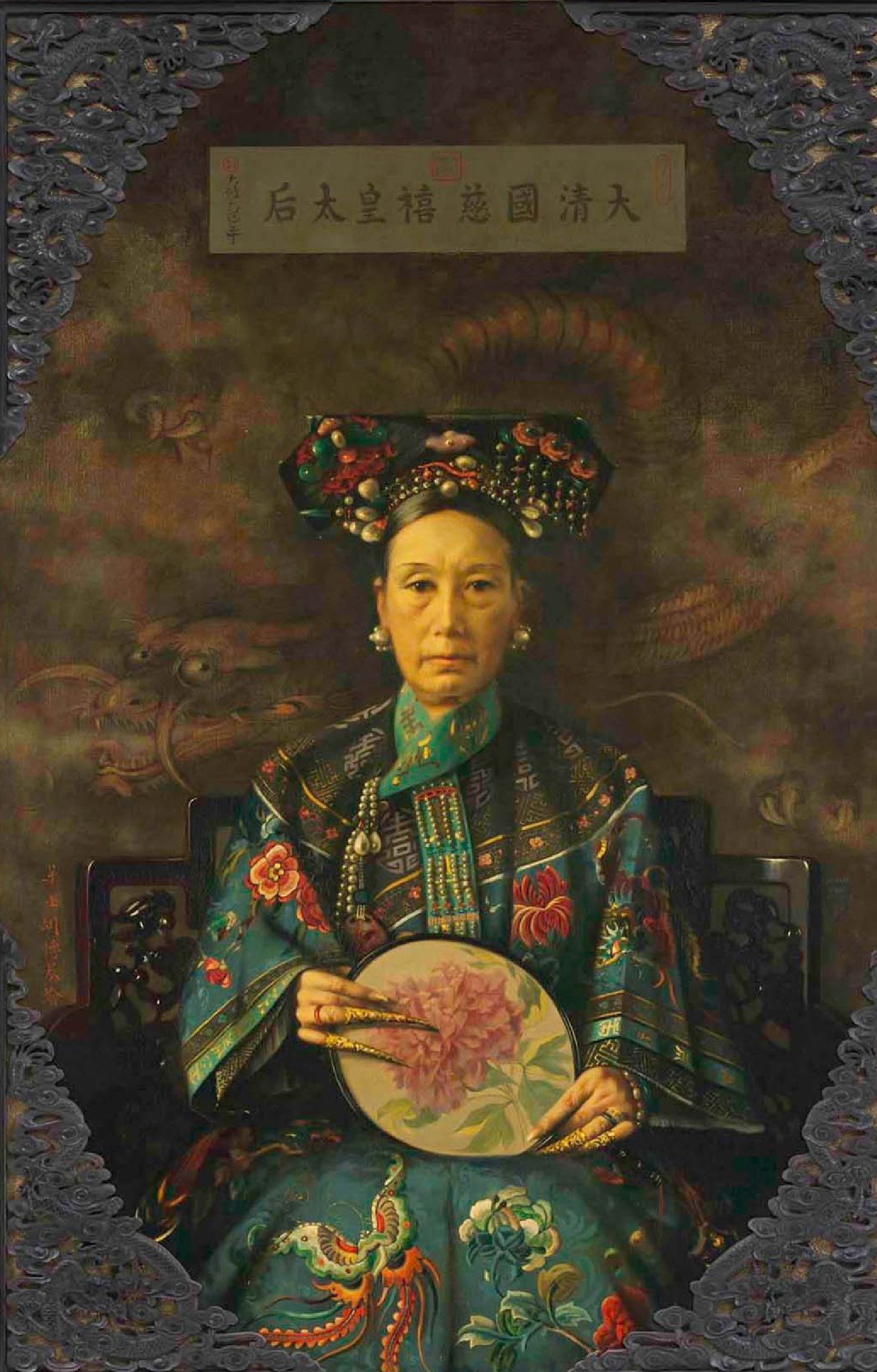
Retrato de la emperatriz viuda Cixi, por Hubert Vos (1905).

Estos años vieron una evolución en la participación de la emperatriz viuda Cixi (Wade–Giles: Tz'u-Hsi) en los asuntos estatales. Entró en el palacio imperial en la década de 1850 como concubina del emperador Xianfeng (r. 1850-1861) y llegó al poder en 1861 después de que su hijo de cinco años, el emperador Tongzhi ascendiera al trono. Ella, la emperatriz viuda Ci'an (que había sido la emperatriz de Xianfeng) y el príncipe Gong (hijo del emperador Daoguang), dieron un golpe de Estado que derrocó a los regentes que Xianfeng había nombra. Entre 1861 y 1873, Cixi y Ci'an sirvieron como regentes, eligiendo el nombre de era "Tongzhi" (gobernando juntos). Durante este período, Gong y Cixi desplegaron una política dedicada a fortalecer China. Convencido de que la debilidad de China se debía sobre todo a su carencia de armamentos modernos, Gong y sus aliados promovieron un tímido intento de industrialización de la industria militar, pero la falta de dirección política clara, la continua oposición de los sectores más conservadores de la corte imperial, y la falta de recursos fiscales del gobierno imperial, fuertemente endeudado con las potencias occidentales, hicieron naufragar muchas de las reformas de este movimiento de autofortalecimiento.
Después de la muerte del emperador en 1875, Cixi maniobró para hacer que su propio sobrino, el emperador Guangxu, heredara el trono, en violación de la costumbre dinástica de que el nuevo emperador fuera de la próxima generación, y comenzó otra regencia. En la primavera de 1881, Ci'an murió repentinamente, con solo cuarenta y tres años, dejando a Cixi como única regente.
A partir de 1889, cuando Guangxu comenzó a gobernar por derecho propio, hasta 1898, la emperatriz viuda vivió en semi-retiro, pasando la mayor parte del año en el Palacio de Verano pero manteniendo su influencia sobre los asuntos de estado, pues tanto los mandarines como el propio emperador la consultaban constantemente. El 1 de noviembre de 1897, dos misioneros católicos alemanes fueron asesinados en la parte sur de la provincia de Shandong (el incidente de Juye). Alemania utilizó los asesinatos como pretexto para una ocupación naval de la bahía de Jiaozhou. La ocupación provocó una "lucha por las concesiones" en 1898, que incluyó el arrendamiento alemán de la Bahía de Jiazhou, la adquisición rusa de Liaodong y el arrendamiento británico de los Nuevos Territorios de Hong Kong.

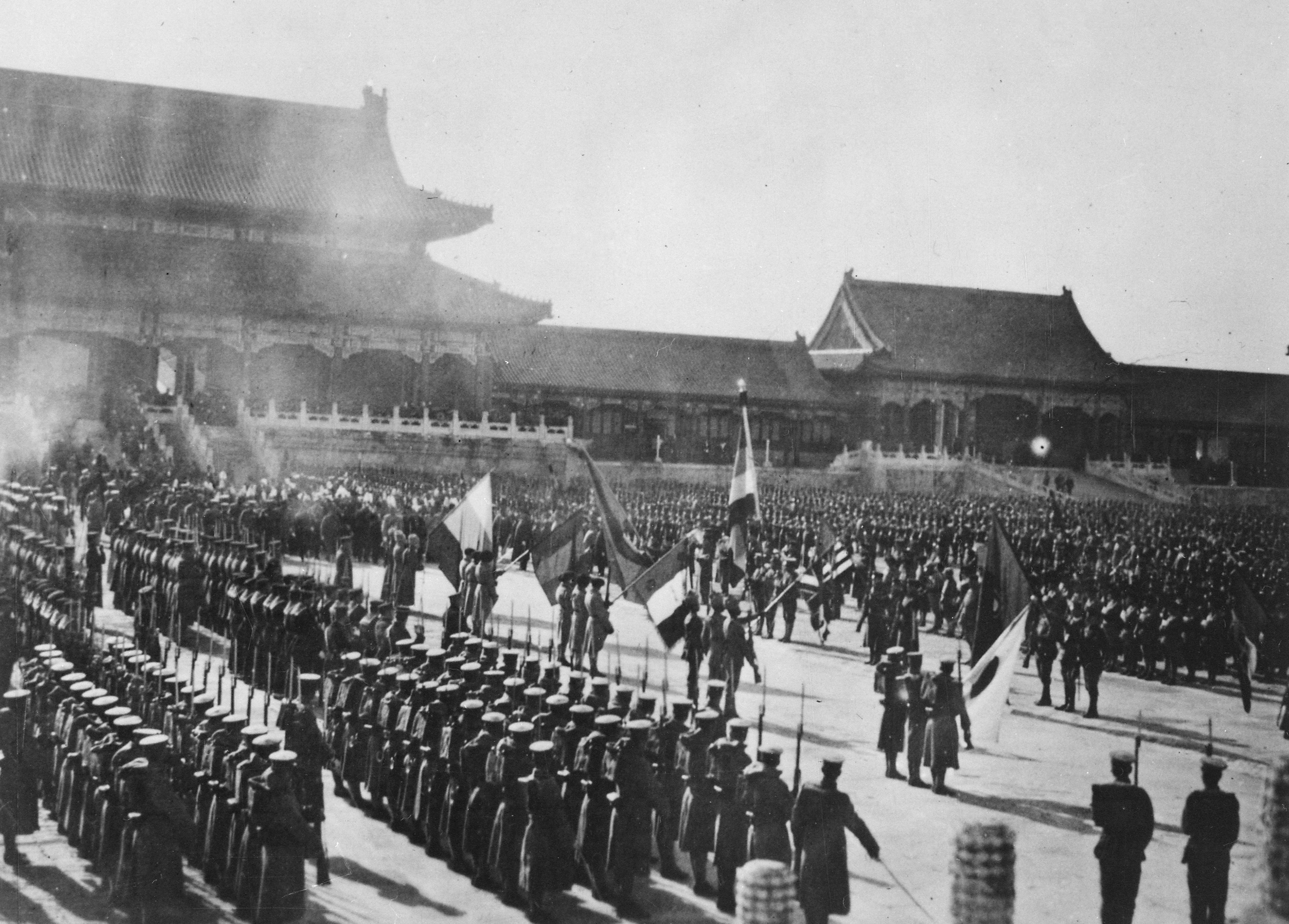
Fuerzas extranjeras se reúnen dentro de la Ciudad Prohibida después de capturar Pekín, el 28 de noviembre de 1900.

A raíz de estas derrotas externas, el emperador Guangxu inició la Reforma de los Cien Días de 1898. A los asesores más nuevos y más radicales como Kang Youwei se les dieron posiciones de influencia. El emperador emitió una serie de edictos y se hicieron planes para reorganizar la burocracia, reestructurar el sistema escolar y nombrar nuevos funcionarios. La oposición de la burocracia fue inmediata e intensa. Aunque había estado involucrada en las reformas iniciales, la emperatriz viuda intervino para suspenderlas, arrestó y ejecutó a varios reformadores y asumió el control diario de la política. Sin embargo, muchos de los planes se mantuvieron en su lugar y se implantaron los objetivos de la reforma.
La sequía generalizada en el norte de China, combinada con los diseños imperialistas de las potencias europeas y la inestabilidad del gobierno Qing, crearon condiciones que condujeron al surgimiento de los Puños rectos y armoniosos, o «Bóxers». En 1900, grupos locales de Bóxers que proclamaban su apoyo a la dinastía Qing asesinaron a misioneros extranjeros y a un gran número de cristianos chinos, luego se reunieron en Pekín para asediar el Barrio de las Delegaciones, dando comienzo la Rebelión de los Bóxers. Una coalición de ejércitos europeos, japoneses y rusos (la Alianza de las Ocho Naciones) ingresó en China sin previo aviso diplomático, y mucho menos permiso. Cixi declaró la guerra a todas estas naciones, solo para perder el control de Pekín después de una campaña corta pero muy reñida. Cixi huyó a Xi'an. Los aliados victoriosos elaboraron decenas de demandas al gobierno de Qing, incluida la compensación por sus gastos en la invasión de China y la ejecución de funcionarios cómplices.

### Decadencia, Puyi, revolución y fin de la China Imperial

Provincias tradicionales de China en 1900, con las concesiones territoriales otorgadas a las potencias.

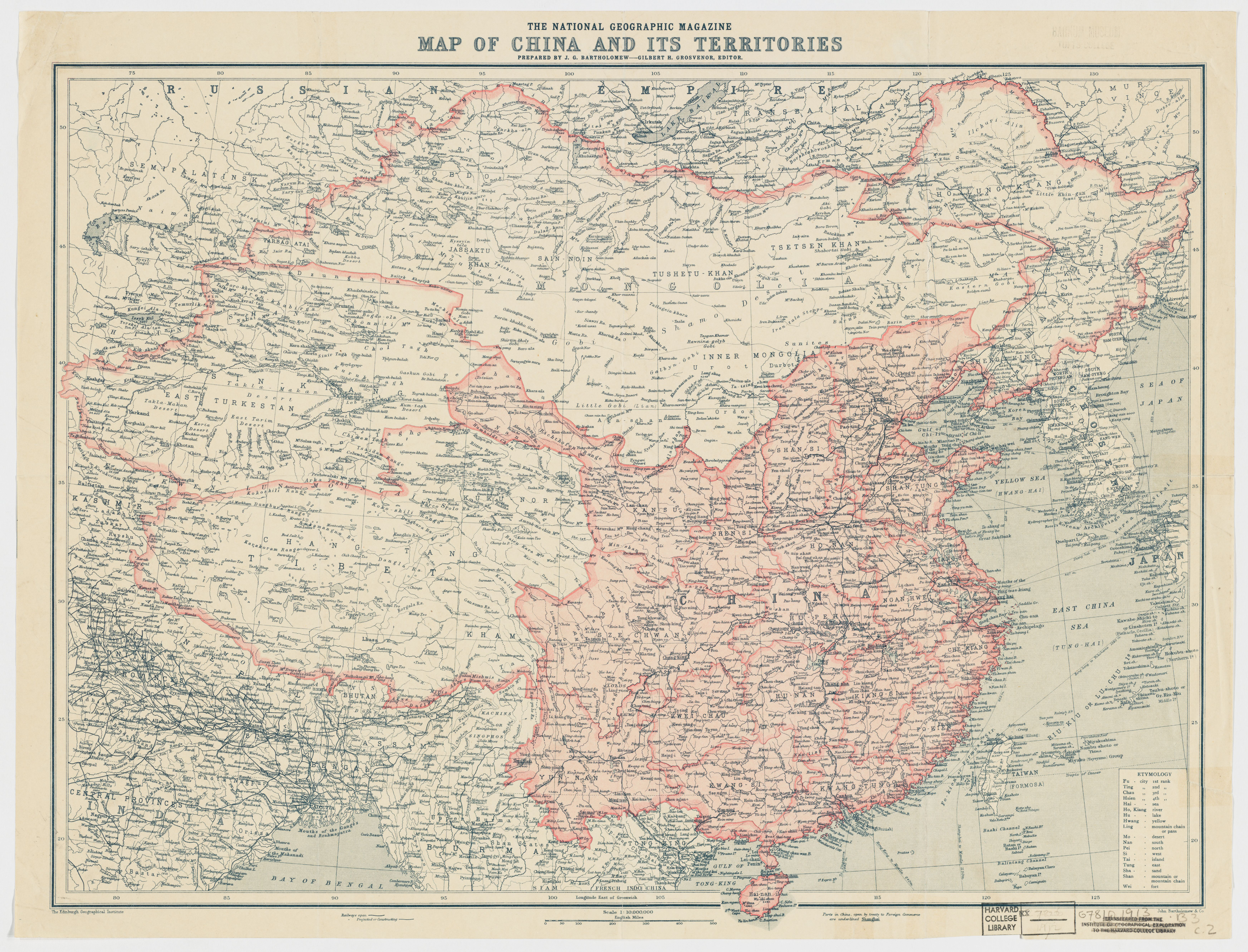
Mapa de National Geographic de la China Qing en 1912, el año de su colapso.

A principios del siglo XX, el desorden civil masivo había comenzado en China y estaba creciendo continuamente. Para superar tales problemas, la emperatriz viuda Cixi emitió un edicto imperial en 1901 pidiendo propuestas de reforma por parte de los gobernadores generales y los gobernadores e inició la era de las «Nuevas políticas» de la dinastía, también conocida como la «Reforma tardía de Qing». El edicto allanó el camino para las reformas de mayor alcance en términos de sus consecuencias sociales, incluida la creación de un sistema educativo nacional y la abolición de los exámenes imperiales en 1905.
El emperador Guangxu murió el 14 de noviembre de 1908 y al día siguiente murió Cixi. Se rumoreaba que ella o Yuan Shikai ordenaron a eunucos de confianza que envenenasen al emperador Guangxu y una autopsia realizada casi un siglo después confirmó los niveles letales de arsénico en su cadáver.
Puyi, el hijo mayor de Zaifeng, el Príncipe Chun y sobrino del emperador Guangxu sin hijos, fue nombrado sucesor a la edad de dos años, dejando a Zaifeng con la regencia. Esto fue seguido por la destitución del general Yuan Shikai de sus antiguas posiciones de poder.
En abril de 1911, Zaifeng creó un gabinete en el que había dos vice primeros ministros. Sin embargo, este gabinete también era conocido por los contemporáneos como «El gabinete real» porque entre los trece miembros del gabinete, cinco eran miembros de la familia imperial o parientes de Aisin Gioro. Esto trajo una amplia gama de opiniones negativas de altos funcionarios como Zhang Zhidong. El levantamiento de Wuchang del 10 de octubre de 1911 fue un éxito que condujo a la Revolución de Xinhai; para el 14 de noviembre de las 15 provincias habían rechazado la regla Qing. Esto llevó a la creación de un nuevo gobierno central, la República de China, en Nankín con Sun Yat-sen como su jefe provisional. Muchas provincias pronto comenzaron a "separarse" del control Qing. Al ver una situación desesperada, el gobierno Qing trajo a Yuan Shikai de vuelta al poder militar. Tomó el control de su ejército de Beiyang para aplastar la revolución en Wuhan en la batalla de Yangxia. Después de asumir el cargo de primer ministro y crear su propio gabinete, Yuan Shikai llegó a pedir la eliminación de Zaifeng de la regencia. Esta eliminación luego siguió con las instrucciones de la emperatriz viuda Longyu. Yuan Shikai era ahora un dictador: el gobernante de China y la dinastía manchú había perdido todo poder; abdicó formalmente a principios de 1912.
El primer ministro Yuan Shikai y sus comandantes de Beiyang decidieron que ir a la guerra sería irrazonable y costoso. Del mismo modo, Sun Yat-sen quería una reforma constitucional republicana, en beneficio de la economía y la población de China. Con el permiso de la emperatriz viuda Longyu, Yuan Shikai comenzó a negociar con Sun Yat-sen, quien decidió que su objetivo se había logrado al formar una república y que, por lo tanto, podía permitir que Yuan asumiera el cargo de presidente de la República de China.
El 12 de febrero de 1912, después de rondas de negociaciones, Longyu emitió un edicto imperial que provocó la abdicación del niño emperador Puyi. Esto puso fin a más de 2000 años de la China imperial y comenzó un período prolongado de inestabilidad del faccionalismo de los señores de la guerra. Los sistemas políticos y económicos desorganizados combinados con una crítica generalizada de la cultura china llevaron a cuestionamientos y dudas sobre el futuro. Algunos partidarios de Qing se organizaron como el Partido Realista e intentaron utilizar el activismo militante y las rebeliones abiertas para restaurar la monarquía, pero fue en vano. En julio de 1917, hubo un intento fallido de restaurar la dinastía Qing dirigida por Zhang Xun, que fue rápidamente revertida por las tropas republicanas. En la década de 1930, el Imperio de Japón invadió el noreste de China y fundó Manchukuo en 1932, con Puyi como su emperador. Después de la invasión de la Unión Soviética, Manchukuo cayó en 1945.

## Gobierno
Los primeros emperadores Qing adoptaron las estructuras e instituciones burocráticas de la dinastía Ming anterior, pero dividieron el gobierno entre los chinos han y los manchúes, con algunas posiciones también otorgadas a los mongoles. Al igual que las dinastías anteriores, los Qing reclutaron funcionarios a través del sistema de examen imperial, hasta que el sistema fue abolido en 1905. Los Qing dividieron las posiciones en posiciones civiles y militares, cada una con nueve grados o rangos, cada una subdividida en categorías «a» y «b».
 
Los nombramientos civiles iban desde un asistente al emperador o un Gran Secretario en la Ciudad Prohibida (el más alto) hasta ser un recaudador de impuestos de la prefectura, alcaide de la cárcel, comisionado de policía adjunto o examinador de impuestos. Los nombramientos militares iban desde ser un mariscal de campo o un chambelán del guardaespaldas imperial hasta un sargento de tercera clase, un cabo o un privado de primera o segunda clase.

### Agencias gubernamentales centrales
La estructura formal del gobierno Qing se centró en el emperador como el gobernante absoluto, que presidió seis Juntas (Ministerios), cada una encabezada por dos presidentes y asistida por cuatro vicepresidentes. Sin embargo, en contraste con el sistema Ming, la política étnica Qing dictaba que los nombramientos se dividieran entre los nobles manchúes y los funcionarios han que habían aprobado los niveles más altos de los exámenes estatales. El Gran Secretariado, que había sido un importante órgano de formulación de políticas bajo los Ming, perdió su importancia durante la dinastía Qing y se convirtió en una cancillería imperial. Las instituciones que habían sido heredadas de los Ming formaban el núcleo del Tribunal Exterior de Qing, que manejaba asuntos de rutina y estaba ubicado en la parte sur de la Ciudad Prohibida.
Para no dejar que la administración de rutina se hiciera cargo del gobierno del imperio, los emperadores Qing se aseguraron de que todos los asuntos importantes se decidieran en la Corte Interior, que estaba dominada por la familia imperial y la nobleza manchú y que se encontraba en el parte norte de la Ciudad Prohibida. La institución central de la corte interior era el Gran Consejo. Surgió en la década de 1720 bajo el reinado del emperador Yongzheng como un organismo encargado de manejar las campañas militares Qing contra los mongoles, pero pronto se hizo cargo de otras tareas militares y administrativas y sirvió para centralizar la autoridad bajo la corona. Los Grandes Consejeros sirvieron como una especie de consejo privado para el emperador.
Los Seis ministerios y sus respectivas áreas de responsabilidad fueron los siguientes:
Junta de Nombramientos Civiles
La administración de personal de todos los funcionarios civiles, incluida la evaluación, promoción y despido. También estuvo a cargo de la "lista de honores".
Junta de Ingresos
La traducción literal de la palabra china hu (户) es «hogar». Durante gran parte de la historia de Qing, la principal fuente de ingresos del gobierno provino de los impuestos sobre la propiedad de la tierra complementados por los monopolios oficiales sobre la sal, que era un elemento esencial del hogar, y el té. Así, en la dinastía Qing predominantemente agraria, el «hogar» era la base de las finanzas imperiales. El departamento fue encargado de la recaudación de ingresos y la gestión financiera del gobierno.
Junta de Ritos
Esta junta fue responsable de todos los asuntos relacionados con el protocolo de la corte. Organizó el culto periódico de los antepasados y varios dioses por parte del emperador, gestionó las relaciones con las naciones tributarias y supervisó el sistema nacional de examen civil.
Junta de Guerra
A diferencia de su predecesor Ming, que tenía control total sobre todos los asuntos militares, la Junta de Guerra de Qing tenía poderes muy limitados. Primero, las Ocho banderas estaban bajo el control directo del emperador y los príncipes hereditarios manchúes y mongoles, dejando el ministerio solo con autoridad sobre el Ejército del estandarte verde. Además, las funciones del ministerio eran puramente administrativas. Las campañas y los movimientos de tropas fueron monitoreados y dirigidos por el emperador, primero a través del consejo gobernante manchú y luego a través del Gran Consejo.
Junta de Castigos
La Junta de Castigos manejó todos los asuntos legales, incluida la supervisión de varios tribunales de justicia y prisiones. El marco legal de Qing era relativamente débil en comparación con los sistemas legales de hoy en día, ya que no había separación de los poderes ejecutivo y legislativo del gobierno. El sistema legal podría ser inconsistente y, a veces, arbitrario, porque el emperador gobernaba por decreto y tenía la última palabra en todos los resultados judiciales. Los emperadores podían (y lo hicieron) revocar los juicios de los tribunales inferiores de vez en cuando. La imparcialidad del tratamiento también fue un problema bajo el sistema de control practicado por el gobierno manchú sobre la mayoría china han. Para contrarrestar estas deficiencias y mantener a la población en línea, el gobierno Qing mantuvo un código penal muy duro hacia la población han, pero no fue más severo que las dinastías chinas anteriores.
Junta de Trabajos
La Junta de Trabajos gestionaba todos los proyectos de construcción gubernamentales, incluidos palacios, templos y la reparación de vías fluviales y canales de inundación. También estuvo a cargo de acuñar monedas.

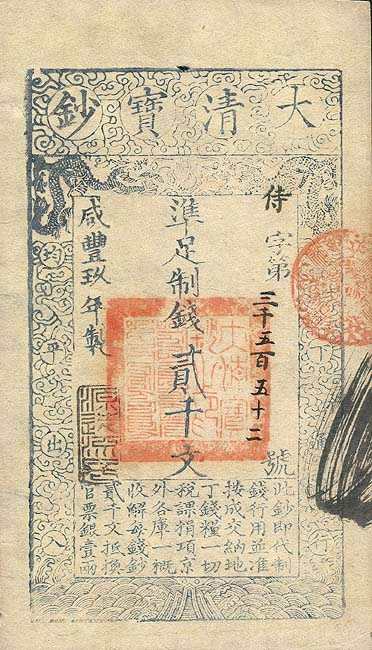
Billete Da-Qing Baochao de 1859.

Desde principios de Qing, el gobierno central se caracterizó por un sistema de nombramientos duales por el cual cada posición en el gobierno central tenía un manchú y un chino han asignado. Se requirió que la persona designada por los chinos han hiciera el trabajo sustantivo y los manchúes para garantizar la lealtad de han al gobierno de Qing.
Además de las seis juntas, había un Lifan Yuan exclusivo del gobierno Qing. Esta institución fue establecida para supervisar la administración del Tíbet y las tierras mongolas. A medida que el imperio se expandió, asumió la responsabilidad administrativa de todos los grupos étnicos minoritarios que viven en el imperio y sus alrededores, incluidos los primeros contactos con Rusia, que luego se consideraba una nación tributaria. La oficina tenía el estatus de un ministerio completo y estaba encabezada por funcionarios de igual rango. Sin embargo, las personas designadas se restringieron al principio solo a los candidatos de etnia manchú y mongol, hasta que luego se abrieron también a los chinos han.

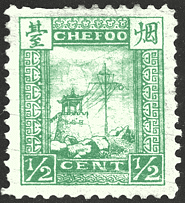
Sello postal de Yantai (Chefoo) de la dinastía Qing.

A pesar de que la Junta de Ritos y Lifan Yuan realizaron algunas tareas de una oficina en el extranjero, no se convirtieron en un servicio exterior profesional. No fue sino hasta 1861, un año después de perder la segunda guerra del Opio ante la coalición anglo-francesa, que el gobierno Qing se inclinó ante la presión extranjera y creó una oficina de asuntos exteriores adecuada conocida como Zongli Yamen. Originalmente, la oficina estaba destinada a ser temporal y estaba atendida por funcionarios adscritos del Gran Consejo. Sin embargo, a medida que los tratos con extranjeros se volvían cada vez más complicados y frecuentes, la oficina creció en tamaño e importancia, ayudada por los ingresos provenientes de los derechos de aduana que estaban bajo su jurisdicción directa.
También había otra institución gubernamental llamada Departamento de la Casa Imperial, que era exclusiva de la dinastía Qing. Se estableció antes de la caída del Ming, pero maduró solo después de 1661, tras la muerte del emperador Shunzhi y la adhesión de su hijo, el emperador Kangxi. El propósito original del departamento era administrar los asuntos internos de la familia imperial y las actividades del palacio interior (en cuyas tareas reemplazó en gran medida a los eunucos), pero también desempeñó un papel importante en las relaciones de Qing con el Tíbet y Mongolia, en actividades comerciales. (jade, ginseng, sal, pieles, etc.), manejó fábricas textiles en la región de Jiangnan e incluso publicó libros. Las relaciones con los Superintendentes de sal y los comerciantes de sal, como los de Yangzhou, fueron particularmente lucrativas, especialmente porque fueron directas y no atravesaron capas absorbentes de burocracia. El departamento estaba tripulado por booi, o «sirvientes de bonos», de los Tres estandartes superiores. Para el siglo XIX, gestionaba las actividades de al menos 56 subagencias.

### División administrativa

La China de Qing en 1820.

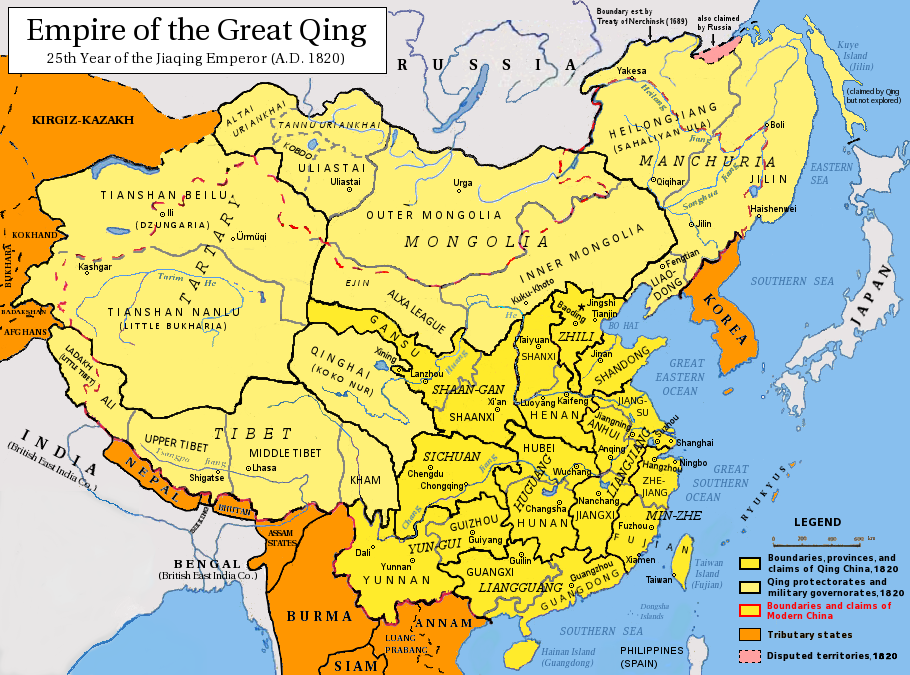
La dinastía Qing en 1820, con sus provincias en amarillo, gobernaciones militares y protectorados en amarillo claro y estados tributarios en naranja.

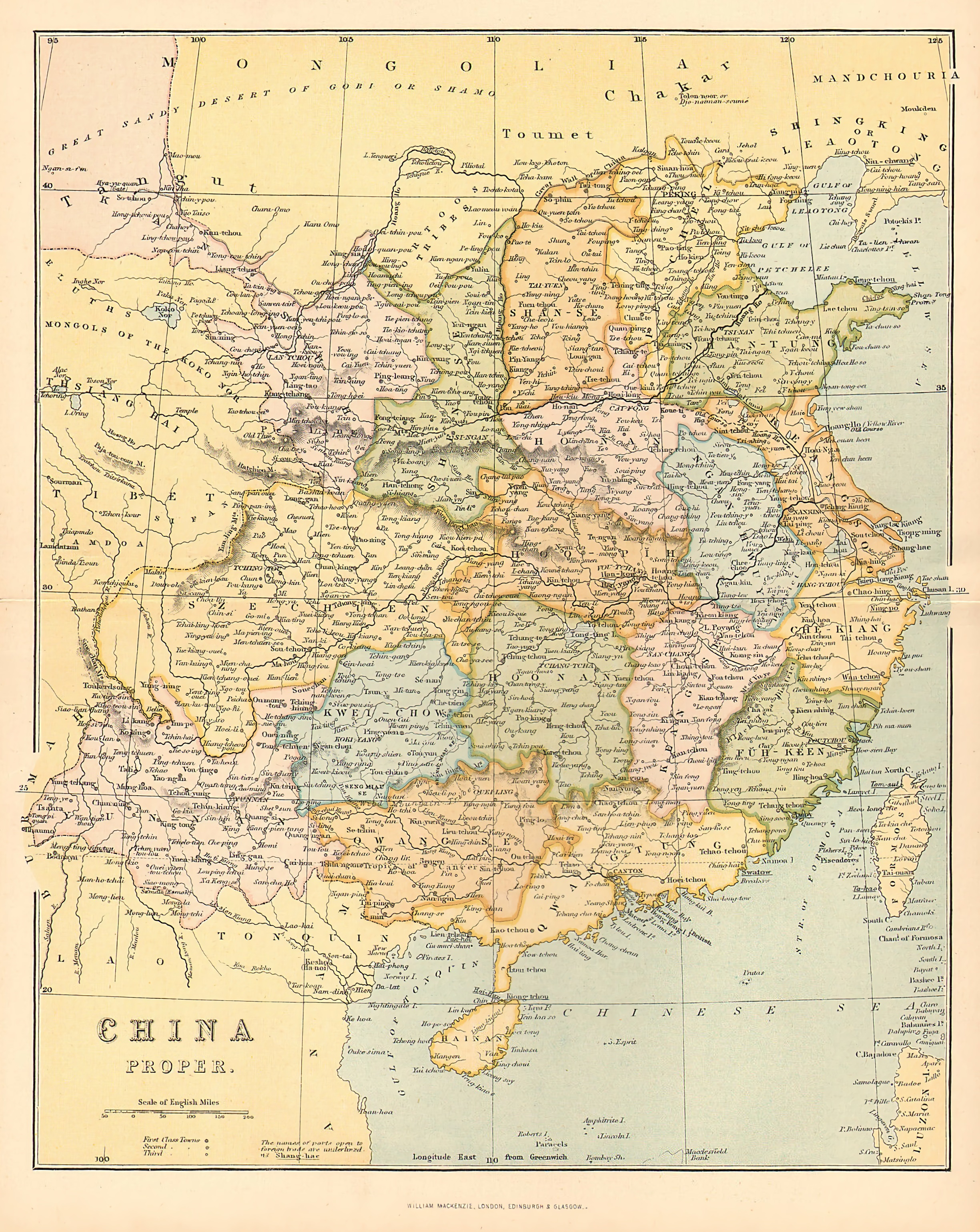
Mapa de 1866

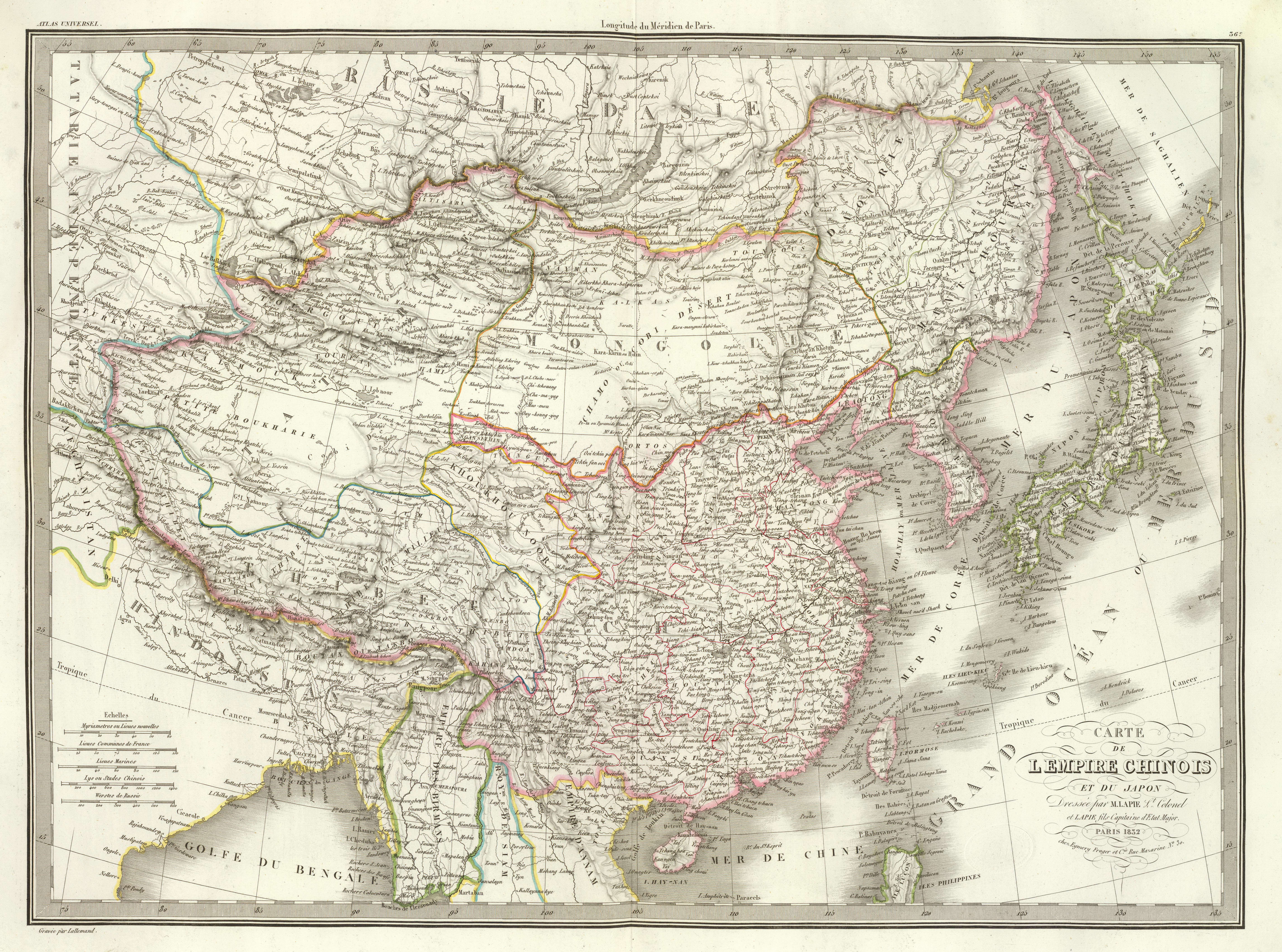
Mapa de la China Qing (1832)

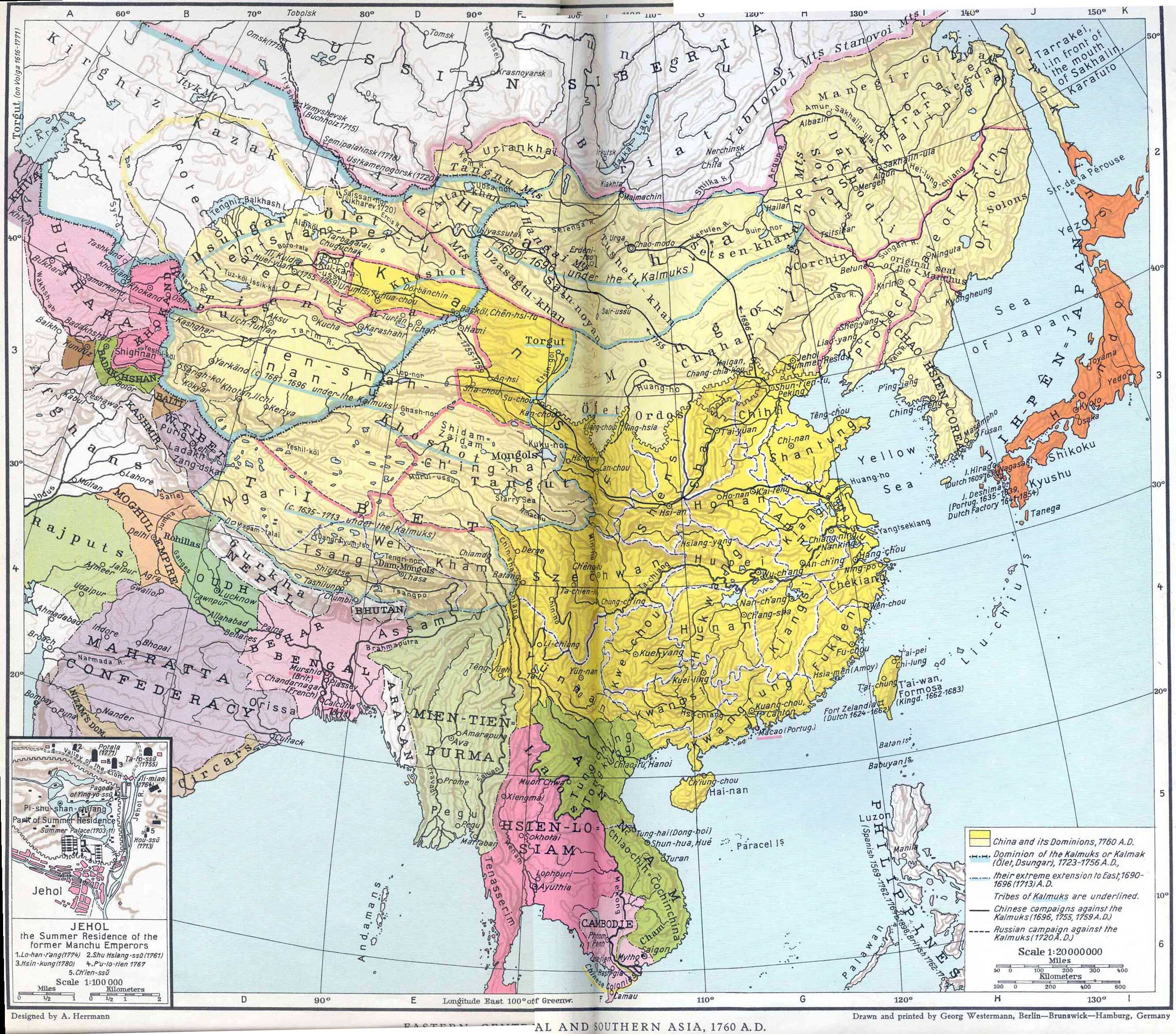
Disnastía Quing (1760)

La China de Qing alcanzó su mayor extensión durante el siglo XVIII, cuando gobernó China propia (dieciocho provincias), así como las áreas del actual noreste de China, Mongolia Interior, Mongolia Exterior, Xinjiang y Tíbet, con un tamaño aproximado de 13 millones km². Originalmente había 18 provincias, todas ellas en China propia, pero más tarde este número se incrementó a 22, con Manchuria y Xinjiang divididas o convertidas en provincias. Taiwán, originalmente parte de la provincia de Fujian, se convirtió en una provincia propia en el siglo XIX, pero fue cedida al Imperio de Japón después de la primera guerra sino-japonesa a fines de siglo. Además, muchos países vecinos, como Corea (dinastía Joseon) o Vietnam con frecuencia rindieron homenaje a China durante gran parte de este período. La dinastía Katoor de Afganistán también rindió homenaje a la dinastía Qing de China hasta mediados del siglo XIX. Durante la dinastía Qing, los chinos reclamaron soberanía sobre el Pamir Taghdumbash en el suroeste del Condado autónomo de Tashkurgán tayiko pero permitieron al Mir de Hunza administrar la región a cambio de un tributo. Hasta 1937 los habitantes rindieron homenaje al Mir de Hunza, que ejerció el control sobre los pastos. El kanato de Kokand se vio obligado a presentarse como protectorado y rendir homenaje a la dinastía Qing en China entre 1774 y 1798.
1. Circuitos norte y sur de Tian Shan (más tarde se convirtió en la provincia de Xinjiang): a veces, los pequeños y semiautónomos Kanatos Kumul y Turfan se colocan en un «Circuito Oriental».
2. Mongolia Exterior – Khalkha, Hovd, Hövsgöl, Tannu Urianha.
3. Mongolia Interior – 6 ligas (Jirim, Josotu, Juu Uda, Shilingol, Ulaan Chab, Ihe Juu)
4. Otras ligas mongoles – Alshaa khoshuu, Ejine khoshuu, Ili khoshuu (en Xinjiang), Köke Nuur; áreas directamente gobernadas: Dariganga (región especial designada como pasto del emperador), Guihua Tümed, Chakhar, Hulunbuir.
5. Tíbet (Ü-Tsang y la occidental Kham, aproximadamente la superficie de la actual Región autónoma del Tíbet)
6. Manchuria (Noreste de China, luego se convirtió en provincias)

- Dieciocho provincias (China propia)

| 1. Zhili 2. Henan 3. Shandong 4. Shanxi 5. Shaanxi 6. Gansu 7. Hubei 8. Hunan 9. Guangdong | 1. Guangxi 2. Sichuan 3. Yunnan 4. Guizhou 5. Jiangsu 6. Jiangxi 7. Zhejiang 8. Fujian (incl. prefectura de Taiwán hasta 1885) 9. Anhui |

- Provincias adicionales a finales de la dinastía Qing

| 1. Gansu-Xinjiang 2. Fujian-Taiwán (hasta 1895) 3. Fengtian 4. Jilin 5. Heilongjiang |

### Administración territorial

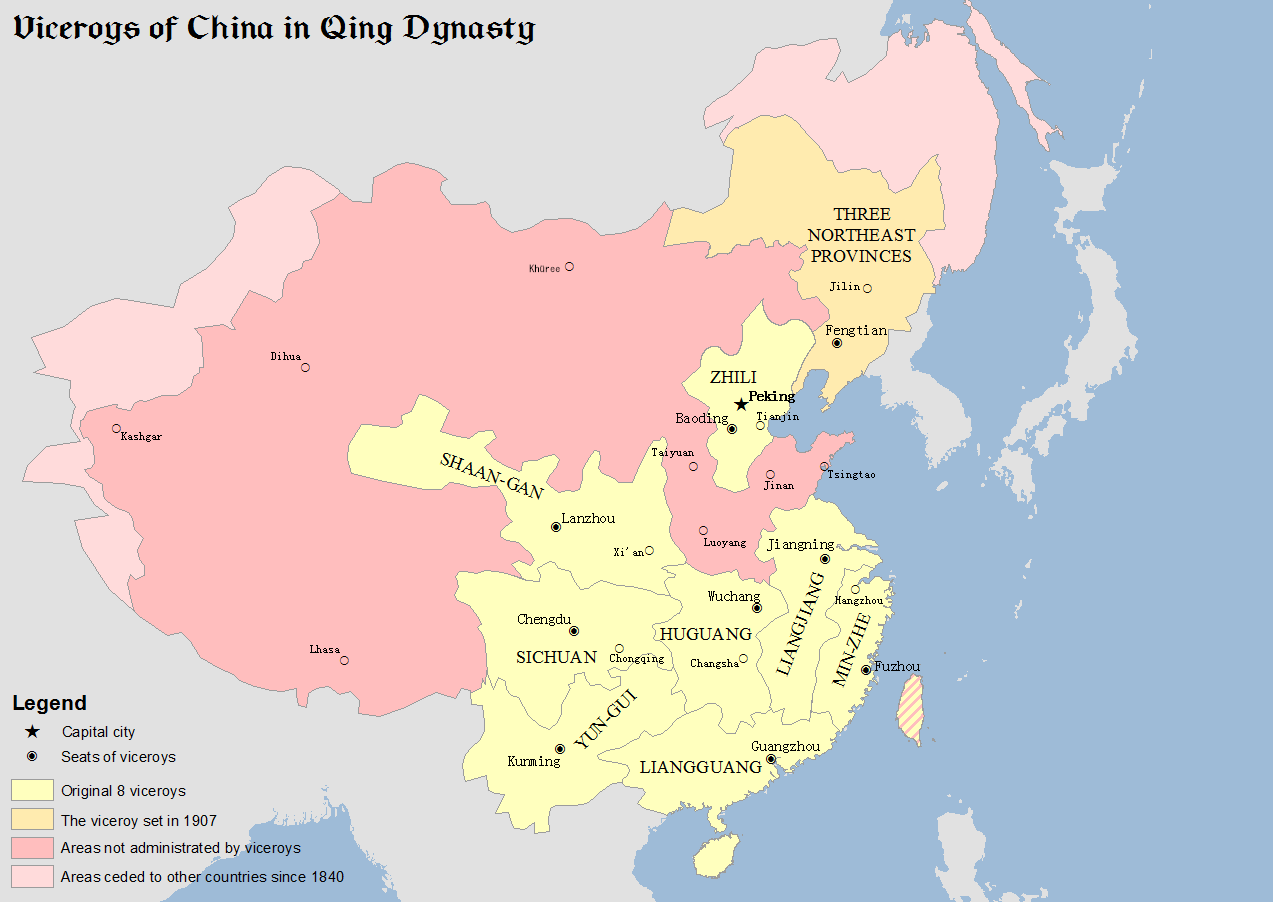
Mapa de virreinatos durante la dinastía Qing.

La organización de provincias Qing se basó en las quince unidades administrativas establecidas por la dinastía Ming, que luego se convirtieron en dieciocho provincias dividiendo, por ejemplo, Huguang en las provincias de Hubei y Hunan. La burocracia provincial continuó la práctica de Yuan y Ming de tres líneas paralelas, civil, militar y censura o vigilancia. Cada provincia fue administrada por un gobernador (巡撫, xunfu) y un comandante militar provincial (提督, tidu). Debajo de la provincia había prefecturas (府, fu) que operaban bajo un prefecto (知府, zhīfǔ), seguidas de subprefecturas bajo un subprefecto. La unidad más baja era el condado, supervisado por un magistrado del condado. Las dieciocho provincias también se conocen como «China propia». La posición de virrey o gobernador general (總督, zongdu) era el rango más alto en la administración provincial. Hubo ocho virreyes regionales en China propia, cada uno usualmente se hizo cargo de dos o tres provincias. El virrey de Zhili, responsable de la zona que rodea la capital, Pekín, suele considerarse como el virrey más honorable y poderoso entre los ocho.
1. Virrey de Zhili – a cargo de Zhili
2. Virrey de Shaan-Gan – a cargo de Shaanxi y Gansu
3. Virrey de Liangjiang – a cargo de Jiangsu, Jiangxi y Anhui
4. Virrey de Huguang – a cargo de Hubei y Hunan
5. Virrey de Sichuan – a cargo de Sichuán
6. Virrey de Min-Zhe – a cargo de Fujian, Taiwán y Zhejiang
7. Virrey de Liangguang – a cargo de Guangdong y Guangxi
8. Virrey de Yun-Gui – a cargo de Yunnan y Guizhou

A mediados del siglo XVIII, los Qing habían puesto bajo control a regiones externas como Mongolia Interior y Exterior, Tíbet y Xinjiang. Los comisionados imperiales y guarniciones fueron enviados a Mongolia y el Tíbet para supervisar sus asuntos. Estos territorios también estaban bajo la supervisión de una institución del gobierno central llamada Lifan Yuan. Qinghai también fue puesto bajo control directo de la corte Qing. Xinjiang, también conocido como el Turquestán chino, se subdividió en las regiones norte y sur de las montañas Tian Shan, también conocidas hoy como Zungaria y la Cuenca del Tarim respectivamente, pero el puesto de Ili General se estableció en 1762 para ejercer una jurisdicción militar y administrativa unificada sobre ambas regiones Zungaria fue completamente abierta a la migración Han por el emperador Qianlong desde el principio. Al inicio, a los migrantes han se les prohibió establecerse permanentemente en la cuenca del Tarim, pero se levantó la prohibición después de la invasión de Jahangir Khoja en la década de 1820. Del mismo modo, Manchuria también fue gobernada por generales militares hasta su división en provincias, aunque algunas áreas de Xinjiang y el noreste de China se perdieron en el Imperio ruso a mediados del siglo XIX. Manchuria fue originalmente separada de China propia por el interior de la Palisade de sauce, una zanja y un terraplén plantado de sauces destinados a restringir el movimiento de los chinos han, ya que el área estaba fuera del alcance de los civiles chinos han hasta que el gobierno comenzó a colonizar el área, especialmente desde la década de 1860.
Con respecto a estas regiones exteriores, los Qing mantuvieron el control imperial, con el emperador actuando como kan mongol, patrón del budismo tibetano y protector de los musulmanes. Sin embargo, la política de Qing cambió con el establecimiento de la provincia de Xinjiang en 1884. Durante la era del Gran Juego, aprovechando la Rebelión de los dunganes en el noroeste de China, Yaqub Beg invadió Xinjiang desde Asia Central con el apoyo del Imperio británico y se convirtió en el gobernante del reino de Kashgaria. El tribunal de Qing envió fuerzas para derrotar a Yaqub Beg y Xinjiang fue reconquistado, y luego el sistema político de China propia se aplicó formalmente a Xinjiang. El kanato Kumul, que se incorporó al imperio Qing como vasallo después de ayudar a Qing a derrotar a los zúngaros en 1757, mantuvo su estatus después de que Xinjiang se convirtiera en una provincia hasta el final de la dinastía con la Revolución Xinhai hasta 1930. A principios del siglo XX, Gran Bretaña envió una fuerza de expedición al Tíbet y obligó a los tibetanos a firmar un tratado. El tribunal Qing respondió afirmando la soberanía china sobre el Tíbet, lo que resultó en la Convención anglo-china de 1906 firmada entre Gran Bretaña y China. Los británicos acordaron no anexar el territorio tibetano o interferir en la administración del Tíbet, mientras que China se comprometió a no permitir que ningún otro estado extranjero interfiera con el territorio o la administración interna del Tíbet. Además, al igual que Xinjiang, que se convirtió en una provincia anteriormente, el gobierno de Qing también convirtió a Manchuria en tres provincias a principios del siglo XX, oficialmente conocidas como las «Tres provincias del noreste», y estableció el puesto de virrey de las tres provincias del noreste para supervisar estas provincias, haciendo el número total de virreyes regionales a nueve.

## Fuerzas armadas

### Comienzos y desarrollo

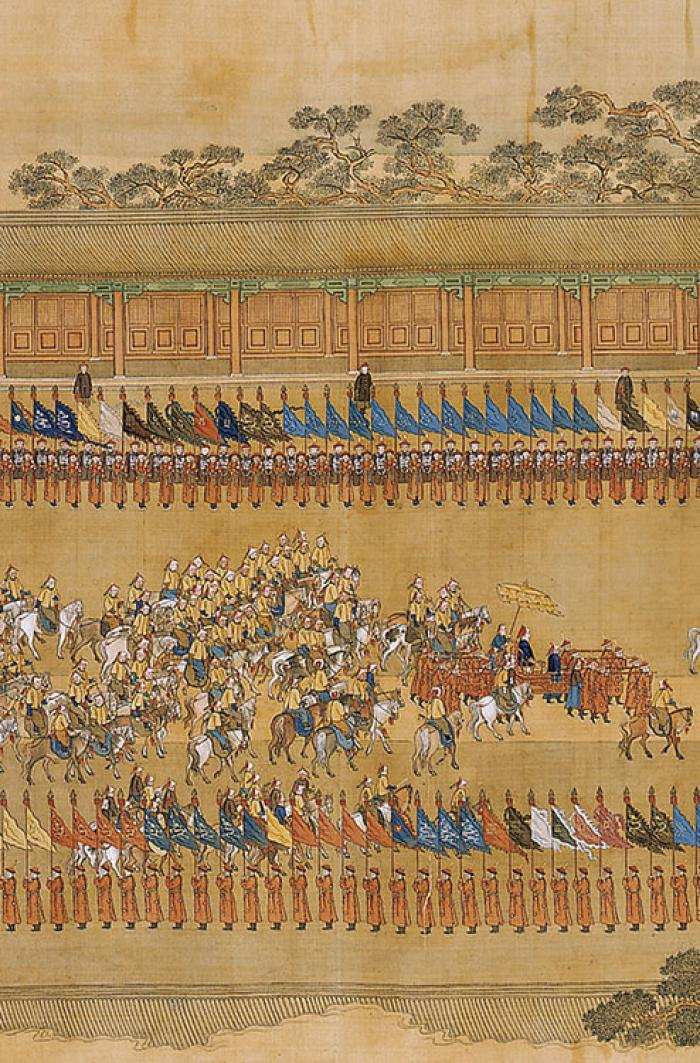
Inspección del sur del emperador Qianlong, Pergamino Doce: Regreso al Palacio (detalle), 1764-1770, por Xu Yang.

El primer ejército Qing se basó en las Ocho banderas desarrollados por primera vez por Nurhaci para organizar la sociedad yurchen más allá de las afiliaciones de pequeños clanes. Había ocho banderas en total, diferenciadas por color. Las banderas amarillas, amarillas y blancas con borde se conocían como las «Tres banderas superiores» y estaban bajo el mando directo del emperador. Solo los manchúes pertenecientes a las Tres banderas superiores y los chinos han seleccionados que habían aprobado el más alto nivel de exámenes marciales podían servir como guardaespaldas personales del emperador. Las banderas o estandartes restantes se conocían como las «Cinco banderas inferiores». Fueron comandados por príncipes hereditarios manchúes descendientes de la familia inmediata de Nurhaci, conocidos informalmente como los «príncipes de gorra de hierro». Juntos formaron el consejo gobernante de la nación manchú, así como el alto mando del ejército. El hijo de Nurhaci, Hong Taiji, expandió el sistema para incluir banderas de mongoles y han reflejadas. Después de capturar Pekín en 1644, los ejércitos de las banderas relativamente pequeños fueron aumentados aún más por el Ejército del estandarte verde, compuesto por las tropas Ming que se habían rendido a los Qing, que finalmente superaron en número a las tropas de banderas de tres a uno. Mantuvieron su organización de la era Ming y fueron dirigidos por una mezcla de oficiales de banderas y estandarte verde.

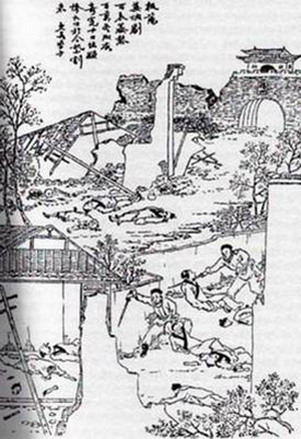
Un grabado en madera de finales de Qing que representa la masacre de Yangzhou de mayo de 1645. A fines del siglo, la masacre fue utilizada por revolucionarios anti-Qing para despertar el sentimiento antimanchú entre la población.

Los ejércitos estandartes se organizaron siguiendo líneas étnicas, a saber, manchúes y mongoles, pero incluían sirvientes no manchúes registrados bajo el hogar de sus amos manchúes. Los años previos a la conquista aumentaron el número de chinos han bajo el dominio manchú, lo que llevó a Hong Taiji a crear los Ocho banderas han, y alrededor del momento en que los Qing tomaron Pekín, sus números aumentaron rápidamente. Las banderas han mantuvieron un alto estatus y poder a principios del período Qing, especialmente inmediatamente después de la conquista durante el reinado de Shunzhi y Kangxi, donde dominaron el gobernador general y las gobernaciones en toda China a expensas de los civiles manchú de las banderas y los han. Los han también dominaron numéricamente los estandartes hasta mediados del siglo XVIII. Los visitantes europeos en Pekín los llamaron «chinos tartarizados» o «tártaros orientales».
El emperador Qianlong, preocupado por mantener la identidad manchú, volvió a enfatizar la etnia, ascendencia, idioma y cultura manchú en las Ocho banderas y comenzó una descarga masiva de banderas han de las Ocho banderas, ya sea pidiéndoles que renunciaran voluntariamente a estas o quitando sus nombres. Esto condujo a un cambio de la mayoría han a una mayoría manchú dentro del sistema de las banderas y las guarniciones anteriores de han en el sur de China, como en Fuzhou, Zhenjiang y Cantón, fueron reemplazadas por manchúes en la purga, que comenzó en 1754. La facturación por Qianlong impactó más fuertemente en las guarniciones de estandartes han estacionadas en las provincias, mientras que impactó menos a los abanderados Han en Pekín, dejando una mayor proporción de abanderados Han restantes en Pekín que las provincias. El estado de los estandartes han se redujo a partir de ese momento con banderas manchú ganando un estado más alto. Las banderas han contaban con el 75% en el reinado de Shunzhi en 1648, el 72% en el reinado de 1723 de Yongzheng, pero disminuyó al 43% en 1796 durante el primer año de reinado de Jiaqing, que fue después de la purga de Qianlong. La descarga masiva se conocía como la disolución de los estandartes han. Qianlong dirigió la mayor parte de su ira hacia aquellos han descendientes de desertores que se unieron al Qing después de que los Qing pasaron por la Gran Muralla en el paso Shanhai en 1644, considerando a sus antepasados como traidores al Ming y, por lo tanto, no confiables, al tiempo que retienen a los estandartes han que descendieron de desertores que se unieron a los Qing antes de 1644 en Liaodong y marcharon a través del paso de Shanhai, también conocidos como aquellos que "siguieron al Dragón a través del paso" (en chino tradicional, 從龍入關; pinyin, cong long ru guan).
Después de un siglo de paz, las tropas manchú perdieron su ventaja en la lucha. Antes de la conquista, el estandarte manchú había sido un ejército "ciudadano" cuyos miembros eran granjeros y pastores obligados a prestar servicio militar en tiempos de guerra. La decisión de convertir a las tropas de bandera en una fuerza profesional cuyas necesidades fueron cubiertas por el estado trajo riqueza, corrupción y declive como fuerza de combate. El Ejército del estandarte verde declinó de manera similar.

### Rebelión y modernización

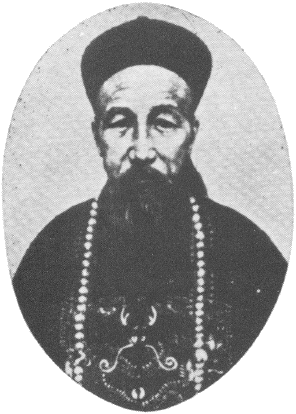
General Zeng Guofan

Al principio de la Rebelión de Taiping, las fuerzas Qing sufrieron una serie de desastrosas derrotas que culminaron con la pérdida de la ciudad capital regional de Nankín en 1853. Poco después, una fuerza expedicionaria de Taiping penetró hasta el norte de los suburbios de Tianjin, el corazón imperial. En su desesperación, el tribunal de Qing ordenó a un funcionario chino, Zeng Guofan, organizar milicias regionales y locales en un ejército de emergencia llamado tuanlian. La estrategia de Zeng Guofan era confiar en la nobleza local para crear un nuevo tipo de organización militar de las provincias que los rebeldes de Taiping amenazaban directamente. Esta nueva fuerza se conoció como el Ejército Xiang, llamado así por la región de Hunan donde se crio. El Ejército Xiang era un híbrido de milicia local y un ejército permanente. Recibió capacitación profesional, pero se pagó con fondos regionales y fondos que sus comandantes, en su mayoría miembros de la nobleza china, pudieron reunir. El Ejército Xiang y su sucesor, el Ejército Huai, creado por el colega y protegido de Zeng Guofan, Li Hongzhang, fueron llamados colectivamente «Yong Ying» (Campamento Valiente).

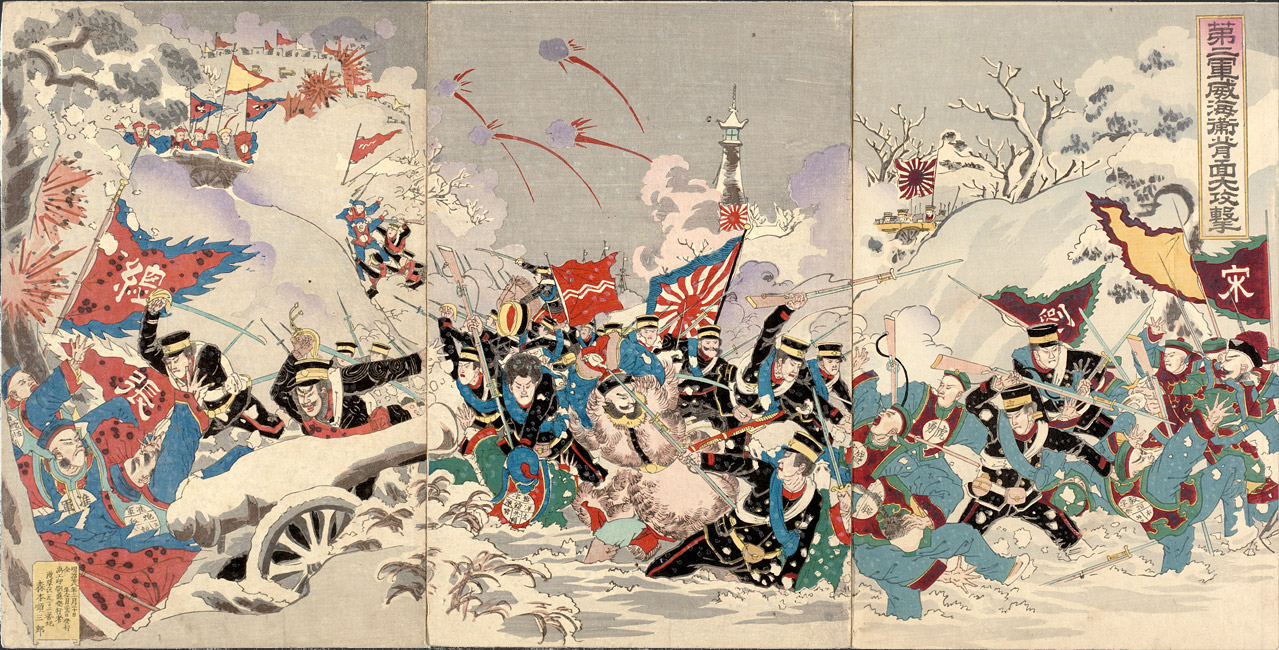
En 1894-1895, luchando por la influencia en Corea, las tropas japonesas derrotaron a las fuerzas Qing.

Zeng Guofan no tenía experiencia militar previa. Siendo un funcionario de educación clásica, tomó su plan para el Ejército Xiang del general Ming Qi Jiguang, quien, debido a la debilidad de las tropas regulares Ming, había decidido formar su propio ejército «privado» para repeler los ataques de piratas japoneses a mediados del siglo XVI. La doctrina de Qi Jiguang se basaba en las ideas neoconfucianas de vincular la lealtad de las tropas a sus superiores inmediatos y también a las regiones en las que se criaron. La intención original de Zeng Guofan para el Ejército Xiang era simplemente erradicar a los rebeldes de Taiping. Sin embargo, el éxito del sistema Yongying llevó a que se convirtiera en una fuerza regional permanente dentro del ejército Qing, lo que a la larga creó problemas para el asediado gobierno central.
Primero, el sistema Yongying marcó el fin del dominio manchú en el establecimiento militar Qing. Aunque los ejércitos de las banderas y del estandarte verde persistieron como una fuga de recursos, en adelante el cuerpo de Yongying se convirtió en las tropas de primera línea de facto del gobierno Qing. En segundo lugar, el cuerpo de Yongying se financió a través de arcas provinciales y fue dirigido por comandantes regionales, lo que debilitó el control del gobierno central sobre todo el país. Finalmente, la naturaleza de la estructura de comando de Yongying fomentó el nepotismo y el amiguismo entre sus comandantes, quienes sembraron las semillas del caudillismo regional en la primera mitad del siglo XX.

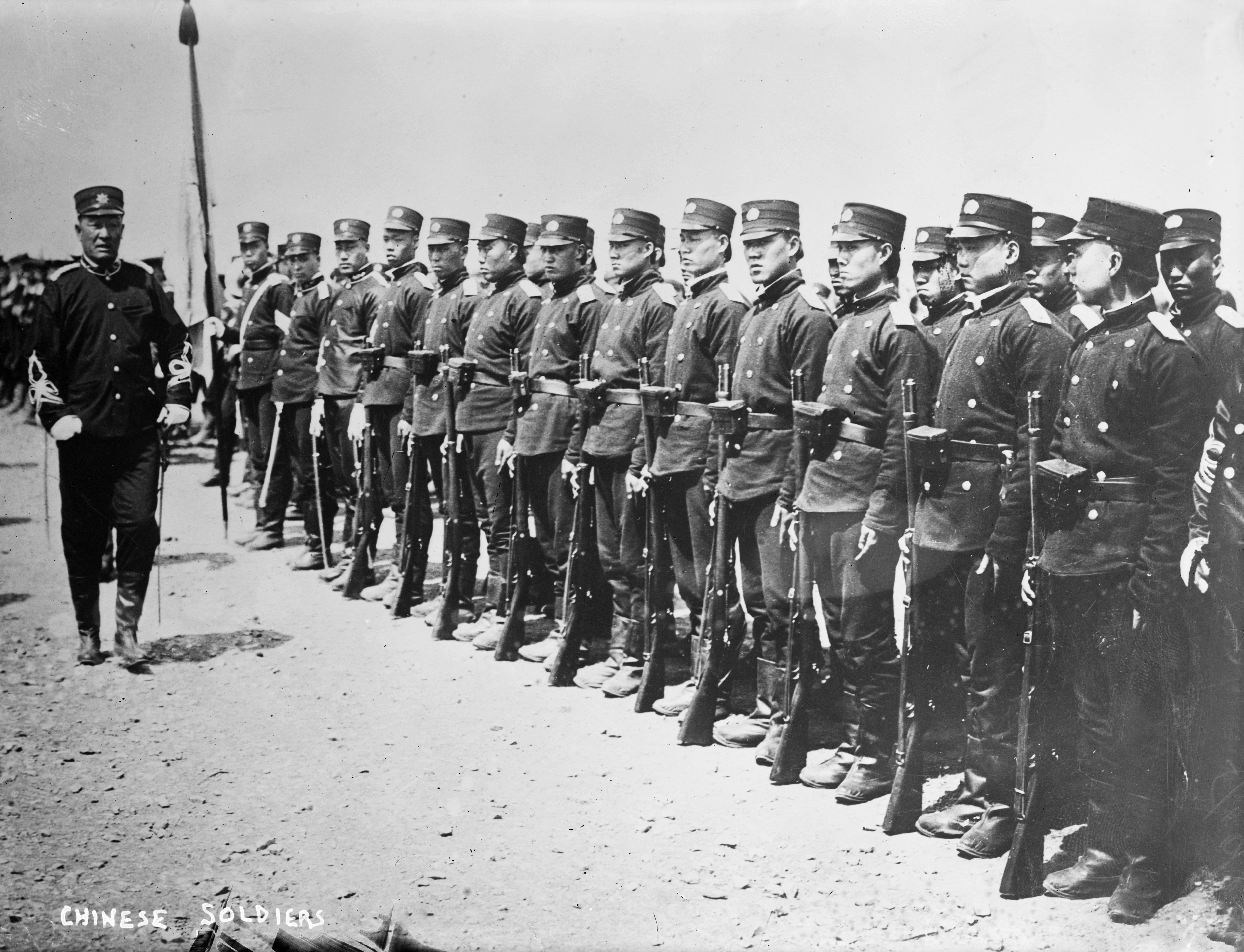
El Nuevo Ejército de Qing.

A finales del siglo XIX, los elementos más conservadores dentro de la corte Qing ya no podían ignorar la debilidad militar de China. En 1860, durante la segunda guerra del Opio, la capital, Pekín, fue capturada y el Palacio de Verano saqueado por una fuerza de coalición anglo-francesa relativamente pequeña, de 25 000. El advenimiento del armamento moderno resultante de la Revolución industrial europea había dejado obsoletos al ejército y la armada tradicionalmente entrenados y equipados de China. Los intentos del gobierno de modernizarse durante el Movimiento de autofortalecimiento fueron inicialmente exitosos, pero arrojaron pocos resultados duraderos debido a la falta de fondos del gobierno central, la falta de voluntad política y la falta de voluntad para apartarse de la tradición.
Perder la primera guerra sino-japonesa de 1894-1895 fue un hito. Japón, un país considerado por los chinos como poco más que una nación advenediza de piratas, aniquiló la modernizada flota de Beiyang del gobierno Qing, y luego se consideró la fuerza naval más fuerte de Asia. La victoria japonesa se produjo apenas tres décadas después de que la Restauración Meiji pusiera en marcha un Japón feudal para emular a las naciones occidentales en sus logros económicos y tecnológicos. Finalmente, en diciembre de 1894, el gobierno de Qing tomó medidas concretas para reformar las instituciones militares y volver a entrenar a las unidades seleccionadas en ejercicios, tácticas y armamento occidentalizados. Estas unidades se llamaron colectivamente el Nuevo Ejército. El más exitoso de ellos fue el Ejército de Beiyang bajo la supervisión y el control general de un excomandante del Ejército de Huai, el general Yuan Shikai, quien utilizó su posición para construir redes de oficiales leales y finalmente convertirse en Presidente de la República de China.

## Población
El imperio Qing fue una de las más grandes y diversas de la historia de China. El imperio Qing abarcó una vasta extensión de territorio que incluía a diferentes grupos étnicos, culturales y religiosos. Según los censos realizados por el gobierno Qing, la población del imperio varió desde unos 150 millones de habitantes en el año 1680 hasta unos 430 millones en el año 1850, lo que representaba el 36% de la población mundial de ese entonces. Sin embargo, la población del imperio Qing sufrió una gran caída durante el siglo XIX, debido a las guerras, las rebeliones, las hambrunas, las epidemias y las invasiones extranjeras. Se estima que la población del imperio Qing se redujo a unos 350 millones de habitantes en el año 1900.
Los principales grupos étnicos que formaban parte del imperio Qing eran los manchúes, los chinos han, los mongoles, los tibetanos, los uigures, los miao, los zhuang y otros. Cada grupo étnico tenía su propia cultura, idioma, religión y forma de vida. El gobierno Qing adoptó una política de asimilación cultural para algunos grupos étnicos, como los chinos han y los mongoles, pero también respetó la diversidad y la autonomía de otros grupos étnicos, como los tibetanos y los uigures. El gobierno Qing también promovió el intercambio y la integración entre los diferentes grupos étnicos a través de la educación, el comercio, el matrimonio y la migración.
Los manchúes eran una minoría en el imperio Qing, que representaban menos del 2% de la población total. Sin embargo, tenían un estatus privilegiado y ocupaban los puestos más altos del gobierno, el ejército y la aristocracia. Los manchúes se organizaban en ocho banderas, que eran unidades militares y administrativas que también incluían a mongoles, chinos han y otros grupos étnicos leales a los Qing.
Los chinos han eran la mayoría étnica en el imperio Qing, que constituían alrededor del 80% de la población total. Los chinos han se dividían en dos categorías: los abanderados, que eran chinos han que se habían alistado en las banderas manchúes o mongolas y que gozaban de ciertos beneficios; y los civiles comunes, que eran chinos han que vivían bajo el sistema tradicional chino de nobles, campesinos, artesanos y comerciantes.
Los mongoles eran otro grupo étnico importante en el imperio Qing, que representaban alrededor del 10% de la población total. Los mongoles se habían sometido a los manchúes desde el siglo XVII y formaban parte de las banderas mongolas. Los mongoles se distribuían en diferentes regiones, como Mongolia Exterior, Mongolia Interior, Tíbet y Sinkiang. Los mongoles practicaban el budismo tibetano o lamaísmo, que era la religión oficial del imperio Qing.
Los tibetanos eran otro grupo étnico relevante en el imperio Qing, que representaban alrededor del 3% de la población total. Los tibetanos se habían aliado con los manchúes desde el siglo XVIII y formaban parte de las banderas tibetanas. Los tibetanos vivían principalmente en el Tíbet y sus regiones vecinas. Los tibetanos también practicaban el budismo tibetano o lamaísmo y tenían una fuerte influencia religiosa y cultural sobre otros grupos étnicos.
Los uigures eran otro grupo étnico significativo en el imperio Qing, que representaban alrededor del 2% de la población total. Los uigures vivían principalmente en Sinkiang o Xinjiang, una región al noroeste de China. Los uigures eran musulmanes suníes y hablaban un idioma turco. Los uigures tenían una historia de resistencia contra el dominio chino y manchú.
Los miao eran otro grupo étnico notable en el imperio Qing, que representaban alrededor del 1% de la población total. Los miao vivían principalmente en las regiones montañosas del sur de China. Los miao eran un grupo étnico muy diverso, que incluía a varios subgrupos con diferentes culturas, idiomas y religiones. Los miao también tenían una historia de rebelión contra el gobierno Qing.
Los zhuang eran otro grupo étnico destacado en el imperio Qing, que representaban alrededor del 1% de la población total. Los zhuang vivían principalmente en la región de Guangxi, al sur de China. Los zhuang eran un grupo étnico relacionado con los tai, que hablaban un idioma tai-kadai. Los zhuang practicaban una mezcla de budismo, taoísmo y animismo.
Además de estos grupos étnicos, el imperio Qing también albergaba a otros grupos étnicos minoritarios, como los coreanos, los vietnamitas, los hakka, los hui, los naxi, los yi, los dong, los tujia y otros. Estos grupos étnicos contribuyeron a la riqueza y la complejidad de la cultura y la sociedad del imperio Qing.

## Sociedad
Los hechos más significativos de la historia temprana y mediana de la sociedad en los tiempos de Qing fue el crecimiento de la población, la densidad de población y la movilidad. La población en 1700, según estimaciones ampliamente aceptadas, era de aproximadamente 150 millones, aproximadamente lo que había sido a fines del Ming un siglo antes, luego se duplicó durante el próximo siglo y alcanzó una altura de 450 millones en la víspera de la Rebelión de Taiping en 1850.

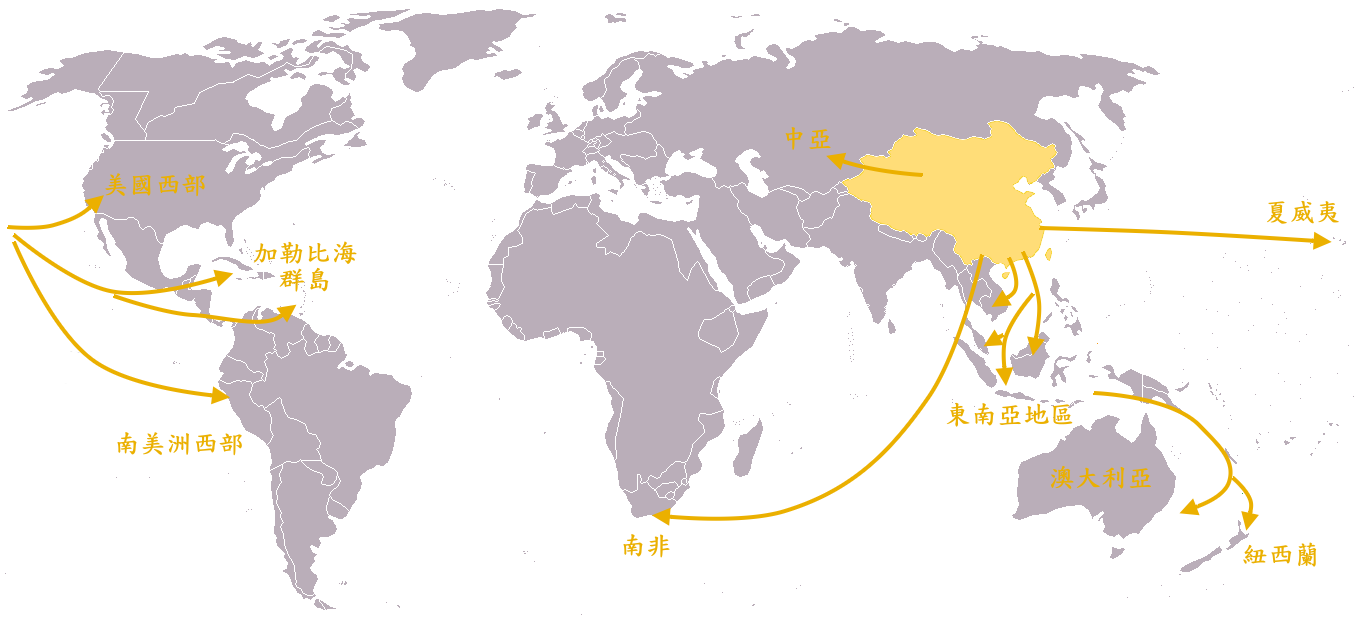
Hoja de ruta mundial para la inmigración china del siglo al.

Una razón para este crecimiento fue la propagación de los cultivos del Nuevo Mundo como el cacahuete, la batata y la patata, que ayudaron a mantener a la gente durante la escasez de cosecha para cultivos como el arroz o el trigo. Estos cultivos se podían cultivar en condiciones más duras y, por lo tanto, también eran más baratos, lo que los convirtió en productos básicos para los agricultores más pobres, disminuyendo el número de muertes por desnutrición. Enfermedades como la viruela, generalizadas en el siglo XVII, fueron controladas por un aumento de las inoculaciones. Además, las muertes infantiles también disminuyeron en gran medida debido a las mejoras en las técnicas de parto y el cuidado infantil realizado por médicos y parteras y a través de un aumento en los libros de medicina disponibles para el público. Las campañas gubernamentales disminuyeron la incidencia de infanticidio. A diferencia de Europa, donde el crecimiento de la población en este período fue mayor en las ciudades, en China el crecimiento en las ciudades y el bajo Yangzi fue bajo. El mayor crecimiento se produjo en las tierras fronterizas y las tierras altas, donde los agricultores podían limpiar grandes extensiones de marismas y bosques.
La población también era notablemente móvil, quizás más que nunca en la historia de China. De hecho, el gobierno Qing hizo mucho más para alentar la movilidad que para desalentarla. Millones de chinos han emigraron a Yunnan y Guizhou en el siglo XVIII, y también a Taiwán. Después de las conquistas de las décadas de 1750 y 1760, la corte organizó colonias agrícolas en Xinjiang. La migración podría ser permanente, para el reasentamiento, o los migrantes (al menos en teoría) podrían considerar la mudanza como una estancia temporal. Este último incluía una fuerza laboral cada vez más grande y móvil. Los grupos de comerciantes de origen local también se movían libremente. Esta movilidad también incluyó el movimiento organizado de sujetos Qing en el extranjero, en gran parte hacia el sudeste asiático, en busca de comercio y otras oportunidades económicas.

### Estatus social

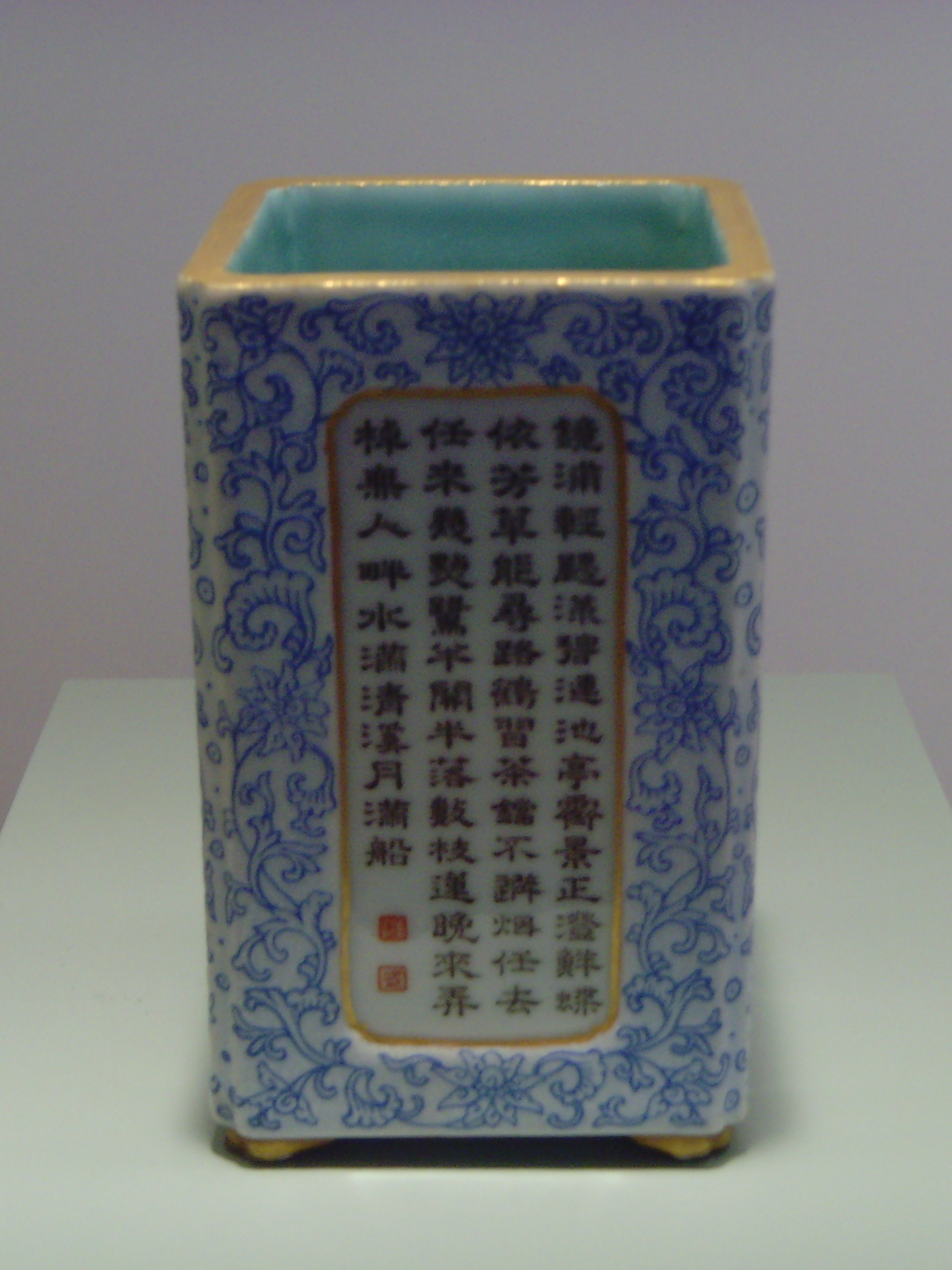
Contenedor de cepillos de la era Qing.

Según el estatuto, la sociedad Qing estaba dividida en propiedades relativamente cerradas, de las cuales en términos más generales había cinco. Además de las propiedades de los funcionarios, la aristocracia comparativamente minúscula y los literatos titulados, también existía una división importante entre los chinos comunes entre plebeyos y personas con un estatus inferior. Se dividieron en dos categorías: una de ellas, los «buenos» plebeyos, la otra «malas» personas que fueron vistas como degradadas y serviles. La mayoría de la población pertenecía a la primera categoría y se describió como liangmin, un término legal que significa «buena gente», en oposición a jianmin que significa la «gente mala» (o ignorable). La ley Qing declaró explícitamente que los cuatro grupos ocupacionales tradicionales de eruditos, granjeros, artesanos y comerciantes eran buenos o tenían estatus de plebeyos. Por otro lado, los esclavos o esclavos, los artistas (incluidas las prostitutas y los actores), los delincuentes tatuados y los empleados de bajo nivel de los funcionarios del gobierno eran las personas malas. Estas fueron consideradas legalmente inferiores a los plebeyos y sufrieron tratamientos desiguales, se les prohibió tomar el examen imperial. Además, a esas personas generalmente no se les permitía casarse con plebeyos libres e incluso a menudo se les exigía que reconocieran su humillación en la sociedad a través de acciones como inclinarse. Sin embargo, a lo largo de la dinastía Qing, el emperador y su corte, así como la burocracia, trabajaron para reducir las distinciones entre los degradados y los libres, pero no lograron completamente, incluso al final de su era, fusionar las dos clasificaciones.

#### Alta burguesía Qing
Aunque no había habido una poderosa aristocracia hereditaria desde la dinastía Song, la nobleza (shenshi), al igual que sus contrapartes británicas, disfrutaba de privilegios imperiales y manejaba los asuntos locales. El estado de este funcionario académico se definió aprobando al menos el primer nivel de los exámenes del servicio civil y obteniendo un título, lo que lo calificó para ocupar el cargo imperial, aunque en realidad no podría hacerlo. El miembro de la nobleza legalmente podría usar túnicas de nobleza y podría hablar con otros funcionarios como iguales. Los funcionarios que habían servido por uno o dos períodos podrían retirarse para disfrutar de la gloria de su estatus. Informalmente, la nobleza presidía la sociedad local y podía usar sus conexiones para influir en el magistrado, adquirir tierras y mantener grandes hogares. La nobleza, por lo tanto, incluía no solo a los varones con títulos sino también a sus esposas, descendientes, algunos de sus parientes.
La nobleza Qing se definió tanto por su refinado estilo de vida como por su estatus legal. Vivieron vidas más refinadas y cómodas que los plebeyos y utilizaron sillas de manos para viajar a una distancia considerable. Por lo general, sabían leer y escribir y a menudo mostraban su aprendizaje. Comúnmente coleccionaban objetos como piedras de eruditos, porcelana o piezas de arte por su belleza, lo que los alejaba de los plebeyos menos cultivados.

### Roles de género

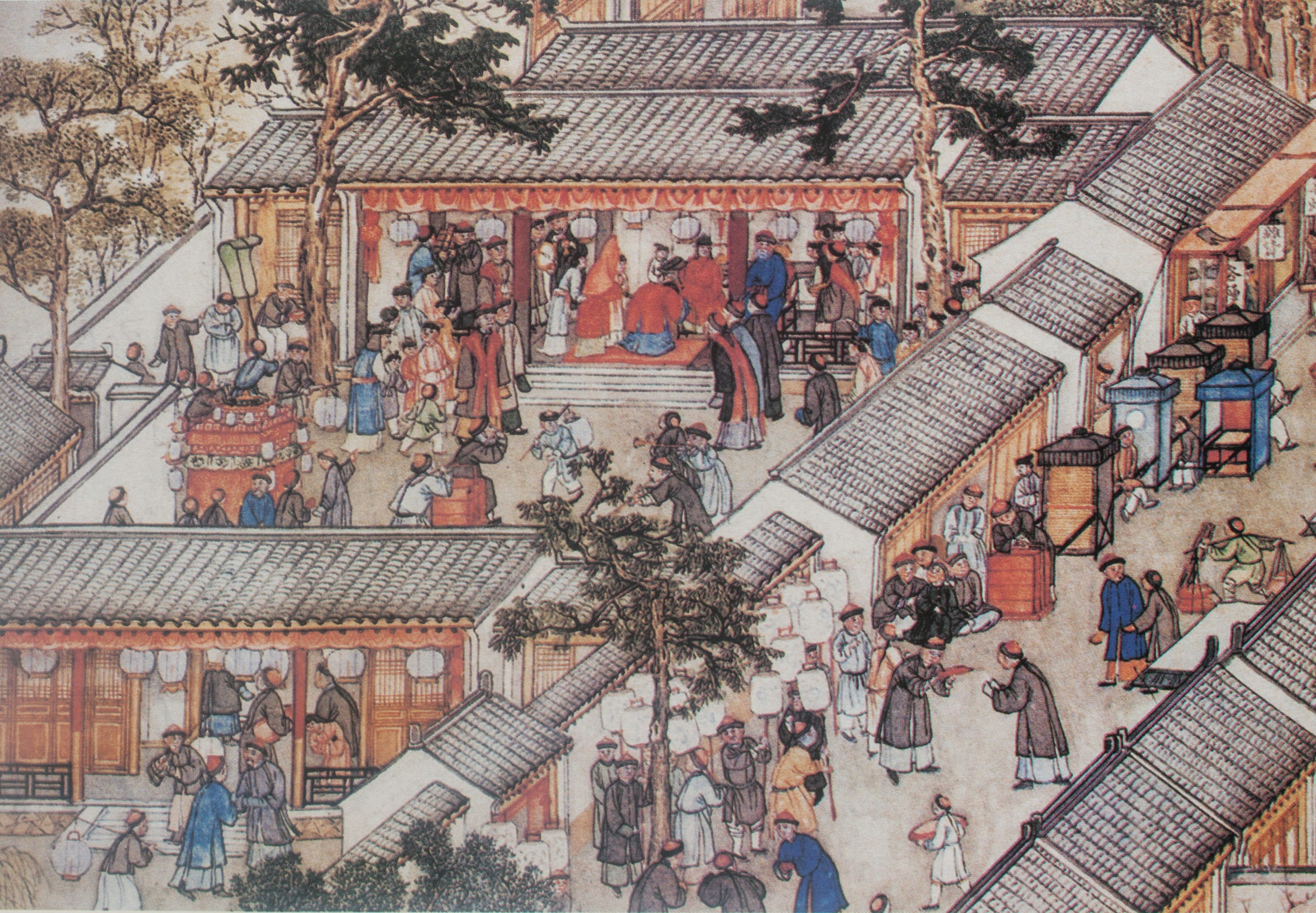
Ceremonia matrimonial, Próspero Suzhou, por Xu Yang, 1759.

En la sociedad Qing, las mujeres no disfrutaban de los mismos derechos que los hombres. El sistema moral confuciano, que fue construido por los hombres y, por lo tanto, lo favoreció, restringió sus derechos, y a menudo eran vistos como un tipo de «mercancía» que su familia podía intercambiar. Una vez que una mujer se casaba se convertía esencialmente en propiedad de la familia de su esposo, y no podía divorciarse de él, excepto en circunstancias muy específicas, como un daño físico grave o un intento de venderla para prostituirla. Los hombres, por otro lado, podrían divorciarse de sus esposas por asuntos triviales como una locuacidad excesiva. Además, las mujeres eran extremadamente restringidas en la propiedad y la herencia y estaban esencialmente confinadas a sus hogares y despojadas de la interacción social y la movilidad. Las madres a menudo vendaban los pies de sus hijas pequeñas, una práctica que se consideraba un estándar de belleza femenina y una necesidad de casarse, pero también era una forma de restringir el movimiento físico de una mujer en la sociedad.

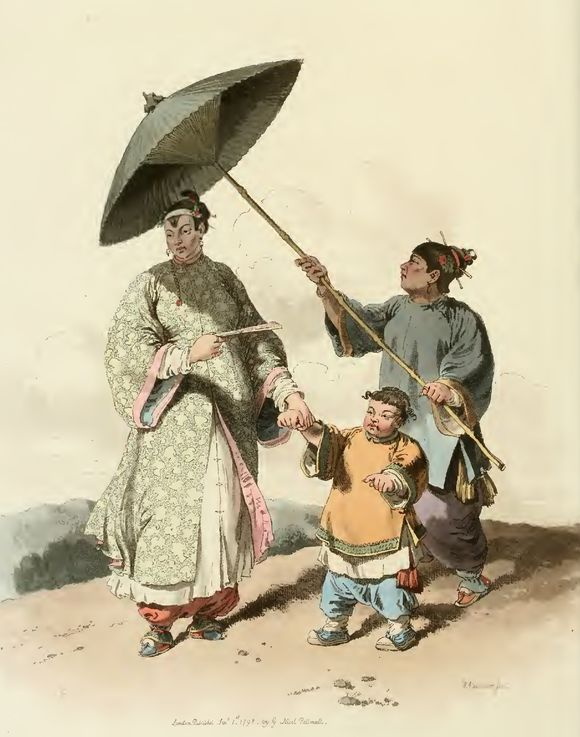
Mujeres chinas y un niño durante el período del emperador Qianlong.

A principios de Qing, la cultura cortesana idealizada, que había sido mucho más popular a finales del Ming entre los hombres que habían buscado un modelo de refinamiento y alfabetización que faltaba en sus parejas matrimoniales, había desaparecido en su mayoría. Tal disminución fue el resultado de la defensa reforzada por los Qing de los valores fundamentales de la familia confuciana, así como un intento de detener la revolución cultural que estaba sucediendo en ese momento. El tribunal comenzó a centrarse fuertemente sobre prácticas como la prostitución, la pornografía, la violación y la homosexualidad. Sin embargo, para la época del emperador Qianlong, los barrios rojos se habían convertido una vez más en capitales de cortesía de buen gusto y tendencia. En ciudades portuarias económicamente diversas como Tianjin, Chongqing y Hankou, el comercio sexual se convirtió en un gran negocio, que ayudó a suministrar una fina jerarquía de prostitutas a todas las clases de hombres. Shanghái, que había crecido rápidamente a finales del siglo XIX, se convirtió en una ciudad donde las prostitutas de diferentes rangos a quienes los clientes masculinos adulaban y cotilleaban, a medida que algunas eran reconocidas como entidades nacionales de feminidad.
Otro fenómeno creciente, especialmente durante el siglo XVIII, fue el culto a la castidad de las viudas. El hecho de que muchas mujeres jóvenes se comprometieran durante la adolescencia temprana junto con la alta tasa de mortalidad temprana resultó en un número significativo de viudas jóvenes. Esto resultó en un problema, ya que la mayoría de las mujeres ya se habían mudado a la casa de su esposo y, a la muerte de su esposo, se convirtió esencialmente en una carga que nunca podría cumplir con su deber original de producir un heredero varón. La castidad de las viudas comenzó a verse como una forma de filialidad devota para otras relaciones, incluida la lealtad al emperador, que resultó en el intento de la corte Qing de recompensar a aquellas familias que se resistieron a vender a sus nueras innecesarias para subrayar la virtud de esas mujeres. Sin embargo, este sistema comenzó a declinar cuando las familias que intentaron «abusar» del sistema aparecieron por competencia social y las autoridades especularon que algunas familias obligaron a sus jóvenes viudas a suicidarse en el momento de la muerte de su esposo para obtener más honores. Tal corrupción mostró una falta de respeto por la vida humana, y por lo tanto fue desaprobada por los funcionarios que luego eligieron recompensar a las familias con menos moderación.
Una de las razones principales para un cambio en los roles de género fue la incidencia sin precedentes de hombres que abandonaron sus hogares para viajar, lo que a su vez les dio a las mujeres más libertad para actuar. Las esposas de tales hombres a menudo se convirtieron en las que dirigían el hogar, especialmente en asuntos financieros. Las mujeres de élite también comenzaron a perseguir diferentes actividades de moda, como escribir poesía, y apareció un nuevo frenesí de sociabilidad femenina. Las mujeres comenzaron a abandonar sus hogares para asistir a espectáculos locales de ópera y festivales de templos y algunas incluso comenzaron a formar pequeñas sociedades para visitar famosos lugares sagrados con otras mujeres inquietas, lo que ayudó a dar forma a una nueva visión de las normas sociales convencionales sobre cómo deberían comportarse las mujeres.

### Familia y parentesco
El parentesco patrilineal tenía un poder convincente social y culturalmente; linajes locales se convirtieron en los bloques de construcción de la sociedad. El éxito o el fracaso de una persona dependía, creía la gente, de la guía de un padre, de donde también creció el éxito y la prosperidad de la familia. La estructura de parentesco de patrilinaje, es decir, el descenso a través de la línea masculina, a menudo se tradujo como «clan» en estudios anteriores. Por los Qing, el patrilinaje se había convertido en el principal dispositivo organizativo de la sociedad. Este cambio comenzó durante la dinastía Song cuando el examen del servicio civil se convirtió en un medio para ganar estatus frente a nobleza y herencia de estatus. Las familias de élite comenzaron a cambiar sus prácticas matrimoniales, identidad y lealtad. En lugar de casarse dentro de las élites aristocráticas del mismo estatus social, tendieron a formar alianzas matrimoniales con familias cercanas de igual o mayor riqueza, y establecieron los intereses de la gente local como lo más importante, lo que ayudó a formar pueblos casados. La ideología neoconfuciana, el pensamiento particular de Cheng-Zhu adoptado por los Qing, puso énfasis en las familias patrilineales y la genealogía en la sociedad. Los emperadores exhortaron a las familias a compilar genealogías para fortalecer la sociedad local.
Los mongoles internos y los khalkha mongoles en Qing rara vez conocían a sus antepasados más allá de cuatro generaciones y la sociedad tribal mongol no estaba organizada entre clanes patrilineales, al contrario de lo que comúnmente se pensaba, sino que incluía personas no relacionadas en la unidad base de la organización. Los Qing intentaron, pero no lograron, promover la ideología china neoconfuciana de organizar la sociedad a lo largo de clanes patrimoniales entre los mongoles.
Los linajes Qing afirmaron estar basados en el descenso biológico, pero a menudo fueron diseñados a propósito. Cuando un miembro de un linaje se hizo cargo o se hizo rico, podría mirar hacia atrás para identificar a un «antepasado fundador», a veces utilizando una considerable creatividad para seleccionar una figura local de prestigio. Una vez que esa persona había sido elegida, se asignó un carácter chino para ser utilizado en el nombre de cada hombre en cada generación siguiente. Se compiló una genealogía escrita para registrar la historia del linaje, biografías de ancestros respetados, una tabla de todos los miembros de la familia de cada generación, reglas para que los miembros sigan y, a menudo, copias de los contratos de propiedad colectiva. Por último, se construyó una sala ancestral para servir como sede del linaje y lugar de sacrificio ancestral anual. Tal culto tenía la intención de asegurar que los antepasados permanecieran contentos y espíritus benevolentes (shen) que vigilarían y protegerían a la familia. Los observadores posteriores sintieron que el culto ancestral se centró en la familia y el linaje, en lugar de en asuntos más públicos, como la comunidad y la nación.

### Religión

#### Catolicismo
Los misioneros católicos, en su mayoría jesuitas, habían llegado a la dinastía Ming. Para 1701 había 117 misioneros católicos, y como máximo 300 000 conversos de cientos de millones. Hubo muchas persecuciones y reveses en el siglo XVIII y en 1800 había poca ayuda de los principales partidarios en Francia, España y Portugal. El impacto en la sociedad china fue difícil de ver, aparte de algunas contribuciones a las matemáticas, la astronomía y el calendario. En la década de 1840, China se estaba convirtiendo nuevamente en un importante destino para los misioneros protestantes y católicos de Europa y los Estados Unidos. Se encontraron con una oposición significativa de las élites locales, que estaban comprometidas con el confucianismo y resentían los sistemas éticos occidentales. Los misioneros a menudo eran vistos como parte del imperialismo occidental. La nobleza educada temía por su propio poder. Los mandarines afirman que el poder reside en el conocimiento de los clásicos chinos: todos los funcionarios del gobierno tuvieron que pasar pruebas extremadamente difíciles sobre el confucianismo. La élite actualmente en el poder temía que esto pudiera ser reemplazado por la Biblia, el entrenamiento científico y la educación occidental. De hecho, el sistema de examen fue abolido a principios del siglo XX por los reformadores que admiraban los modelos occidentales de modernización. Según Paul Cohen, de 1860 a 1900:

El número de casos que se resolvieron localmente probablemente llegó a miles [...] [Incidentes incluidos] la quema de iglesias, la destrucción de casas misioneras y convertidas, el asesinato y lesiones de cristianos tanto chinos como extranjeros.
Paul Cohen

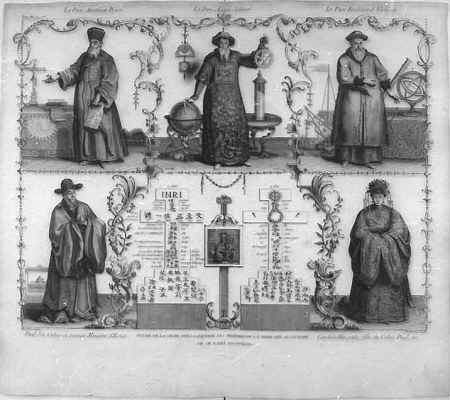
Jesuitas occidentales en China.

Los misioneros católicos en el siglo XIX llegaron principalmente de Francia. Si bien llegaron un poco más tarde que los protestantes, sus congregaciones crecieron a un ritmo más rápido. Para 1900 había alrededor de 1400 sacerdotes y monjas católicas en China que servían a casi un millón de católicos. Más de 3000 misioneros protestantes estuvieron activos entre los 250 000 cristianos en China. Los misioneros, como todos los extranjeros, disfrutaban de derechos legales extraterritoriales. El objetivo principal eran las conversiones, pero hicieron relativamente pocas. Tuvieron mucho más éxito en la creación de escuelas, así como hospitales y dispensarios. Por lo general, evitaban la política china, pero se oponían al vendado de pies y al opio. Los gobiernos occidentales podían protegerlos en los puertos del tratado, pero fuera de esas áreas limitadas estaban a merced de los funcionarios del gobierno local y las amenazas eran comunes. Las élites chinas a menudo asociaron la actividad misionera con la explotación imperialista de China y con la promoción de «nuevas tecnologías e ideas que amenazaban sus posiciones». El historiador John K. Fairbank dice: «Para la mayoría de los chinos, los misioneros cristianos parecen ser el brazo ideológico de la agresión extranjera... Para los eruditos académicos, los misioneros eran subversivos extranjeros, cuya conducta y enseñanzas inmorales estaban respaldadas por barcos de guerra. Los patriotas conservadores odiaban y temía a estos alienígenas, intrusos». Los misioneros y sus conversos fueron un objetivo principal de ataque y asesinato de los bóxers en 1900.
Las misiones médicas en China a fines del siglo XIX sentaron las bases de la medicina moderna en China. Los misioneros médicos occidentales establecieron las primeras clínicas y hospitales modernos, brindaron la primera capacitación para enfermeras y abrieron las primeras escuelas de medicina en China. Para 1901, China era el destino más popular para los médicos misioneros. Los 150 médicos extranjeros operaron en 128 hospitales y 245 dispensarios, atendiendo a 1,7 millones de pacientes. En 1894, los misioneros médicos varones constituían el 14 por ciento de todos los misioneros; las doctoras eran el cuatro por ciento. La educación médica moderna en China comenzó a principios del siglo XX en hospitales administrados por misioneros internacionales. Comenzaron a establecer escuelas de formación de enfermeras en China a fines de la década de 1880, pero las tradiciones locales rechazaron la enfermería de hombres enfermos por enfermeras, por lo que el número de estudiantes chinos fue pequeño hasta que la práctica se aceptó en la década de 1930. También hubo un nivel de desconfianza por parte de los misioneros evangélicos tradicionales que pensaban que los hospitales estaban desviando los recursos necesarios lejos del objetivo principal de las conversiones.

#### Protestantismo

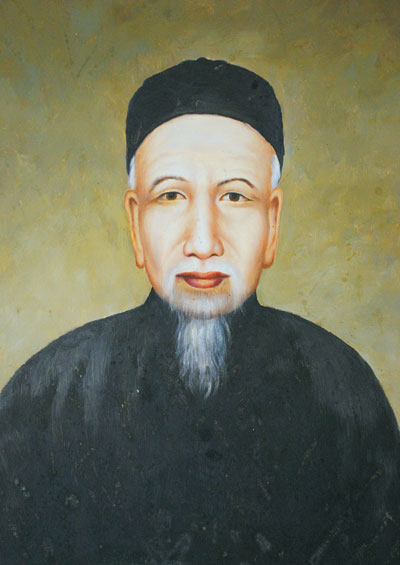
Liang Fa (1789-1855), el segundo converso protestante chino y el primer ministro y evangelista protestante chino.

Nombrado por la Sociedad Misionera de Londres (LMS), Robert Morrison (1782-1834) es el misionero protestante pionero en China. Antes de su partida el 31 de enero de 1807, recibió el entrenamiento misionero impartido por David Bogue (1750-1825) en la Academia Gosport. La estrategia misionera de Bogue comprendió tres pasos: dominar el idioma nativo después de llegar al lugar de la misión, priorizar la traducción y publicación de la Biblia sobre todo, y establecer un seminario local para preparar a los cristianos nativos. A su llegada a Cantón el 6 de septiembre de 1807, Morrison siguió las instrucciones de Bogue, procediendo con el trabajo de traducción y publicación de la Biblia después de aprender el idioma chino. Morrison, asistido por William Milne (1785-1822) que fue enviado por el LMS, terminó la traducción de toda la Biblia en 1819. Mientras tanto, fundaron el primer seminario protestante asiático (Colegio anglo-chino) en Malacca en 1818, que adoptó el currículo de Gosport. Después, Liang Afa (1789-1855), el converso chino entrenado por Morrison, tuvo éxito y ramificó la misión de evangelización en el interior de China. En retrospectiva, la estrategia de tres partes de Bogue se implementó a través de la misión de Morrison y Milne a China.
Las dos Guerras del Opio (1839-1860) marcaron la línea divisoria de la misión cristiana protestante en China. De 1724 a 1858, fue el período de proscripción. En 1724, el emperador Yongzheng (1678-1735) anunció que el cristianismo era una «enseñanza heterodoxa» y, por lo tanto, proscribió. En 1811, las actividades religiosas cristianas fueron criminalizadas por el emperador Jiaqing (1760-1820). En ese contexto, Morrison llegó al Cantón en China, experimentó no solo la dificultad de continuar la obra misional, sino también el alto costo de la vida. Mientras tanto, para mantenerse y asegurar su residencia legal en Cantón, Morrison obtuvo la aprobación del LMS y, por lo tanto, aceptó el empleo de East India Company y trabajó como traductor desde 1809. Sin embargo, su decisión no fue impugnada. En 1823, un joven misionero recién llegado descubrió que no podía cumplir con la práctica de Morrison de aceptar el salario de una compañía que obtuvo ganancias del comercio de opio. Denunció que el comercio de opio contradecía la moralidad del cristianismo. Según los estudios de Platt sobre los registros existentes, aparte de este caso excepcional, ni Morrison ni los extranjeros que se beneficiaron de la venta de opio mencionaron nada, sino términos financieros.
Después de las Guerras del Opio, surgió un nuevo orden mundial entre la China de Qing y los estados occidentales. Tras el Tratado de Nankín firmado en 1842, el tratado estadounidense y el tratado francés firmados en 1844, y el Tratado de Tianjin firmado en 1858, el cristianismo se distinguió de las otras religiones locales y estaba protegido por los tratados. Posteriormente, los cultos populares chinos, como el Loto Blanco y el Octavo Trigrama, a veces se unieron al cristianismo. Mientras tanto, el levantamiento de la proscripción hizo espacio para la aparición del Movimiento Taiping de inspiración cristiana en el delta del río Yangtze. Según Reilly, la Biblia china traducida por Morrison, así como el panfleto evangelístico de Liang Afa, impactaron significativamente la formación del movimiento Taiping y sus pensamientos religiosos.
Al comienzo del siglo XX, junto con el intento de los estados occidentales de justificar sus invasiones militares y sus saqueos, las publicaciones misioneras sirvieron como un medio para dar forma a la narrativa prevaleciente del levantamiento de los Bóxers que «continúa circulando en el presente». El levantamiento ocurrió en 1900, en el que los chinos en el norte de China asaltaron ciertas áreas a las que se les prohibió ingresar, como las estaciones misioneras y el barrio de las Delegaciones en Pekín. En 1901, poco después de la represión del levantamiento, se publicó una pila de relatos misioneros protestantes, iniciados por Arthur Smith (1845-1932). El discurso misionero reitera el «antiextranjerismo chin» o sustentado por el gobierno Qing, por un lado; por otro lado, destaca los sacrificios de los misioneros por la preservación de la religión cristiana al enfrentar la «barbarie pagana». Según Hevia, a pesar de que las declaraciones contradictorias e inconsistentes dadas por los testigos dejan la verdad para ser cuestionada, estos trabajos ayudan a que la represalia militar occidental en respuesta a la «brutalidad china» sea razonable. La creación y circulación continua de tales narrativas y recuerdos, por lo tanto, solidificó las imágenes del «salvajismo chino» y los estados occidentales victimizados y heroificados.

## Economía

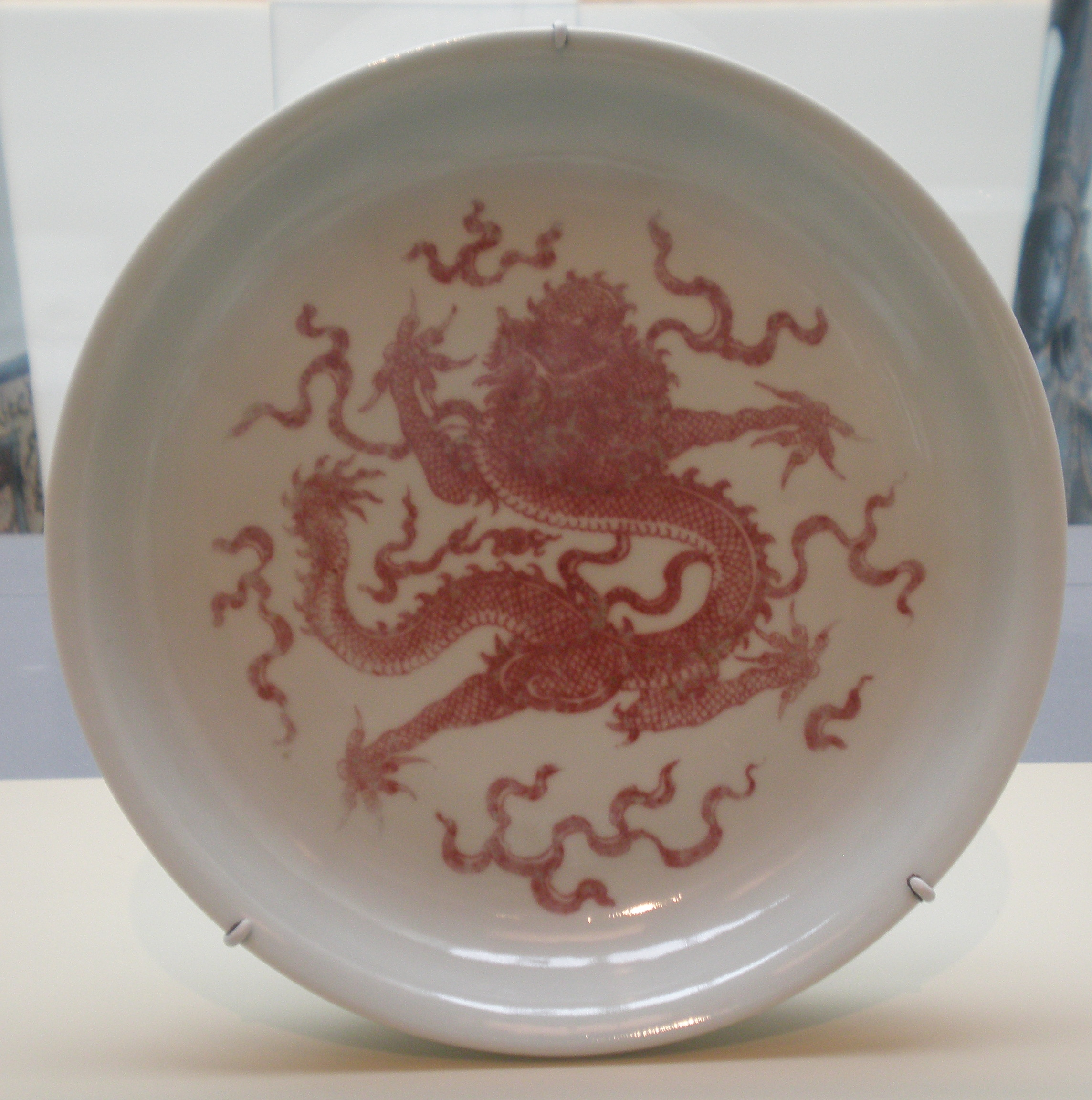
Porcelana de la dinastía Qing.

A fines del siglo XVII, la economía china se había recuperado de la devastación causada por las guerras en las que la dinastía Ming fue derrocada y el consiguiente desmoronamiento del orden. En el siglo siguiente, los mercados continuaron expandiéndose como a finales del período Ming, pero con más comercio entre regiones, una mayor dependencia de los mercados extranjeros y una población mucho mayor. A fines del siglo XVIII, la población había aumentado a 300 millones de aproximadamente 150 millones durante la dinastía Ming tardía. El aumento dramático de la población se debió a varias razones, incluido el largo período de paz y estabilidad en el siglo XVIII y la importación de nuevos cultivos que China recibió de América, incluidos el cacahuete, la batata y el maíz. Las nuevas especies de arroz del sudeste asiático provocaron un gran aumento de la producción. Los gremios mercantiles proliferaron en todas las ciudades chinas en crecimiento y a menudo adquirieron una gran influencia social e incluso política. Los ricos comerciantes con conexiones oficiales acumularon grandes fortunas y patrocinaron la literatura, el teatro y las artes. La producción textil y artesanal se disparó.

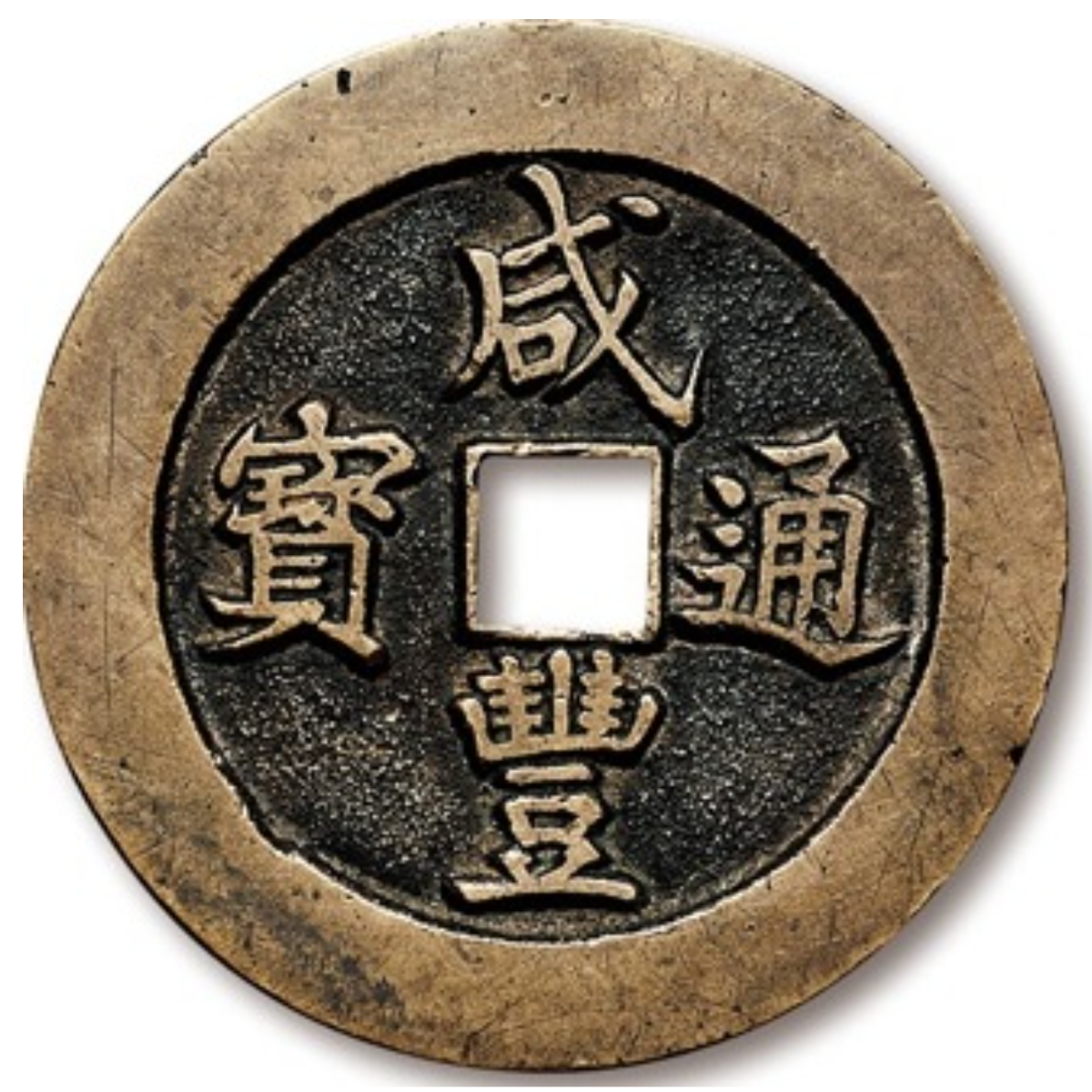
Xián Fēng Tōng Bǎo (咸豐通寶) 1850–1861 moneda de la dinastía Qing. Una moneda en efectivo de cobre (latón) de la dinastía manchú Qing.

El gobierno amplió la propiedad de la tierra devolviendo tierras que habían sido vendidas a grandes propietarios a finales del período Ming por familias que no podían pagar el impuesto sobre la tierra. Para dar a las personas más incentivos para participar en el mercado, redujeron la carga impositiva en comparación con el fallecido Ming, y reemplazaron el sistema de corvée con un impuesto principal utilizado para contratar trabajadores. La administración del Gran Canal se hizo más eficiente y el transporte se abrió a comerciantes privados. Un sistema de monitoreo de los precios de los granos eliminó la grave escasez y permitió que el precio del arroz aumentara lenta y suavemente durante el siglo XVIII. Desconfiados del poder de los comerciantes ricos, los gobernantes Qing limitaron sus licencias comerciales y generalmente les negaron el permiso para abrir nuevas minas, excepto en las zonas pobres. Algunos expertos sostienen estas restricciones en la exploración de recursos internos, así como en el comercio exterior, como causa de la Gran divergencia, por la cual el mundo occidental superó económicamente a China.
Durante el período Ming–Qing (1368–1911), el mayor desarrollo en la economía china fue su transición de un comando a una economía de mercado, esta última cada vez más generalizada a lo largo de la regla de Qing. Desde aproximadamente 1550 hasta 1800, China experimentó una segunda revolución comercial, desarrollándose naturalmente a partir de la primera revolución comercial del período Song que vio el surgimiento del comercio interregional de bienes de lujo a larga distancia. Durante la segunda revolución comercial, por primera vez, un gran porcentaje de los hogares agrícolas comenzaron a producir cultivos para la venta en los mercados locales y nacionales en lugar de para su propio consumo o trueque en la economía tradicional. Los cultivos excedentes se colocaron en el mercado nacional para la venta, integrando a los agricultores en la economía comercial desde cero. Naturalmente, esto condujo a regiones especializadas en ciertos cultivos comerciales para la exportación, ya que la economía de China se volvió cada vez más dependiente del comercio interregional de productos básicos a granel como algodón, granos, frijoles, aceites vegetales, productos forestales, productos animales y fertilizantes.

### Plata
Quizás el factor más importante en el desarrollo de la segunda revolución comercial fue la afluencia masiva de plata que ingresó al país por el comercio exterior. Después de que los españoles conquistaron Filipinas (Novohispanos católicos nacidos en lo que hoy es México) en la década de 1570, extrajeron plata en todo el Nuevo Mundo, ampliando en gran medida el suministro circulante de plata. El comercio exterior estimuló la ubicuidad del estándar de plata, después de la reapertura de la costa sureste, que se había cerrado a fines del siglo XVII, el comercio exterior se restableció rápidamente y se expandió al 4% anual durante la última parte del siglo XVIII. China continuó exportando té, seda y manufacturas, creando una gran balanza comercial favorable con Occidente. La entrada de plata resultante amplió la oferta monetaria, facilitando el crecimiento de mercados competitivos y estables.
A mediados de Ming, China había cambiado gradualmente a la plata como la moneda estándar para las transacciones a gran escala y, a finales del reinado de Kangxi, la evaluación y la recaudación del impuesto sobre la tierra se realizaron en plata. Al estandarizar la recaudación del impuesto a la tierra en plata, los propietarios hicieron lo mismo y comenzaron a aceptar pagos de alquiler en plata en lugar de en los cultivos, lo que a su vez incentivó a los agricultores a producir cultivos para la venta en los mercados locales y nacionales en lugar de para su consumo personal o trueque. A diferencia de las monedas de cobre, qian o efectivo, utilizadas principalmente para transacciones campesinas más pequeñas, la plata no se acuñó adecuadamente en una moneda, sino que se comercializó en unidades de peso designadas: el liang o tael, que equivalía a aproximadamente 1,3 onzas de plata. Como nunca se acuñó correctamente, se tuvo que contratar a un tercero para evaluar el peso y la pureza de la plata, lo que resultó en una "tarifa de fusión" adicional añadida al precio de la transacción. Además, dado que la "tarifa de fusión" no estaba regulada hasta el reinado del emperador Yongzheng, fue la fuente de mucha corrupción en cada nivel de la burocracia. El emperador Yongzheng tomó medidas enérgicas contra las corruptas "tarifas de fusión", legalizándolas y regulándolas para que pudieran recaudarse como un impuesto, "devolviendo las tarifas de fusión al cofre público". A partir de este cofre público recientemente aumentado, el emperador Yongzheng aumentó los salarios de los funcionarios que los recogieron, legitimando aún más la plata como la moneda estándar de la economía Qing.

### Urbanización y ciudades-mercado
La segunda revolución comercial también tuvo un profundo efecto en la dispersión de la población Qing. Hasta finales de Ming existía un marcado contraste entre el campo rural y las metrópolis de la ciudad y existían muy pocas ciudades medianas. Esto se debió al hecho de que la extracción de cultivos excedentes del campo era tradicionalmente realizada por el estado y no por organizaciones comerciales. Sin embargo, a medida que la comercialización se expandió exponencialmente a finales de Ming y principios de Qing, las ciudades medianas comenzaron a aparecer para dirigir el flujo del comercio interno y comercial. Algunas ciudades de esta naturaleza tenían un volumen tan grande de comercio y comerciantes fluyendo a través de ellas que se convirtieron en ciudades-mercado en toda regla. Algunas de estas ciudades-mercado más activas incluso se convirtieron en pequeñas ciudades y se convirtieron en hogar de la nueva clase mercantil en ascenso. La proliferación de estas ciudades medianas solo fue posible gracias a los avances en el transporte de larga distancia y los métodos de comunicación. A medida que más y más ciudadanos chinos viajaban por el país realizando negocios, se encontraban cada vez más en un lugar lejano que necesitaba un lugar para quedarse, en respuesta el mercado vio la expansión de los gremios para albergar a estos comerciantes.

### Aparición de salas de gremios

La demanda de opio era un factor clave en la economía Qing. En la imagen, regiones de plantación de opio en 1908.

Una característica clave de la economía Qing fue la aparición de salas de gremios en todo el país. A medida que el comercio y los viajes interregionales se hicieron cada vez más comunes durante el periodo Qing, las salas de gremios dedicadas a facilitar el comercio, huiguan, ganaron importancia en el paisaje urbano. La ubicación en la que dos comerciantes se reunían para intercambiar productos generalmente estaba mediada por un agente externo que desempeñaba una variedad de funciones para el mercado y la ciudadanía local, incluida la reunión de compradores y vendedores, garantizando la buena fe de ambas partes, estandarizando los pesos, medidas y procedimientos de las dos partes, recaudando impuestos para el gobierno y operando posadas y almacenes. Fueron estos corredores y sus lugares de comercio los que se expandieron durante el Qing en gremios comerciales de pleno derecho, que, entre otras cosas, emitieron códigos reglamentarios y listas de precios, y proporcionaron un lugar para que los comerciantes itinerantes se quedaran y realizaran sus negocios.
El primer gremio comercial registrado creado para facilitar el comercio interregional fue en Hankou en 1656. Junto con los gremios comerciales huiguan, comenzaron a aparecer salas de gremios dedicadas a profesiones más específicas, el gongsuo, y a controlar la artesanía comercial o las industrias artesanales como la carpintería, textil, banca y medicina. En el siglo XIX, las salas de los gremios tuvieron mucho más impacto en las comunidades locales que simplemente facilitar el comercio, transformaron las áreas urbanas en centros cosmopolitas y multiculturales, representaron representaciones teatrales abiertas al público en general, desarrollaron bienes inmuebles al agrupar fondos al estilo de un fideicomiso, y algunos incluso facilitaron el desarrollo de servicios sociales como el mantenimiento de calles, suministro de agua e instalaciones de alcantarillado.

### Comercio con Occidente

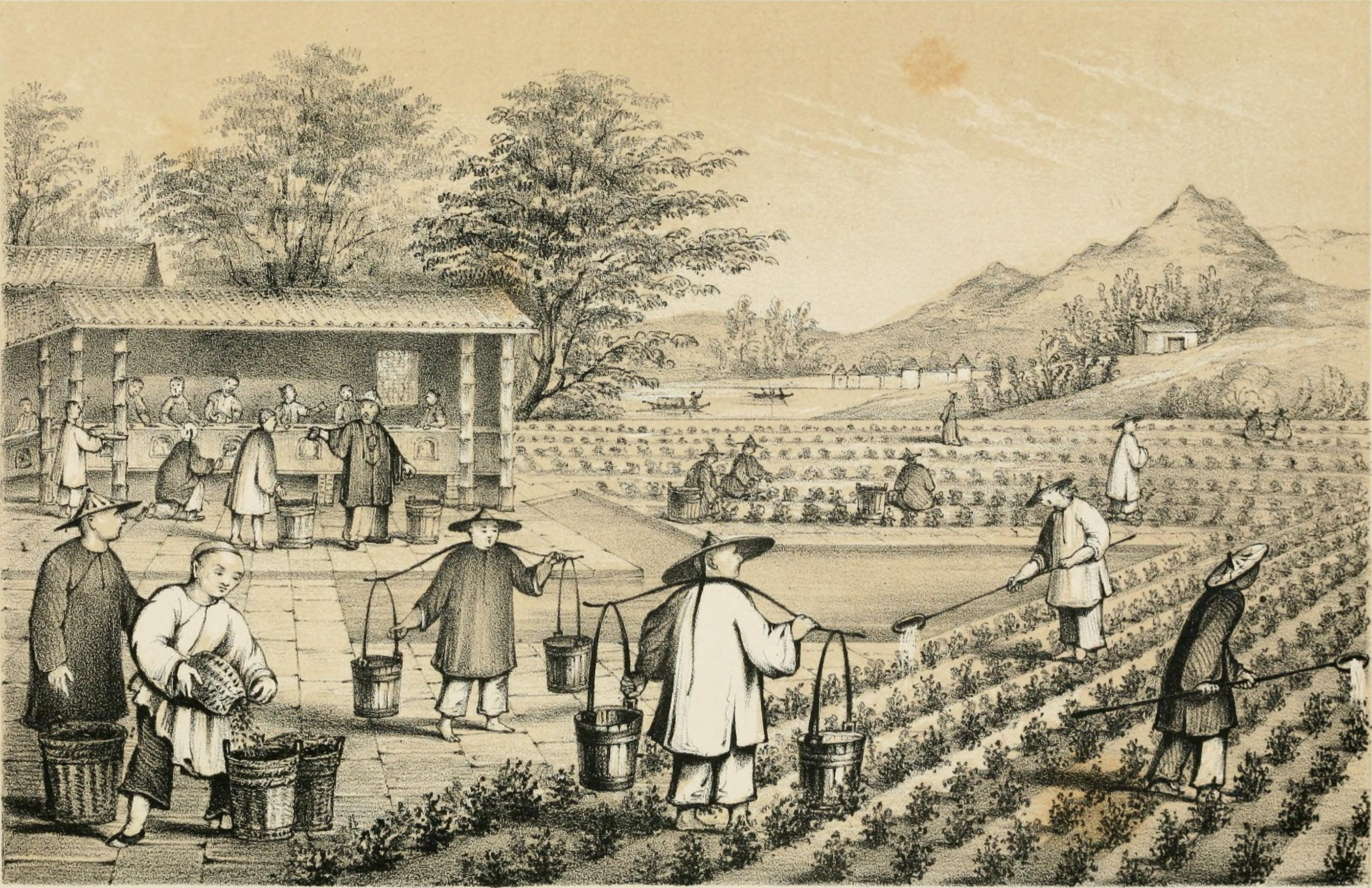
Recogida y elaboración del té en la China de Qing (1847).

En 1685, el emperador Kangxi legalizó el comercio marítimo privado a lo largo de la costa, estableciendo una serie de estaciones de aduanas en las principales ciudades portuarias. La estación de aduanas de Cantón se convirtió con diferencia en la más activa en el comercio exterior y, a finales del reinado de Kangxi, habían aparecido más de cuarenta casas mercantiles especializadas en comercio con Occidente, conocidas como Hongs. En 1725 el emperador Yongzheng comenzón a regular activamente a los hong, fundando una casa de contratación que comprendía esas cuarenta casas individuales, conocida como Yánghuò Háng (洋货行, literalmente "Casa de Comercio del Océano"). En 1757, el emperador Qianlong decidió prohibir el comercio con Occidente excepto en el puerto de Cantón, y reorganizó a los hong en un monopolio comercial conocido como el Cohong. Esto sentó las bases del Sistema de Cantón. El Cohong de Cantón era una asociación de trece gremios comerciales a las que se les habían otorgado derechos exclusivos para comerciar con comerciantes occidentales en Cantón. Los occidentales tenían prohibido tratar con comerciantes que no fueran miembros del Cohong, y tenían restringido el acceso a China, estando obligados a residir en el Distrito de las trece factorías de Cantón bajo la protección del Cohong y supervisados por un funcionario conocido como el Hoppo, nombrado directamente por el emperador y a cargo de regular el comercio con Occidente y recaudar todas las tasas aduaneras. Hasta su abolición después de la primera guerra del Opio en 1842, el sistema de Cantón era la única vía permitida del comercio occidental en China, y por lo tanto se convirtió en un centro floreciente de comercio internacional a principios del siglo XVIII. Pese a las restricciones, el comercio floreció: el Cohong garantizaba el suministro continuo de bienes de exportación y estabilizaba la demanda, que para finales del siglo XVIII estaba dominada por el té y la seda. La demanda británica de té aumentó exponencialmente hasta que descubrieron cómo cultivarla en las colinas del norte de India en la década de 1880. A finales del siglo XVIII, las exportaciones de té que atravesaban el sistema de Cantón representaban una décima parte de los ingresos de los impuestos recaudados por los británicos y casi la totalidad de los ingresos de la Compañía Británica de las Indias Orientales y hasta principios del siglo XIX el té comprendía el noventa por ciento de exportaciones que salían de Cantón.

## Ciencia y tecnología
Los académicos chinos, las academias judiciales y los funcionarios locales continuaron con las fortalezas de la dinastía Ming tardía en astronomía, matemáticas y geografía, así como tecnologías en cerámica, metalurgia, transporte de agua e impresión. Contrariamente a los estereotipos en algunos escritos occidentales, los funcionarios de la dinastía Qing de los siglos XVI y XVII exploraron con entusiasmo la tecnología y la ciencia introducidas por los misioneros jesuitas. Los líderes manchúes emplearon a los jesuitas para usar cañones y pólvora con gran efecto en la conquista de China, y el tribunal patrocinó su investigación en astronomía. Sin embargo, el objetivo de estos esfuerzos era reformar y mejorar la ciencia y la tecnología heredadas, no reemplazarla.

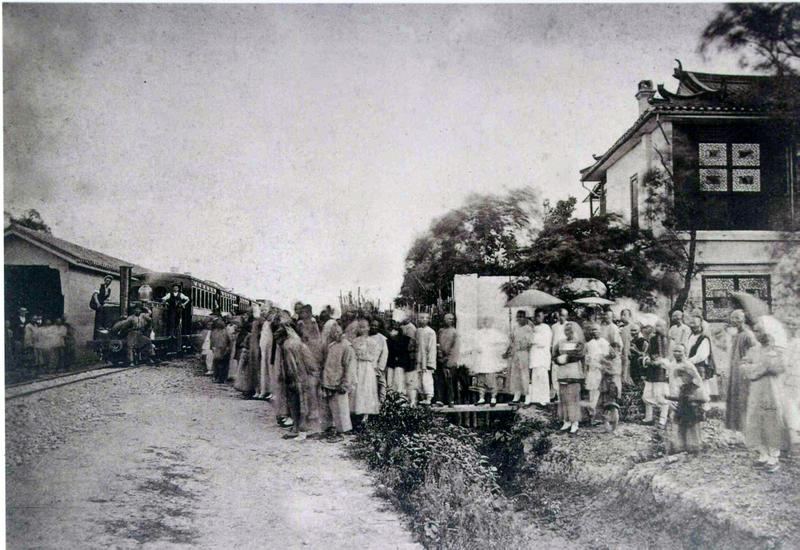
Inauguración de la fugaz línea Woosung, el primer ferrocarril en China, entre Shanghái y Wusong en 1876.

El conocimiento científico avanzó durante el Qing, pero no hubo un cambio en la forma en que se organizó este conocimiento o en la forma en que se definió la evidencia científica o se probó su verdad. El poderoso oficial Ruan Yuan a fines del siglo XVIII y principios del XIX, por ejemplo, apoyó a una comunidad de científicos y compiló el Chouren zhuan (畴人传; Biografías de científicos matemáticos), una colección de biografías que finalmente incluyó a cerca de 700 chinos y más de 200 científicos occidentales. Su intento de conciliar la ciencia china y occidental introducida por los jesuitas al argumentar que ambos se habían originado en la antigua China no tuvo éxito, pero sí demostró que la ciencia podía concebirse y practicarse por separado de la erudición humanista. Aquellos que estudiaron el universo físico compartieron sus hallazgos entre sí y se identificaron como hombres de ciencia, pero no tenían un papel profesional separado e independiente con su propio entrenamiento y avance. Todavía eran literatos.
Sin embargo, las Guerras del Opio demostraron el poder de la máquina de vapor y la tecnología militar que solo recientemente se había puesto en práctica en Occidente. Durante el Movimiento de autofortalecimiento de las décadas de 1860 y 1870, los funcionarios confucianos en varias provincias costeras establecieron una base industrial en tecnología militar. La introducción de los ferrocarriles en China planteó cuestiones que eran más políticas que tecnológicas. Una compañía británica construyó la línea Shanghái-Woosung de doce millas en 1876, obteniendo la tierra bajo falsas pretensiones, y pronto fue destruida. Los funcionarios de la corte temían a la opinión pública local y que los ferrocarriles ayudarían a los invasores, dañarían las tierras de cultivo y obstruirían el feng shui. Para mantener el desarrollo en manos chinas, el gobierno de Qing tomó prestados 34 mil millones de taels de plata de prestamistas extranjeros para la construcción de ferrocarriles entre 1894 y 1911. Ya en 1900, solo 292 millas estaban en operación, con 4000 millas más en la etapa de planificación. Finalmente, se completaron 5200 millas de ferrocarril. Los británicos y franceses después de 1905 finalmente pudieron abrir líneas a Birmania y Vietnam.
Los misioneros protestantes de la década de 1830 tradujeron e imprimieron libros de texto de medicina y ciencia occidentales. Los libros de texto encontraron hogares en la red de escuelas misioneras y universidades que se ampliaba rápidamente. Los libros de texto abrieron posibilidades de aprendizaje para el pequeño número de estudiantes chinos interesados en la ciencia, y un número muy pequeño interesado en la tecnología. Después de 1900, Japón tuvo un papel más importante en llevar la ciencia y la tecnología modernas al público chino, pero incluso entonces llegaron principalmente a los hijos de la rica nobleza terrateniente, que rara vez se dedicaban a carreras industriales.

## Cultura
Bajo el periodo Qing, las formas de arte heredadas florecieron y las innovaciones ocurrieron en muchos niveles y en muchos tipos. Los altos niveles de alfabetización, una industria editorial exitosa, ciudades prósperas y el énfasis confuciano en el cultivo alimentaron un conjunto vivo y creativo de campos culturales.

Una pintura que muestra la vida cotidiana de una familia de funcionarios de la dinastía Qing.

A finales del siglo XIX, los mundos artísticos y culturales nacionales habían comenzado a aceptar la cultura cosmopolita de Occidente y Japón. La decisión de permanecer dentro de las formas antiguas o de dar la bienvenida a los modelos occidentales ahora era una elección consciente en lugar de una aceptación indiscutible de la tradición. Los eruditos confucianos con formación clásica, como Liang Qichao y Wang Guowei, leyeron ampliamente y rompieron el terreno estético y crítico que más tarde se cultivó en el Movimiento de Nueva Cultura.

### Bellas artes
Los emperadores Qing eran generalmente expertos en poesía y a menudo expertos en pintura, y ofrecían su patrocinio a la cultura confuciana. Los emperadores Kangxi y Qianlong, por ejemplo, adoptaron las tradiciones chinas tanto para controlarlas como para proclamar su propia legitimidad. El emperador Kangxi patrocinó el Peiwen Yunfu, un diccionario de rimas publicado en 1711, y el Diccionario de Kangxi publicado en 1716, que sigue siendo hasta hoy una referencia autorizada. El emperador Qianlong patrocinó la colección más grande de escritos en la historia china, el Siku Quanshu, completado en 1782. Los pintores de la corte hicieron nuevas versiones de la obra maestra de la canción, El festival Qingming junto al río de Zhang Zeduan, cuya representación de un reino próspero y feliz demostró el beneficencia del emperador. Los emperadores emprendieron giras por el sur y encargaron rollos monumentales para representar la grandeza de la ocasión. El patrocinio imperial también alentó la producción industrial de cerámica y porcelana de exportación china. La cristalería de Pekín se hizo popular después de que los jesuitas introdujeran los procesos europeos de fabricación de vidrio en Pekín.

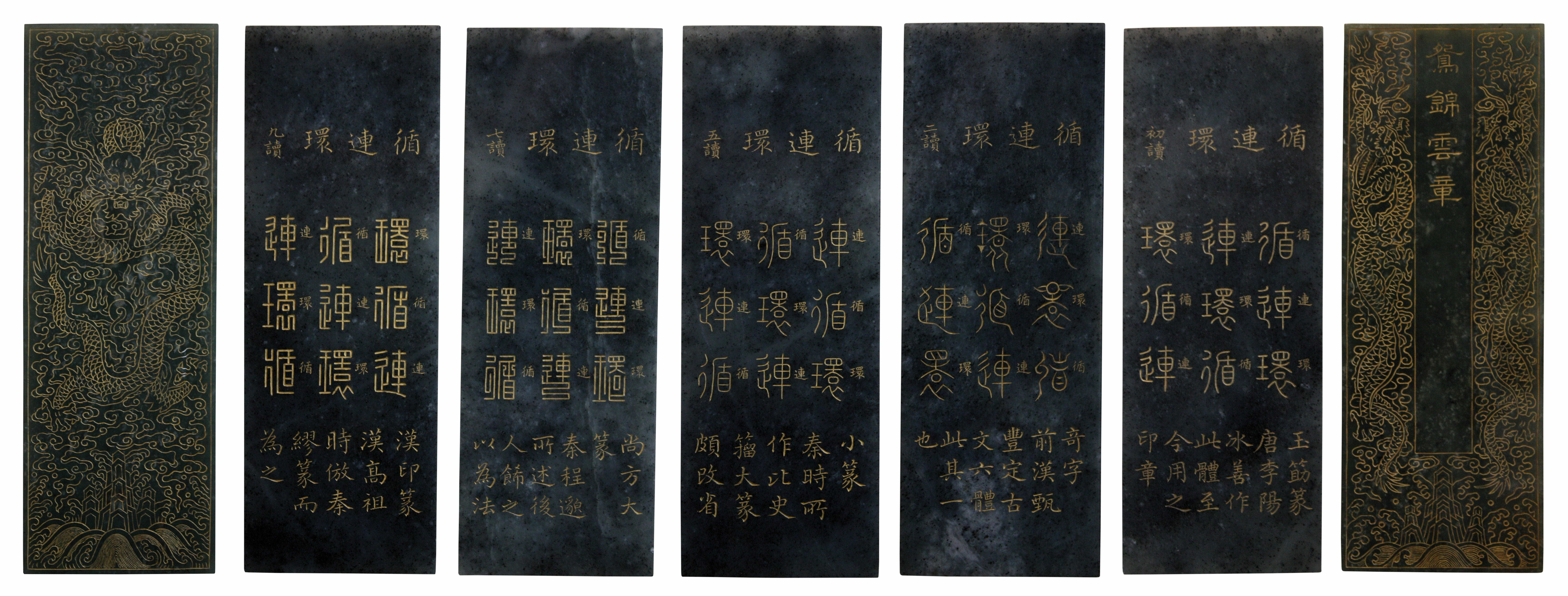
Libro de jade del período Qianlong en exhibición en el Museo Británico.

Sin embargo, las obras estéticas más impresionantes se realizaron entre los académicos y la élite urbana. La caligrafía y la pintura siguieron siendo un interés central tanto para los pintores de la corte como para los académicos que consideraban las Cuatro artes como parte de su identidad cultural y posición social. La pintura de los primeros años de la dinastía incluía pintores como los ortodoxos Four Wang y los individualistas Bada Shanren (1626–1705) y Shitao (1641–1707). El siglo XIX vio innovaciones como la Escuela de Shanghái y la Escuela Lingnan, que utilizaron las habilidades técnicas de la tradición para preparar el escenario para la pintura moderna.

### Literatura

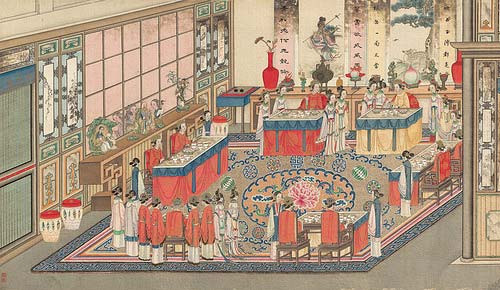
Una pieza de una serie de pinturas en pincel del artista de la dinastía Qing Sun Wen (1818–1904), que representa una escena de la novela Sueño en el pabellón rojo.

El aprendizaje tradicional floreció, especialmente entre los leales Ming como Dai Zhen y Gu Yanwu, pero los académicos de la escuela de aprendizaje probatorio hicieron innovaciones en la erudición escéptica textual. Los burócratas académicos, incluidos Lin Zexu y Wei Yuan, desarrollaron una escuela de arte práctico que arraigó la reforma y la reestructuración burocráticas en la filosofía clásica.
La filosofía y la literatura crecieron a nuevas alturas en el período Qing. La poesía continuó como una marca del caballero cultivado, pero las mujeres escribieron en números cada vez más grandes y los poetas provenían de todos los ámbitos de la vida. La poesía de la dinastía Qing es un campo de investigación animado, en estudio (junto con la poesía de la dinastía Ming) por su asociación con la ópera china, las tendencias de desarrollo de la poesía clásica china, la transición a un papel más importante para el lenguaje vernáculo y para poesía de mujeres. La dinastía Qing fue un período de edición literaria y crítica, y muchas de las versiones populares modernas de los poemas clásicos chinos se transmitieron a través de las antologías de la dinastía Qing, como los Quan Tangshi y los Trescientos Poemas Tang. Aunque la ficción no tenía el prestigio de la poesía, florecieron las novelas. Pu Songling llevó el cuento a un nuevo nivel en sus Liaozhai Zhiyi de un estudio chino, publicado a mediados del siglo XVIII, y Shen Fu demostró el encanto de las memorias informales en Seis capítulos de una vida flotante, escrito a principios del siglo XIX. siglo pero publicado solo en 1877. El arte de la novela alcanzó un pináculo en Sueño de la cámara roja de Cao Xueqin, pero su combinación de comentario social y perspicacia psicológica se hizo eco en novelas altamente calificadas como Rulin waishi de Wu Jingzi (1750) y Las flores en el espejo de Li Ruzhen (1827).
En el drama, la ópera kunqu de Kong Shangren, El abanico de flor de durazno, completada en 1699, retrató la caída trágica de la dinastía Ming en términos románticos. La forma más prestigiosa se convirtió en la llamada ópera de Pekín, como retrató la película ganadora de la Palma de Oro en el Festival de Cannes 1993 Adiós a mi concubina, aunque la ópera local y popular también fueron muy populares.

### Gastronomía
La cocina despertó un orgullo cultural por la riqueza de un pasado largo y variado. El caballero gurmé, como Yuan Mei, aplicó estándares estéticos al arte de cocinar, comer y apreciar el té en un momento en que los cultivos y productos del Nuevo Mundo entraron en la vida cotidiana. Suiyuan Shidan de Yuan expuso la estética y la teoría culinaria, junto con una variedad de recetas. La Fiesta Imperial Manchú Han se originó en la corte. Aunque este banquete probablemente nunca fue común, reflejó una apreciación de las costumbres culinarias manchúes. Sin embargo, los tradicionalistas culinarios como Yuan Mei criticaron la opulencia de la Fiesta Han Manchú. Yuan escribió que la fiesta fue causada en parte por los "hábitos vulgares de los malos cocineros" y que "esta trilla es útil solo para dar la bienvenida a nuevas relaciones a través de las puertas o cuando el jefe viene de visita" (皆惡廚陋習。只可用之於新親上門，上司入境).

## Historiografía

### Nacionalismo
Después de 1912, escritores, historiadores y académicos en China y en el extranjero en general desaprobaron los fracasos del sistema imperial tardío. Sin embargo, en el siglo XXI, ha surgido una visión favorable en la cultura popular. Con orgullo en la historia china, los nacionalistas han retratado a la China imperial como benevolente, fuerte y más avanzada que Occidente. Culpan a las guerras y las controversias diplomáticas sobre la explotación imperialista por parte de las naciones occidentales y Japón. Aunque oficialmente sigue siendo comunista y maoísta, en la práctica, los gobernantes de China han utilizado este asentamiento de base para proclamar que sus políticas actuales están restaurando la gloria histórica de China. El secretario general del partido comunista chino, Xi Jinping, ha buscado la paridad entre Pekín y Washington y prometió restaurar a China a su gloria histórica.

### Nueva Historia de Qing
La Nueva Historia de Qing es una tendencia historiográfica revisionista que comienza a mediados de la década de 1990 y enfatiza la naturaleza manchú de la dinastía. Los historiadores anteriores habían enfatizado el poder de los chinos han para «sinicizar» a sus conquistadores, es decir, asimilarlos y hacerlos chinos en su pensamiento e instituciones. En la década de 1980 y principios de la década de 1990, los académicos estadounidenses comenzaron a aprender manchú y se aprovecharon de los documentos recientemente abiertos en chino y manchú en los archivos. Esta investigación encontró que los gobernantes manchúes manipularon a sus súbditos y desde la década de 1630 hasta al menos el siglo XVIII, los emperadores desarrollaron un sentido de identidad manchú y utilizaron modelos de gobierno de Asia Central tanto como lo hicieron con los confucianos. Según la nueva escuela, la clase dominante manchú consideraba que «China» era solo una parte, aunque muy importante, de un imperio mucho más amplio que se extendía a los territorios del interior asiático de Mongolia, Tíbet, Manchuria y Sinkiang.
Ping-ti Ho criticó el nuevo enfoque por exagerar el carácter manchú de la dinastía y abogó por la sinificación de su gobierno. Algunos académicos en China acusaron al grupo estadounidense de imponer preocupaciones estadounidenses con la raza y la identidad o incluso de malentendidos imperialistas para debilitar a China. Incluso otros en China están de acuerdo en que esta beca ha abierto nuevas perspectivas para el estudio de la historia de Qing.
La "Nueva historia de Qing" no está relacionada con la New Qing History, una historia de varios volúmenes de la dinastía Qing que fue autorizada por el Consejo de Estado chino en 2003.